# 魔王学院の不適合者 〜史上最強の魔王の始祖、転生して子孫たちの学校へ通う〜
『魔王学院の不適合者 〜史上最強の魔王の始祖、転生して子孫たちの学校へ通う〜』（まおうがくいんのふてきごうしゃ しじょうさいきょうのまおうのしそ てんせいしてしそんたちのがっこうへかよう）は、秋による日本のライトノベルおよびそれを原作とするメディアミックス作品。イラストはしずまよしのりが担当している。略称は「魔王学院」。「小説家になろう」にて2017年4月から連載され、書籍版が電撃文庫（KADOKAWA）より2018年3月から刊行されている。「ラノベ好き書店員大賞2019」文庫部門で2位を獲得している。2023年6月時点でシリーズ累計部数は220万部を突破している。
かやはるかによるコミカライズ版が『マンガUP!』（スクウェア・エニックス）にて2018年7月から連載されていたが、2021年7月6日に以前から患っていたすい臓がんによりかやが死去したため、今後の連載については未定となっている。
2020年7月からテレビアニメ第1期が13話放送された。第2期第1クールが2023年1月から9月にかけて放送された。第2期第2クールが2024年4月から7月にかけて放送された。

## あらすじ
二千年前の神話の時代、暴虐の魔王アノス・ヴォルディゴードは、人間・魔族・精霊・神族が絶え間なく戦争を続けていることに嫌気がさし、魔王城デルゾゲードに勇者カノン、大精霊レノ、創造神ミリティアを招いて、大戦を終結させるために和睦を申し出る。その内容は「魔王の命と引き換えに人間界、魔界、精霊界、神界の四つの世界を千年は消えない壁で隔て、自らは二千年後に転生する」というものだった。
魔法の時代と呼ばれる二千年後、前世の記憶を持った状態で父グスタ・母イザベラをもつ人間に近い魔族（混血）として転生する。そして、魔法技術が世界的に二千年前とは比べ物にならないほど低次元なものへと退化していることを知る。そんなアノスのもとに、かつての魔王城デルゾゲードである「魔王学院」から招待状が届く。
入学試験でアノスは魔族の少女ミーシャ・ネクロンと知り合い、二人揃って合格を果たす。しかし魔力測定と適性検査の結果、アノスは暴虐の魔王本人だと認められないばかりか、学院で初めての「不適合者」の烙印を押されてしまう。それは、転生した時代で「暴虐の魔王」として知られているのが、自分ではなく「アヴォス・ディルヘヴィア」という人物だったからである。
入学後初めての授業でアノスはミーシャの双子の姉であるサーシャ・ネクロンに出会う。サーシャはミーシャと仲良くしているアノスに興味を持ち、自らの班に入るよう誘う。しかし、その誘いをアノスが断ったため、サーシャは勝負を仕掛ける。内容は「勝ったほうが負けたほうの班に加わる」というもの。一時は勝負の契約に使った《契約（ゼクト）》を裏技のような形で破棄されるものの、最終的にアノスが勝ったため、サーシャはアノスの班（アノスの感覚では配下）に入る。
数日後、3人は「アノス・ファンユニオン」なる学院の同好会のような組織の1人であるミサ・イリオローグに「見に来てください」と誘われる。握手をしたいとかサインがほしいとか、しかも抜け駆け禁止でそれらを同時にほしいなどのアノス・ファンユニオンの要求に、律儀に時を止めたりして応えるアノス。しかし、アノスのファンクラブのような活動はフェイクらしく、本当は現代での混血差別に抵抗する活動が主だった。
その後アノスは、ミーシャとサーシャの15歳の誕生日に元々は同一人物だった2人が、ミーシャの消滅により1人に戻るということを知った。当日に、消滅の身代わりになろうとサーシャがミーシャに辛く当たる演技をしていたことも判明。アノスは仲直りさせた上で、過去を改変して2人の根源を2つに分けたことで、ミーシャが消滅することなく誕生日の0時を迎えた。
平和のために命を捨てた史上最強の魔王が、仲間/配下とともに理不尽を次々と滅ぼしていく物語。

## 登場人物
声の項はテレビアニメ版の担当声優。

### 主要人物
アノス・ヴォルディゴード
声 - 鈴木達央（第1期）→梅原裕一郎（第2期）
本作の主人公。二千年前の神話の時代の大戦において、人間、精霊、神さえも滅ぼし、暴虐の魔王と恐れられた魔王の始祖。しかし、実際には魔族を守るために戦っていたのであり、彼自身は深く平和を望んでいた。大戦を終結させるために勇者カノン、大精霊レノ、創造神ミリティアに対して和睦を提案するとともに、種族間の怨恨を消すために人間界、魔界、精霊界、神界の四つを隔てた、千年は開かない扉となる大魔法《四界牆壁（ベノ・イエヴン）》を発動することを計画する。和睦を受け入れた三人の魔力をデルゾゲードの立体魔法陣に注ぎ込み、自らの命を全て魔力に変えることで《四界牆壁（ベノ・イエヴン）》を発動した。最期に、勇者カノンと転生後の世界で友人として再会する約束を交わし、《転生（シリカ）》の魔法によって二千年後へ転生していった。
また、完全なる転生には自らの血を引く器が必要だったため、自身の血から生み出した七魔皇老に子孫を作ることを指示したという経緯から、魔王の始祖として言い伝えられている。
二千年後の魔法の時代では人間のグスタとイザベラ夫婦の間に産まれる。産まれたときから言葉を話し、すぐに《成長（クルスト）》の魔法にて6歳相当まで成長する。また、転生後の体は、魔王の血を引いてはいるものの、ほとんど人間のものである。ただし、知能、魔力、魔法技術、身体能力などは転生前と同様である。転生から1か月後、魔王学院デルゾゲードから招待を受け、入学するために再度《成長（クルスト）》を使い16歳相当まで成長し、魔族の国ディルヘイドへ一家で移住する。魔王学院の制服は「混血」を示す白服である。
非常に戦闘力が高く、戦いに慣れた相手程度なら身じろぎ一つせずとも心臓の拍動や呼吸に魔力を乗せ、衝撃波を生み出して倒すことができる。
入学試験では、対戦相手を圧倒し実技試験を通過した。しかし、魔力測定で魔力水晶が規格外の魔力に耐えきれず砕けて測定値が「0」になったことや、適性検査において二千年の間に誤って伝わってしまった始祖の名前や思想への解答が異なっていることから、魔王学院で初の「不適合者」の烙印を押されてしまう。それと同時に、世間に伝えられている始祖である「暴虐の魔王」の名前や人格が、転生前の自分と全く異なるものだと知る。
また、神族からも摂理に従わない「不適合者」として警戒されており、現代でも度々対立している。
転生前も転生後もキノコグラタンが大好物。転生前では、各地の魔族たちにキノコを献上されすぎてディルヘイド中のキノコが消えかけたほどである。
時々ジョークを言うこともあるが、二千年前の感覚のまま喋るため滑ることが多い。
「〜だからといって、〜と思ったか」という所謂「アノス構文」を良く使用する。
アノシュ・ボルティコーロ
声 - 梅原裕一郎（第2期）
アノスが素性を隠すため、《逆成長（クルスラ）》を用いて6歳の天才少年に姿を変えた状態。
《時間遡航（レヴァロン）》で二千年前に赴いた際、既に転生したアノスがその場にいるのは矛盾するため、神話の時代の者から隠すためにこの姿に変身した。
天父神ノウスガリアの陰謀を粉砕し、事態を解決した後、アノシュ（皇族）の姿で魔王学院に転入する。また、勇者学院に来た際は、アノスであることを隠すため基本的にアノシュの姿でいる。
アノスとして生徒たちと行動する際は、アノシュは隠蔽魔法で姿が見えないがそこにいる、という風に誤魔化している。
ミーシャ・ネクロン
声 - 楠木ともり
本作におけるヒロインの一人。長く伸びた縦ロールのプラチナブロンドの髪に、蒼い瞳を持つ魔族の少女。アノスのクラスメイト。サーシャの双子の妹だが、皇族として扱われておらず、学院での制服は白服である。白のニーソックスを着用している。原作ではミーシャの方がサーシャより胸が大きい。アニメ版ではほぼ同じ大きさに変更されている。
アノスが転生した後初めてできた友人で、入学試験の時に出会った。魔力水晶による魔力測定では周りの多くは三桁ほどだったのに対して「100246」という数字を出しアノスを感心させた。創造魔法を得手としており、班別対抗試験では《創造建築（アイリス）》で三つの巨大な城を創造した。
世間的にはサーシャの双子の妹とされているが、その正体はサーシャが生まれて間もない頃にアイヴィス・ネクロンが《分離融合転生（ディノ・ジクセス）》を施し、一つの根源を分けたことで産まれた、本来なら存在しない魔族である。15歳の誕生日の午前零時に（サーシャと一体化して）消滅するという宿命を背負わされており、自らの消滅を受け入れていた中で、アノスと出会って友達になれたことを「奇跡」と称した。サーシャとは互いの思い違いにより疎遠になっていたが、アノスの計らいにより15歳の誕生日の直前で仲直りを果たした。その後、アノスが《魔王軍（ガイズ）》と《時間操作（レバイド）》、《過去改変（イングドゥ）》によって、現在のミーシャとサーシャと過去の二人の根源を融合させることにより、元々別の根源を持つ双子だったという風に過去を改変したことで、消滅を回避する。
また、根源を融合させたことで二人分の魔力を持つことになり、創造魔法の行使が高速化した。

サーシャ・ネクロン
声 - 夏吉ゆうこ
本作におけるヒロインの一人。金髪碧眼の魔族の少女。髪型はツインテール。ミーシャの双子の姉であり、七魔皇老の一人であるアイヴィス・ネクロン直系の皇族。
アノスからの遺伝として、視界に映るものの破滅因子を呼び起こし、自壊させる《破滅の魔眼》を持ち、魔眼の発動時は眼に魔法陣が浮かぶ。このことから破滅の魔女と呼ばれており、混沌の世代の一人として名を知られている。しかし、《破滅の魔眼》を完全には制御できておらず、感情が昂ったときに発動してしまうことがある。
アノスのクラスメイトであり、学院の制服はミーシャとは違い皇族として扱われているため黒服である。ベルトの付いたサイハイブーツにガーターベルト、黒いラインの入った赤色のニーソックスを着用している。
ミーシャと仲良くしていたアノスに興味を持ち、自分の班に入らないかと提案したが断られてしまったため、班別対抗試験を行い、敗者が勝者の班に入るという賭けをアノスと行った。
班別対抗試験では、高いカリスマ性により班リーダーとして短期間でメンバーを纏め上げ、アノス班と対戦するも、桁違いな力の前に敗北したことで、アノスの班に入ることとなった。
その後《分離融合転生（ディノ・ジクセス）》を書き換え自身が消滅するように画策するが失敗、アノスの計らいにより二人とも生きられるようになった。
また根源を融合したことで二人分の魔力を持つことになり、魔法の威力が増大した。
アイシャ
ミーシャとサーシャが《分離融合転生（ディノ・ジクセス）》にて融合した姿。銀色の髪をしている。背理神ゲヌドゥヌブの《背理の魔眼》とよく似た《創滅の魔眼》を有する。
後にこの姿での名前をアノスによって《創滅の魔眼》と共に名付けられた。

レイ・グランズドリィ
声 - 寺島拓篤、谷山紀章（アヴォス・ディルヘヴィア）
白髪に薄い青の瞳を持つ黒服の魔族。混沌の世代の一人であり、魔剣だけでなく霊剣や神剣まで扱えることから「錬魔の剣聖」と呼ばれている。
誰かの下で戦うのが得意であると自称し、班リーダーとなる条件である《魔王軍（ガイズ）》を使えるにもかかわらず、リーダーは柄ではないと担任のエミリア・ルードウェルに断りを入れ、アノス班に入ろうとする。配下に入れてもらおうとアノスの元に向かうが、アノスが班別対抗試験において力を示すことを条件としたために戦うこととなる。純血の魔族である皇族だが、本人はそれを特に気にしておらず、全員に平等に接する。
七魔皇老イドルとの戦いでは魔剣の能力差があるにもかかわらず、複数の魔剣を投擲することで刃こぼれを起こさせ、刃こぼれさせた部分のみで剣を打ち合うという離れ業を見せた。最終的には正確な刃こぼれへの攻撃と剣圧によりイドルの剣を折り、周囲を驚愕させた。
班別対抗試験ではアノスと剣の勝負で互角の戦いを見せ、アノスが使用していた木の枝を折ることに成功したものの、折れた木の枝の先がレイの喉を狙っていたためにアノスの勝利となった。そして、戦いの最中でもどんどん強くなっていくレイにアノスは驚きを見せる。レイはアノスと「初対面じゃないような気がする」と言い、アノスはレイが魔王の右腕シン・レグリアの転生した姿なのではないかと推察する。
魔剣大会で自身とアノスが出場者に選ばれたことに「またアノスと戦える」と喜んでいたが、病気を患っている母・シーラを皇族派によって人質に取られ、レイ自身も何者かに洗脳されたメルヘイスによって「契約の魔剣」を体内に埋め込まれる。決勝戦ではアノスと対決するも彼の魔剣で胸を貫かれ、メルヘイスによって《次元牢獄（アゼイシス）》に引きずり込まれるが、アノスはレイの体内に埋め込まれた「契約の魔剣」を破壊しただけで致命傷は与えておらず、アノスと共闘してメルヘイスと戦うこととなる。魔法の対処に慣れていないレイはメルヘイスの攻撃に苦戦するが、アノスの援護と精霊剣に姿を変えたシーラの助力によって窮地を切り抜け、メルヘイスを打倒することに貢献した。実空間に戻った後はアノスがシーラの根源を復活させ《蘇生（インガル）》を掛けたことで、レイは皇族派による束縛から解放された。
また、その正体は二千年前にアノスと戦った勇者カノンが幾度にも渡って転生を繰り返した結果、純血の魔族に転生した姿である。勇者カノンの特性である7つの根源も引き続き持っている。
ジェルガらに暗殺された後に彼らの魔王に対する憎しみの連鎖を終わらせるために、偽の魔王アヴォス・ディルヘヴィアとして人間側に討たれることを計画した。七魔皇老の記憶を彼らの同意の元で消し、自身の根源と融合させて操ることで偽の魔王の言い伝えを二千年の間に広めて計画の準備を整えていた。勇者学院との対抗戦中に計画を実行するため、神殿に安置されていた霊神人剣エヴァンスマナを強奪し、人間の国アゼシオンへ向けて宣戦を布告して人間に討たれようとしたが、自身の正体と目的に気づいたアノスが計画を阻止するために介入してきたため、戦闘に入ることとなった。
ミサ・イリオローグ / ミサ・レグリア / アヴォス・ディルヘヴィア
声 - 稗田寧々、谷山紀章（正体を表す前のアヴォス・ディルヘヴィア）
アノスのクラスメイトで、学院の白服生徒の一人。魔族の父と精霊の母を持つ半霊半魔で、魔族であっても始祖の血を完全に受け継ぐ皇族以外の存在を〝混血〟として社会的に低い地位に置くディルヘイドの現状を改革する、という主張を掲げて活動している「統一派」に属し、学院内でも、表向きはアノスのファンクラブという名目で「アノス・ファンユニオン」という組織を結成して活動している。
半霊半魔であるため、自らを雨に変える精霊魔法《雨霊霧消（フスカ）》を使うことができる。このことからアノスは、ミサは《雨霊霧消（フスカ）》を得意とした水の大精霊リニヨンとの縁があるのではないかと推測した。
レイとは魔剣大会の頃から惹かれあい、勇者学院との対抗戦前に一つ貝のアクセサリーを貰ったことにより恋人同士となる。
その正体は、魔王の右腕であるシン・レグリアと大精霊レノの間に生まれた娘であり、偽の魔王アヴォス・ディルへヴィアの伝承を有する存在である。
カノンが広めた暴虐の魔王の噂と伝承は人間と魔族に広く知れ渡っていたため、同じ半霊半魔であるシーラと違い精霊病を患っていない。ノウスガリアの計画が実行されたことにより、真体が覚醒し、《破滅の太陽》の封印を解くためにアノスたちと対立するが、レイによりミサとアヴォスに分けられる。その後ノウスガリアの手で破壊神を目覚めさせる代償として、アヴォスは滅ぼされる。その後、二千年前にアノスが命令を下したイガレスの手により噂と伝承に続きが書かれたことで、霊神人剣エヴァンスマナによってミサを一度滅ぼした後、分けられた根源が一つに融合し、善良かつ純粋な精霊として生まれ変わった。
真体に覚醒した当初はミサとアヴォスが別の人格として対立していたが、真体であるアヴォス・ディルヘヴィアの転生に伴い意識が統合された。ただしアヴォスとしての人格が無くなったわけではなく、真体が表に出ているときはアヴォス・ディルヘヴィアの性格に切り替わる。ミサとしての性格は活発で芯の強い少女であり、アヴォス・ディルヘヴィアとしては長い黒髪で、暴虐の魔王として女王のような気品のある言葉遣いと振る舞いとなる。
エレオノール・ビアンカ
声 - 渡部紗弓
勇者学院の三回生。一人称が「ボク」で、語尾に「〜だぞ」を付ける話し方が特徴の、豊満な胸を持つ黒髪の少女。
魔族であるアノスたちにも友好的で、学院交流でアゼシオンを訪ねたアノスとサーシャを勇者学院に案内し、アゼシオンに伝えられている「二千年前の勇者と魔王」の歴史を教える。
その正体は人型魔法というべき代物であり、根源を生み出す禁忌の魔法《根源母胎（エレオノール）》である。ジェルガの根源から作られているため、勇者カノンが二千年前に人間に殺されたことを朧気ながら記憶しており、勇者学院が設立された理由も知っていた。戦うためだけに生み出されるゼシアたちに心を痛めており、自身を破壊してくれる存在が現れることを願っていた。
アノスに対して自身の破壊を懇願するが、アノスにエレオノール自身の幸せが願いに含まれていないことを指摘された上に、言葉を話せる特異個体のゼシアが拙い言葉ながらもアノスに対して助けを求めたことにより、ゼシアたちの幸せだけでなく自身の幸せも願うようになる。
最終的に理滅剣によりアノスに所有権が移されたことで、強制的に根源を作り出し続ける宿命から解放される。ディルヘイドとアゼシオンの戦争終結後は、最も自我が確立していた一人のゼシアと共に勇者学院の交流生として魔王学院に在籍することとなる。
ゼシア・ビアンカ
声 - 久野美咲
エレオノールによって生み出された根源クローンであるゼシアの一人であり、拙くも言葉を話せる特異な個体である。エレオノールがアノスに自分の破壊を懇願した際には、アノスにエレオノールを助けて欲しいと懇願し、自身共々救出される。年齢は10歳ほどと他のゼシアに比べて年齢は低いが、ゼシアたちの中で唯一学院生活が送れるほどに自我が確立していたため、ディルヘイドとアゼシオンの戦争終結後、エレオノールと共に勇者学院の交流生として魔王学院に在籍することとなる。まだ言葉は拙く言葉を途切れ途切れに話し、語尾に「……です」という口調をつける。他のゼシアと同様に剣の扱いに秀でているが、年相応に子供らしく無邪気であり、アノスたちにも懐いている。
救出された際残りの1万人のゼシアはデルゾゲートの地下にアノスが作り上げた町に住んでおり、パンを焼いたり本の管理をしたりと思いおもいの生活を送っているほか、有事の際は魔力を分け与える。
アルカナ
声 - 東山奈央
二千年前におけるアノスの妹として登場した。竜に狙われる根源を持ち、竜から逃れるためにアノスと共に転々と住居を移す生活を行っていた夢をアノスが見たが、転生したアノスにはアルカナの記憶はなかった。
選定審判において選定神アルカナとしてアヒデと共にアノスの前に何度も立ちはだかるが、神となってしまったアルカナにもアノスの記憶はなかった。選定審判においてアノスを選んだ創造神ミリティアの代行者であることを自称している。
その後アヒデがアノスに負けたため、アノスの選定神として鞍替えし、選定審判中は元の場所に帰れない、という理由でアノスの家に居候することとなった。
エンネスオーネ
創造神ミリティアが生誕神ウェンゼルに託した、優しい世界を作るための魔法秩序である《根源降誕（エンネスオーネ）》の魔法。エンネスオーネが存在することで、《根源母胎（エレオノール）》の魔法で秩序の枠から外れた新しい命を生むことができる。

### 魔王学院
エミリア・ルードウェル
声 - 小清水亜美
魔王学院の教師である魔族の女性で、アノスたちが所属する一回生二組の担任である。皇族であることを誇りに思っていると同時に皇族至上主義者であり、混血である学院の白服生徒には態度が冷たい。自身を始祖そのものであると称し、皇族に対する敬意を表さないアノスに対しても刺々しい態度を取る。
魔剣大会で、アノスが兄・クルトを打ち負かしたことに激昂して彼の魔剣を奪おうと目論み、決勝戦前夜にアノスから魔剣を預かっていたイザベラとアノス・ファンユニオンたちを襲撃する。しかし、この暴挙がアノスの逆鱗に触れ、惨死させられた上で混血に転生という形で蘇生され、〝永久に混血として転生する〟という呪いをかけられる。
その後ミサの真体の覚醒によるアノスたちとの対立に巻き込まれ、かつて自分が殺そうとしたイザベラを庇って攻撃を受けた後、アノスに助けられる。
後に更生し、勇者学院にて教え子を導く教師となっているが、勇者たちの勝手な行動を御しきれておらず苦労している。また、竜との戦いを通して勇者学院の生徒たちと信頼関係を築けるようになり、七魔皇老と同等の地位をアノスから与えられることとなったが自ら辞退。代わりに、同時期に不在となった勇者学院の学院長の地位に就くこととなり、引き続き勇者たちを導くこととなった。
メノウ・ヒーストリア
声 - 加隈亜衣
魔王学院の教師で耳の長い女性。三回生一組担任だが、エミリアに代わってアノスたちのクラスを臨時で受け持つ。エミリアとは違い混血に対する差別意識を持っておらず、不適合者であるアノスに対する態度も普通である。
リーベスト・エイニー
声 - 駒田航
魔王学院の三回生主席。黒服の生徒。皇族派だが根は優しく、争いごとを好まない。入学した当初は落ちこぼれであり、始祖のことも嫌いであった。しかし、メノウの助言により始祖を人一倍尊敬するようになり、皇族として自身の血にも誇りを持てるようになった。
そのため不適合者であるアノスが暴虐の魔王を自称することを認められず、当初は敵対視していた。しかし、勇者学院との対抗戦で勇者学院側の罠にかかり重傷を負った所をアノスに助けられ、勇者学院の校章が聖水を操る魔法具であることを伝えて後を託した。
ラモン・アイバー
声 - 葉山翔太

### アノス・ファンユニオン
エレン・ミハイス
声 - 石原夏織
紫色の髪に長い揉み上げで、頭に1本のアホ毛が立っている少女。白十字を勲章のように襟元に飾っており、黒地のソックスにも白十字模様が入っている。
ジェシカ・アーネート
声 - 朝日奈丸佳
長身で、アノス・ファンユニオンで唯一眼鏡を掛けている少女。白十字のネクタイピンを使用している。
マイア・ゼムト
声 - 大野柚布子
黒髪で三編みの少女。前髪の中央に白十字の髪飾りを付ける。
ノノ・イノータ
声 - 白石晴香
緑がかった灰色の髪の少女。後頭部にある髪飾りが白十字の形をしている。
シア・ミンシェン
声 - 宮本侑芽
濃茶色のおかっぱ髪の少女。白十字のネックレスを付けている。
ヒムカ・ホウラ
声 - 鈴代紗弓
長身でショートヘアの少女。左耳に白十字のイヤリングを付けている。
カーサ・クルノア
声 - 嶺内ともみ（第1期）→ 風間万裕子（第2期）
長髪で長身の少女。後髪をポニーテールに結び、左目に白十字の眼帯を付けている。
シェリア・ニジェム
声 - 雨宮夕夏
ぽっちゃり系の少女。髪を後ろで2つにまとめており、左側の髪留めが白十字になっている。

### 七魔皇老
アイヴィス・ネクロン
声 - 置鮎龍太郎
高位の不死者（アンデッド）で、黒いローブとコートを纏った骸骨という風貌をしている。融合魔法の権威であり、いくつもの新魔法を開発しているが、起源魔法に対する理解や能力は転生したアノスに及んでいなかった。魔王の転生する器を作るために、生まれて間もないサーシャに《分離融合転生（ディノ・ジクセス）》を施したことでミーシャを産み出してしまうこととなった。
二千年前に不死者（アンデッド）としてアノスが作り上げた存在だが、転生したアノスと再会した際には彼のことを全く覚えておらず、魔王の名も「アヴォス・ディルヘヴィア」として認識していた。ミーシャの事情を知ったアノスがミーシャの消滅を回避しようとすることを妨害しようとするが、返り討ちに遭った。その後、ミーシャとサーシャの過去を改変しようとしたアノスを、摂理を乱す存在として排除しようとした時の番神エウゴ・ラ・ラヴィアズと融合し再びアノスを攻撃するが、理滅剣ヴェヌズドノアで倒された。しかし、滅ぼされた根源はアイヴィスの根源に融合していた何者かのもののみであったため、アノスによって蘇生される。
本人の認識によれば、アノスが転生した直後に何者かに殺され、蘇生する間もなく根源を融合されて乗っ取られていた。アノスはその〝何者か〟をアヴォス・ディルヘヴィアとして自分に成り変わった者の配下と推察している。
蘇生後はアノスの命で死を偽装した上で、アヴォス・ディルヘヴィアなどについて探る。調査・報告する際には魔法で黒猫の姿に変身している。
メルヘイス・ボラン
声 - 大塚芳忠
裾の長いコートを着込んだ白髪の老人の姿をしている。統一派を支援している。アノスによれば「生存を重視し、最も魔法と魔力に特化させておいたタイプ」であり、神話の時代にいた歴戦の強者と伍する力を持たせてある。
アイヴィスと同様に、二千年前に何者かに襲われ記憶を失ったが、主であるアノスのことは覚えており、転生した彼と再会した際には涙を流して喜んでいた。
だがその後、何者かにより隷属の魔剣を埋め込まれて洗脳されてしまう。魔剣大会前にシーラを人質に取り、彼の根源に契約の魔剣を根源に埋め込ませてアノスの魔力を削ろうとした。アノスとレイの決着がついた後、二人を《次元牢獄（アゼイシス）》に幽閉し七魔皇老のガイオスとイドルの三人でアノスを滅ぼそうとした。
しかし、直後にガイオスとイドルは復活したレイに倒され、人質であったシーラもレイに救出されてしまったが、それはレイとアノスを分断するためのメルヘイスの作戦であった。貯蔵してあった《四界牆壁（ベノ・イエヴン）》によりアノスとレイを倒そうとしたが、シーラが最後の力を振り絞って精霊剣となったためにレイに《四界牆壁（ベノ・イエヴン）》は斬られてしまい、アノスは滅びに近づいたことで転生前の魔力を取り戻し、切り抜けられる。最後はアノスにより、理滅剣ヴェヌズドノアで脳に埋め込まれた隷属の魔剣を滅ぼされ、正気に戻った。
ガイオス・アンゼム
声 - 稲田徹
赤黒い肌を持つ鬼のような姿をした巨漢。魔剣を生み出す魔法を操り、自らも巨大な剣である極大魔剣グラジェシオンを振るう。
学院の特別教練に特別講師として列席し、アノスと戦うが、魔王の始祖であるアノスには全く敵わず、あっさりと倒される。アノスが過去と記憶を魔法で辿ったところ、やはりアイヴィスと同じく根源が二つ存在しており、何者かに二千年前から乗っ取られていた形跡があった。
イドル・アンゼオ
声 - 鳥海浩輔
黒い長髪と青い肌を持つ痩身の男。魔剣を二刀流で操ることができ、炎の魔剣ゼスと氷の魔剣イデスを用いた複数属性同時攻撃を得意とする。
学院の特別教練にガイオスと共に列席し、レイと戦うが彼の実力の前に翻弄され、双剣を折られて敗北する。
メドイン・ガーサ
声 - 諏訪部順一
2本の角を生やした男。霊神人剣エヴァンスマナの在り処を見つけ出したアヴォス・ディルヘヴィアと残りの七魔皇老のゾロ、エルドラと共に神殿を襲撃し、その後はアゼシオンへ向けて宣戦布告する。しかし、メルヘイスたちに他の二人と共に制圧され、融合させられていた勇者カノンの根源がレイに回収されたことにより正気に戻る。
ゾロ・アンガート
声 - 三木眞一郎
巨大な蝙蝠の翼を持つ男。
エルドラ・ザイア
声 - 緑川光
赤い魔眼を持つ細身の男。

### ディルヘイドの人々
イザベラ
声 - 豊崎愛生
転生後のアノスの母親であり、グスタの妻。職業は鑑定士で、ディルヘイドでは夫婦で鍛冶・鑑定屋である「太陽の風」を営んでいる。
心配性な性格で、アノスが魔王学院に入学しようとした際には引き留めようとしたが、グスタに説得され、一家でディルヘイドへ移住した。
早とちりをすることが多く、アノスの人間関係に関してよく誤解をしている。料理上手であり、よくアノスの好物であるキノコグラタンを振る舞う。
姓はライゼオだが、ディルヘイドに引っ越したときに魔族姓としてヴォルディゴードを名乗るようになった。
グスタ
声 - 松本忍
転生後のアノスの父親であり、イザベラの夫。職業は鍛冶職人で、ディルヘイドでは夫婦で鍛冶・鑑定屋である「太陽の風」を営んでいる。アノスが魔王学院に入学しようとした際には、彼の意思を尊重してイザベラを説得し、一家でディルヘイドへ移住した。
人の良い父親だが、間の抜けたところがあり、よく見栄を張る。アノスからは「恥の多い男」と辛辣な評価をされているが、親子仲は良好。
イザベラと同様早とちりをすることが多く、家に女性が訪れる度にアノスの嫁と誤解して号泣している。
姓はライゼオだが、ディルヘイドに引っ越したときに魔族姓としてヴォルディゴードを名乗るようになった。
ゼペス・インドゥ
声 - 江口拓也
学院の入学試験でアノスと戦った魔族。ディルヘイドの支配階級である皇族の中でも上位の家柄で、「魔公爵」を自称しているが、ディルヘイドにおける実際の地位は不明。アノスとミーシャを〝混血〟として見下して絡むが無視されたことに激昂する。しかし、アノスの言霊によって屈服させられるという醜態を演じる。その後学院の実力試験でアノスと再戦するも全く及ばず、アノスの「心臓の鼓動の発する衝撃」に倒されてしまう。その後兄のリオルグと共にアノスに対する復讐に現れるが、リオルグに混血に敗れる皇族の恥として雷の魔法で焼き殺される。そして、アノスに《腐死（イグルム）》で腐死者（ゾンビ）として蘇らされ、リオルグを襲い、彼を《魔炎（グレスデ）》で焼き殺した。その後リオルグと共にアノスに蘇生させられ、圧倒的な実力差に捨て台詞を吐いてリオルグと去っていった。
リオルグ・インドゥ
声 - 立花慎之介
ゼペスの兄。「魔大帝」を自称しているが、ディルヘイドにおける実際の地位や役職などは不明。ゼペスを始末した後、アノスを皇族に従わない不敬な存在として、この時代では禁呪とされている起源魔法《魔黒雷帝（ジラスド）》で攻撃するが、その魔法の起源そのものであるアノスには通じなかった。アノスが仲直りの機会を与えるために《腐死（イグルム）》で腐死者（ゾンビ）化させたゼペスと戦うが死亡する。その後ゼペスと共にアノスに蘇生させられ、圧倒的な実力差に意気消沈して去っていった。
エリオ・ルードウェル
声 - 小西克幸
ミッドヘイズを治める魔皇。刈り上げられた髪に無精ひげと鼻先に傷を持つ壮年の男で、エミリアとクルトの父親。
クルト・ルードウェル
声 - 新垣樽助
アノスの担任であるエミリアの兄。魔剣大会でアノスと対決するが、魔剣を破壊され敗北する。
マドラ・シェンソン
シーラ・グランズドリィ
声 - 川澄綾子
精霊と魔族の混血である半霊半魔であり、レイの育ての母。生家に捨てられたレイを拾って育てた。半霊半魔の基となる伝承は幼弱であるため、伝承が失われることで根源がだんだん消滅していくという〝精霊病〟に侵されている。
その伝承は剣に関するものであり、魔剣大会に出場し優勝したアノスが噂を流すことで伝承が広く知れ渡り、精霊病は完治した。
メリッサ・ノマド
声 - 杉山里穂
魔法模型屋「創竜のふるさと」の女主人。

### 勇者学院
ゼシア・カノン・イジェイシカ
声 - 久野美咲
勇者学院の選抜クラス「ジェルガカノン」所属の序列第一位で、勇者カノンの第四根源の転生者とされる。紫の髪を後ろでまとめており、ハイライトがなく、言語能力の大半が消失している少女。光の聖剣エンハーレを所有している。
その正体は《根源母胎（エレオノール）》にて創られた根源クローンであり、適性のある勇者の根源を戦闘力に特化させて改造したため、その代償として感情や言語能力が失われている。同様の個体が一万人以上おり、《根源光滅爆（ガヴエル）》を使っても次の彼女がどこからか現れる。
エレオノールが解放された後、残された一万人の個体はデルゾゲートの地下にアノスが作った町に住んでいる。
レドリアーノ・カノン・アゼスチェン
声 - 木村良平
勇者学院の選抜クラス「ジェルガカノン」所属の序列第二位で、勇者カノンの第一根源の転生者とされる。眼鏡をかけた知的そうな青年であり、眼鏡は彼のリミッターを兼ねた魔法具となっている。聖海護剣ベイラメンテを所有する。
アノス班との対抗戦では、アノスに対してゼシアと二人がかりで挑み、《聖域（アスク）》を使用して学院外の人々から魔力を借りて戦闘を行い、さらにゼシアに《根源光滅爆（ガヴエル）》を使用させることで自爆特攻を行わせるも、アノスにダメージを与えることができなかったために心を折られる。
後にエミリアが担任となり、様々な苦難を乗り越えて更生し勇者として成長する。
ハイネ・カノン・イオルグ
声 - 釘宮理恵
勇者学院の選抜クラス「ジェルガカノン」所属の序列第三位で、勇者カノンの第二根源の転生者とされる金髪の少年。大聖地剣ゼーレと大聖土剣ゼレオを所有する。
アノス班との対抗戦では、レイと対戦するが彼には敵わずゼーレとゼレオの所有権を奪われた上、2本の聖剣の真の能力を発揮させたレイに逆に聖痕を刻まれ敗北する。
後にエミリアが担任となり、様々な苦難を乗り越えて更生し勇者として成長する。
ラオス・カノン・ジルフォー
声 - 古川慎
勇者学院の選抜クラス「ジェルガカノン」所属の序列第四位で、勇者カノンの第三根源の転生者とされる。頬に傷がある粗暴そうな青年。聖炎熾剣ガリュフォードを所有。
アノス班との対抗戦では、サーシャと対戦し《聖炎（サイファ）》など炎系統の魔法を駆使し《聖八炎結界（ザガード）》を形成しようとするが、事前にアノスにより古い魔法を教えられていた彼女に行動を読まれ、回避されてしまう。また、ガリュフォードを使用し《聖熾炎結界（バーディスド）》を使用するが、サーシャから取り戻した自らの校章に《毒呪汚染（ディエヌ）》を融合させられていたため、毒により身体がボロボロになってしまい、形成した《聖熾炎結界（バーディスド）》も彼女の《破滅の魔眼》により破壊され敗北する。
後にエミリアが担任となり、様々な苦難を乗り越えて更生し勇者として成長する。
ディエゴ・カノン・イジェイシカ
声 - 宮本充
勇者学院の学院長にして「ジェルガカノン」の担任を務める無精ひげを生やした細身の男性。ゼシアと同様に光の聖剣エンハーレを所有する。魔族に対して激しい憎悪を抱いており、魔王学院と勇者学院の対抗戦でも勇者学院側が有利に働くように動いていた。対抗戦の第二戦の最中、神殿に現れたミーシャをエンハーレで殺害しようとするが、アノスに阻止され、《魔物化（ネドラ）》により魔物化された上で根源を砕かれ消滅するが、その後も何事も無かったのように姿を現している。
その正体は、ゼシアと同様に《根源母胎（エレオノール）》によって創られた根源クローン。各時代の勇者に魔族への憎しみを伝えるための、教育に特化した根源クローンであり、《聖域（アスク）》の魔法と相性がよく、ジェルガの声の影響を受けやすい。

### 四邪王族
熾死王エールドメード・ディティジョン
声 - 小山力也
神話の時代、アノスと一時同盟関係にあった、アノスに次ぐ勢力を誇る四邪王族の一人。自らの憧れからアノスの力をさらなる高みへと向かわせようと、自身の命すら惜しまず敵を探し続ける奇妙な性格の持ち主であり、ミーシャからもその心中は歪んだ憧れと言われている。シルクハットを被り帽子から鳩を出すなど道化師のような一面もある。
現代では魔王学院の教師を務めている。アノスの新たな敵を作るため、天父神ノウスガリアに自身の肉体を貸した。
しかし従順に従っているわけではなく、根源の中で神の力を簒奪する魔法を練り続けており、それを知ったアノスがその魔法《秩序簒奪（ジ・シェンズ）》を発動させ、神の力を奪い取ることに成功する。
その後は魔王学院にて真っ当に教師として活動しており、特にナーヤという生徒に注目している。
冥王イージェス・コード
声 - 安元洋貴
四邪王族の一人。隻眼の武人で義理や人情を優先するという、他の四邪王族の中ではまともな思考の持ち主。武器は自らの血から生成する紅血魔槍ディヒッドアテムという、次元を超え敵を穿つ間合いのない槍を使う。かつては幻名騎士団の一番（ジェフ）。
詛王カイヒラム・ジステ
声 - 伊藤静（ジステ）
四邪王族の一人。カイヒラムの人格とその恋人ジステの人格を持つ二重人格者。どちらかの人格が表に出ている時、もう一方の根源や魔力を探ることはできない。イージェスと同じくまともな思考の持ち主であり仲が良いが、彼の根源は一族の中で代々引き継いできた呪いが集積しているために思考が呪いにより汚染されている。
緋碑王ギリシリス・デッロ
声 - 吉野裕行
四邪王族の一人。自信家で自らの魔法技術が一番優れていると自負している。魔力を通しやすくするために、自らの体をジェル状に改造している。

### 神話の時代の関係者
勇者カノン
声 - 逢坂良太
人間の代表として、二千年前に魔王アノスと戦った勇者。根源魔法の技術においてはアノスをも凌ぐ。この世で唯一根源を七つ持つ特異な存在であり、根源が一つでも残っていれば滅ぼされた他の根源を蘇生できる。
アノスが根源の全てを魔力に変換し、《四界牆壁（ベノ・イエヴン）》を発動して転生を果たす際に、「二千年後では友人として再会したい」という誓いを交わした。
アノスが転生した後、魔族への復讐を果たさんとするジェルガたちと対立したため殺害された。しかし、その後密かに蘇生し、人間と魔族の対立を終わらせるため転生を繰り返し、二千年後、レイ・グランズドリィとして転生を果たす。
シン・レグリア
声 - 羽多野渉
二千年前における魔王アノスの配下で、魔王の右腕と呼ばれた魔族最強の剣士。千の魔剣を所有することや、その多様な剣技から千剣の異名を持つ。根源は神殺凶剣シンレグリアであり、魔族ではなく魔剣が人の肉体を持ったものである。
神話の時代、アハルトヘルン襲撃の際ににアノスとの賭けに勝利した褒美として、彼が転生した後に自らも転生する許可をアノスに求めた。根源魔法が苦手であるため、記憶や能力を完全に引き継いだ状態では転生できないとアノスに指摘されたが、「新しい時代に再び一から剣を始めたい」と転生を望み、アノスに許可を与えられた。
その後紆余曲折あり、レノの夫にしてミサの父となった彼はしかし、ノウスガリアの横槍により愛妻レノを喪い、彼女が残した娘であるミサを守るため、また自身の償いのために二千年間、転生をしないで生きていた。
その償いのため、敢えてアノスと対立し戦うが、アノスに「ミサから父親を奪うつもりか」と諭され降伏する。すべてが終わり喪ったと思っていたレノとミサが元に戻った後は、「ミサはいけない子」という言葉を額面通りに受け取るなどミサに対して親バカぶりを見せ、彼女の恋人であるレイと度々勝負をしている。
ジェルガ
声 - 大塚明夫
二千年前の王都ガイラディーテを治める王にして、ガイラディーテ魔王討伐軍の総帥である齢60ほどの男性。カノンの師匠だが元勇者でもあり、現役時には数々の魔族と死闘を演じてきたという。単身ガイラディーテに来た暴虐の魔王アノスをカノンと共に迎撃し、《聖域（アスク）》の魔法で対抗するも敵わず倒された。アノスが転生した後も魔族に対する憎しみは消えず、彼が転生した際に滅ぼすために、ガイラディーテに勇者学院を設立し、それに反対したカノンを部下に殺害させた。
ジェルガ自身は死後その根源を二つに割り、その憎しみは《聖域（アスク）》に同化して《魔族断罪（ジェルガ）》に、そして彼の中に残っていた優しさは《根源母胎（エレオノール）》となった。二千年後に《魔族断罪（ジェルガ）》の魔法として、レイとアノスと戦った。最終的には理滅剣と霊神人剣の効果により憎しみが浄化され、アノスの《転生（シリカ）》によって転生していった。
ジーク・オズマ
声 - 八代拓
熾死王エールドメードの配下で、熾死王軍参謀を務めている。褐色の肌と金の瞳、オールバックの髪を後ろに結んでいる精悍な顔つきをした男。二千年前の魔族であり現在も熾死王の配下である。反魔剣ガブレイドの所有者。
ノウスガリアがアノスの前に現れた頃と同時期に、ユニオン塔でメルヘイスの根源を人質に取ってアノスに知恵比べをするが、最終的にアノスに出し抜かれ敗北し、使い魔のフクロウに変えられる。
ゲラド・アズレマ
声 - 内山昂輝
神の子を探そうとしていたミーシャたちに接触をしてきた黒服の「呪盾の牙」と呼ばれる混沌の世代の一人で、くせっ毛の髪を持ち、利発そうな佇まいをしている少年。二千年前の魔族であり、詛王カイヒラムの配下。
ザブロ・ゲーズ
声 - 広瀬裕也
小柄な少年を姿をしているが、それに似つかわしくない口調や老獪さを滲ませる二千年前の魔族で、緋碑王ギリシリスの副官。他者の魔力を吸い取り、腐死鬼兵（グール）を作り出す魔法を扱う。
リンカ・セオウルネス
声 - 石上静香
ジークたちと同じ混沌の世代の一人で、冥王イージェスの配下。ポニーテールをした生真面目な性格の美少女。形状も本数も自在な自在剣ガーネストを使う。
セリス・ヴォルディゴード
声 - 森川智之
転生前のアノスの父であり、幻名騎士団の団長（イシス）。ルナに自分の子供を作るよう言い、後にアノスが生まれる。また、紆余曲折あって、セリスの根源は輪廻し、グスタのものとなる。
ルナ・ヴォルディゴード（ルナ・アーツェノン）
転生前のアノスの母。幻名騎士団の姫。他の幻名騎士団のメンバーとは異なり番号で呼ばないのは、「亡霊の里に迷い込んだ生者を日の当たる場所に返してやりたい」という思いのためにセリスが呼んだため。自身が災禍の淵姫であることから逃れるため、男爵レブラハルドによって、霊神人剣エヴァンスマナにて災淵世界の住人である宿命を断ち切られ、災淵世界イーヴェゼイノからエレネシアにやってくる。セリスの《転生（シリカ）》の研究に付き合う。結果、ルナはミリティアに名前のみを覚えて転生する。紆余曲折あってルナの根源は輪廻し、イザベラのものとなる。
イガレス・イジェイシカ
声 - 潘めぐみ
アゼシオンの第七王位継承者。
本来の歴史ではアゼシオンに向かう途中に竜に襲われ自身以外は全滅、デルゾゲートに戻りアノスに助けを求めたが、彼は既に転生しており、運悪く人間に恨みを持つ魔族に殺されてしまう。
しかし、《時間遡航（レヴァロン）》にて二千年後から来訪したアノスに助けられ、さらに理滅剣で一度滅ぼされた後復活することで、時の秩序による修正を無視することができるようになる。それによりアヴォス・ディルヘヴィアの伝承に続きを書く切っ掛けを生み出した。
その後、二千年後に三回生の混血の魔族であるアラミス・エルティモとして転生。時の秩序による修正を無視しているためアノスが本物の暴虐の魔王ということを覚えており、アヴォス・ディルヘヴィアの騒動において、アノスの時間稼ぎで混血の生徒たちを殺す策略を破壊した。
デビドラ
声 - 千葉一伸
二千年前に魔王軍に所属する皇族の魔族。
本来の歴史では《四界牆壁（ベノ・イエヴン）》で他の種族と関われなくなった後も人間への恨みを忘れられず、助けを求めてデルゾゲートに戻ったイガレスを殺害する。
しかし二千年前に《時間遡航（レヴァロン）》にて訪れた子供の姿のアノスに割り込まれたことで失敗、またこの時アノスが《破滅の魔眼》を使用したことで、目の前の子供がアノスであることに気付いた。その後、アノスに「二千年後に会おう」と言葉を掛けられ、涙を流した。
その後、二千年後にニヒドとして転生。アヴォス・ディルヘヴィアの配下を装って行動しているが、二千年前のことを覚えているため《闇域（デメラ）》の影響を受けておらず、アノスの時間稼ぎで混血の生徒たちの処刑直前に寝返る。また二千年前にアノスが偽名として使った「アノシュ・ポルティコーロ」を合言葉にして味方を集め、連携を行った。
ネオン・アーメルカ
声 - 桑原由気
ニギット
声 - 木島隆一
ルーシェ
声 - 中村桜

### 精霊
大精霊レノ
声 - 阿澄佳奈
あらゆる精霊の母という噂と伝承が元になった精霊。温厚な性格だが、自身の家族を守る時には大精霊の名に恥じない実力を発揮する。
シンの妻でありミサの母親。シンとは二千年前にアノスが壁を作った後、ガイラディーテで行動を共にしたのを機に惹かれ合う。ほどなくして結婚し、ミサを設ける。しかし、半霊半魔の娘を産んでしまったため、〝あらゆる精霊の母〟という伝承に背くこととなり、消滅してしまう。だが、その後アヴォスの伝承の続きが人間の間で広まったことにより、ミサは純粋な精霊となったため、伝承に背くことがなくなり、復活する。
水の大精霊リニヨン
声 - 夏吉ゆうこ
「大精霊の森アハルトヘルンに注がれ、この世に水をもたらした始まりの一滴である神の涙」という伝承が元になって生まれた水の大精霊。真体は八つ首の竜であり、アハルトヘルンの守り神として魔王軍と戦った。アノスの配下の半数を一撃で倒すほどの実力を有するが、シン・レグリアには敵わず一撃でやられてしまった。
リィナ / 愛の妖精フラン
声 - 伊藤かな恵
妖精ティティ
声 - 白石晴香、鈴代紗弓、風間万裕子
教育の大樹エニユニエン
声 - 麦人
隠狼ジェンヌル
声 - 奥村翔
風と雷の精霊ギガデアス
声 - 小市眞琴
大戦の樹木ミゲロノフ
声 - 榊原良子

### ミリティア世界の神族
天父神ノウスガリア
声 - 内田夕夜
秩序を生む秩序を司る神。黄金の髪と燃えるような赤い魔眼を持ち、背に光の翼を有する。破壊神アベルニユーがアノスにより堕とされ、破壊の秩序が乱れたことから不適合者であるアノスを滅ぼすために計略を巡らせる。世界の秩序を正そうと二千年前から暗躍を始め、勇者カノンが広め始めていた偽の魔王アヴォス・ディルヘヴィアの噂と伝承を利用し、魔王の右腕であるシン・レグリアと大精霊レノの間に受胎したミサを、偽の魔王の伝承を持つ神の子にしようとしていた。またジェルガにも接触し、彼の根源を《魔族断罪（ジェルガ）》と《根源母胎（エレオノール）》に分けることで魔王を打倒する手駒にしようとした。しかし、ミサは生まれる前に時空の泉エゼッセイの手により二千年後に送られ、ジェルガの方も《根源母胎（エレオノール）》をミリティアにより改変されたため、計画は二千年後のに持ち越されることとなった。魔法の時代では、再び計画を進めるために熾死王エールドメードの肉体を借り、魔王学院の教師としてアノスたちの前に現れた。その後、ミサがアヴォス・ディルヘヴィアとして覚醒すると、彼女を利用し、魔王城デルゾゲードと理滅剣を手に入れ、《破滅の太陽》サージエルドナーヴェを復活させると共にアノスを消滅させようとするが、失敗する。最期は肉体の持ち主であるエールドメードに秩序を簒奪され、アノスに未来永劫虫に転生する呪いをかけられた上で、熾死王により踏み潰される。
時の番神エウゴ・ラ・ラヴィアズ
声 - てらそままさき
時の秩序を守護する時の番神。自身以外のあらゆる事象の時間を加速・停止・逆行させたり、自身の肉体の時間を戻して回復したりする力を持つ。
アノスがミーシャの消滅を回避するために《時間操作（レバイド）》を行使したことを察知し、秩序を乱す者を排除しようと彼らの前に姿を現し、アイヴィスと融合してアノスを排除しようとする。時神の大鎌でアノスの肉体の時間を加速させることで消滅させるが、直後に《蘇生（インガル）》で復活したアノスの理滅剣ヴェヌズドノアで回復不能なダメージを受け、最期には彼を「摂理の枠に収まらない不適合者」と批判しながら消滅した。
その後、アノスに大鎌を強奪されて、大鎌の能力を逆利用されてからは大鎌を持ち出さなくなった。
創造神ミリティア
声 - 悠木碧
二千年前にアノス、カノン、レノと共に世界を分ける壁を立てることに協力した神。ほとんどの神が秩序を優先するのに対し、感情と心を持ち、世界に蔓延する悲劇に憂慮する異例の存在。アノスが転生した後に地底世界にて選定した代行者の裏切りに合い、落命する。その神体はエーベラストアンゼッタと化し、根源はミーシャへと転生した。アベルニユーとは表裏一体の姉妹神。
破壊神アベルニユー
秩序を司る存在でありながら秩序を嫌悪していた神。彼女の視界に入ったものは滅びる運命（さだめ）にあり、アベルニユーの眼前で滅びなかったのはアノスのみ。彼との出会いにより破滅の光を制御できるようになった。そして、アノスとの盟約により、神体はデルゾゲードと化し、根源はサーシャへと転生した。ミリティアとは表裏一体の姉妹神。
破壊の番神エグズ・ド・ラファン
破壊の秩序を守護する神。
背理神ゲヌドゥヌブ（背理神アルカナ）
嘘と裏切りを司る神。その正体は最初の代行者にして地底世界の全てに裏切られ、自らをも裏切った少女アルカナである。選定審判を勝ち抜いたことにより、創造、破壊、再生などの秩序を身に宿す。第十章において彼女固有の秩序である背理の権能が覚醒する。その本質は「裏切り」であり、彼女の眼前では強力な魔法や秩序ですらも使用者に牙を剥く。特に神族にとっては天敵と言える力である（アノスはグラハムが主神に対抗するため用意した力なのではないかと予測している）。
痕跡神リーバルシュネッド
声 - 平川大輔
歴代の教皇と共に地底の民を導いてきた神。記録と記憶を司っており、過去の事象を完璧に再現することができる。過去そのものであるその身は不滅だが、全能者の剣リヴァインギルマによって滅びた。エクエス戦の際はその権能を利用され、深化深ディルフレッドに扮していた。
未来神ナフタ
声 - 雨宮天
歴代の預言者と共に地底の民を導いてきた神。未来を司っており、訪れる未来を予言・限局することができる。アノスの言う「ナフタの盲点」を「未来神であるナフタ自身が存在しない未来」と解釈していたが、実際は「未来を視るための神眼が潰された未来」だった。リヴァインギルマによって潰された神眼は《背理の魔眼》によって治癒されたが、再び未来を視ることはできなかった。ナフタはこのことについて、「未来が定まらず、未来神ですら追いきれないほど目まぐるしく変化している」と考えている。アガハの剣帝ディードリッヒに恋したことで感情が芽生える。
整合神エルロラリエロム
選定審判を司り、世界のバランスを保つ神。破壊の秩序が失われ、秩序が乱れる影響を危惧したミリティアによりエーベラストアンゼッタに封印される。
狂乱神アガンゾン
あらゆるものを改竄する神で、不適合者グラハムの選定神。
福音神ドルディレッド
音を司る神で、神竜の国ジオルダルの教皇ゴルロアナの選定神。
寄生神エンネテロトン
寄生の秩序を司る神で、覇王ヴィアフレアの選定神。
生誕神ウェンゼル
輪廻を司る樹理四神の一柱。ミリティアとは旧知の仲。ミリティアの忘れ形見であるエンネスオーネを生誕させるため尽力する。神族には珍しく感情を持つ。アンデルクとは表裏一体の姉妹神。
堕胎神アンデルク
世界に望まれぬ命を堕胎させる神。その権能は万物を堕胎する。エンネスオーネを堕胎させようと動く。ウェンゼルとは違って負の方面に感情が目覚め、暴走する。ウェンゼルとは表裏一体の姉妹神。
堕胎の番神ヴェネ・ゼ・ラヴェール
巨大なくちばしと鋭い爪をもつ黒い怪鳥の姿をした神。
緊縛神ウェズネーラ
ウェンゼルを母と慕う神。エンネスオーネとアノスの存在により、堕胎に裏返ろうとするウェンゼルを自らの秩序で縛り付ける。また、母親への愛により「秩序を縛ることはできない」という制約を超越し、アンデルクを縛りつけた。
深化神ディルフレッド
輪廻を司る樹理四神の一柱。その視野は創造神よりは狭いが、その分どの神よりも深く深淵を覗くことができる。世界の火露が減少している原因を「アノスの根源である混沌」と仮定していた。冷静に状況分析をすることができ、魔法陣や根源の急所を一瞬で見抜くことができる。
終焉神アナヘム
輪廻を司る樹理四神の一柱。終焉を司るが故に《根源光滅爆（ガヴエル）》を使用しても滅びることがない。世界の火露が減少している原因をエンネスオーネと決めつけ、エレオノールたちを襲った。その神域は過酷な環境であり、終焉や破壊に連なる番神ですら寄り付かないほどである。
転変神ギェテナロス
輪廻を司る樹理四神の一柱。淘汰神ロムエヌを産んだのがウェンゼルだと推測し、彼女を襲撃する。笛を吹くことで万物を転変させることができる。
淘汰神ロムエヌ
秩序を滅ぼす秩序、神を殺す神。その正体はエクエスによって生み出された適合者ヴェイド。
《全能なる煌輝》エクエス
ミリティア世界の主神として生まれた神。グラハムの手によって歪な形で生み出された。平和に傾き過ぎた世界の整合をとるため、世界に戦火をもたらそうと暗躍する。また、本来創造と破壊の繰り返しの果てに生まれるはずだった適合者が破壊の秩序の消失により生まれなかったため、火露を使用して無理矢理適合者を生み出していた。世界そのものを司っているため、世界が壊れない限り滅ぼすことはできないと語っている。全ての神を操り、秩序に歯向かう魔族を滅ぼそうとするが、魔族・人間・精霊・竜人、そして一部の神の健闘により手勢が全てやられる。最終決戦では歴代の世界の不適合者や火露を吸収してきた《運命の歯車》ベルテクスフェンブレムを持ち出したが、アノスにより破壊される。そして、彼の《涅槃七歩征服（ギリエリアム・ナヴィエム）》により瀕死になった所を《源創の月蝕》によって創り替えられ、その神体は風水車と釜になり、その秩序は絶望を希望へと変換するものへと変わった。また、アノスたちが銀水聖海へ乗り出す際、再度体を創り替えられてその身は魔王列車ベルテクスフェンブレムと化した。
軍神ペルペドロ
戦火の秩序を司る神。赤銅色の全身鎧をまとった神。神の軍勢を指揮し、地上を襲った。
剣兵神ガルムグンド
ペルペドロの配下。
槍兵神シュネルデ
ペルペドロの配下。
弓兵神アミシュウス
ペルペドロの配下。
術兵神ドルゾォーク
ペルペドロの配下。

### 銀水聖海の神族
裁定神オットルルー
かつて第九十九層に至った銀水世界リステリアの神が《追憶の廃淵》の力により銀水学院パブロヘタラと共に復活した姿。パブロヘタラの法を司る。パブロヘタラ内の諍いに関しては中立の立場をとる。進化を終えて新たに学院同盟に加わる小世界に銀水聖海について解説する役割も担う。
王虎メイティレン
深層二十一層、銀城世界バランディアスの主神。ファリスをバランディアスの元首へ据えようと画策するが、アノスに阻止される。前足は因果を司りある程度ならば原因を無視して結果を押し付けることができる。《微笑みは世界を照らして（エイン・エイアール・ナヴェルヴァ）》により瀕死になった所を《優しい世界はここから始まる（アール・アント・エルトノア）》によって創り替えられ、《因果の長城》は《因果の画楼》となり、その身は子虎となった。
創造神エレネシア
ミリティアの先代の創造神。ミリティアとアベルニユーの母。かつてセリス・ヴォルディゴードと共に《転生（シリカ）》の開発を行った。諸事情により現在は魔弾世界エレネシアの創造神となっている。
災人イザーク
災淵世界イーヴェゼイノの主神兼元首であり、半神半魔。不可侵領海の一人。ハイフォリアの先代元首オルドフとは旧友である。その権能は自身や災淵世界に重大なダメージを与える可能性を凍結する。渇望に忠実であり、気まぐれに世界を滅ぼすこともあるため厄災そのものと語り継がれている。
祝聖天主エイフェ
聖剣世界ハイフォリアの主神。
画神バファディ
絵画世界アプトミステの主神。
聖書神
古書世界ゼオルムの主神。魔弾世界によって滅ぼされた。
神魔射手オードゥス
魔弾世界エレネシアの主神。
神詩ロドウェル
吟遊世界ウィスプウェンズの主神。実体がなく、歌そのものが主神である。
傀儡皇（くぐつおう）ベズ
傀儡世界ルツェンドフォルトの主神。運命を結びつける権能を持つ。自らの世界に相応しい者を《赤糸》でくくり、《偶人》に結びつけることで元首とする。これは別世界の者にも有効である。
フレイネア
羽化世界オルドローブの元主神。
希輝星（ききぼし）デュエルニーガ
金髪碧眼の少女であり、その碧い瞳は星のように美しく輝いている。純白のドレスを身に纏っている。願望世界のことを悲しげに醜いと語っており、彼の世界の主神と推測される。
教育神ガーガリ
教育世界ローデンヌの主神。

### 銀水聖海の住人

#### 魔弾世界エレネシア
大提督ジジ・ジェーンズ
魔弾世界エレネシアの元首。ハイフォリアの先王オルドフを殺害した犯人。その正体は六人目の隠者エルミデ（正帝）。本物はフレアドールによって殺害されており、その死体の首と絡繰神が融合し、正帝が成り代わっていた。
ギー・アンバレッド
深淵総軍一番隊隊長。エレネシア時代のイージェスのことを知っているようである。五番（バルデ）と推測されている。
アビニカ・ガモン
深淵総軍二番隊隊長。
ガウス・ジスロー
深淵総軍三番隊隊長。
ゼン・ボウス
深淵総軍四番隊隊長。
エイゼット・アビル
深淵総軍五番隊隊長。
ジェイミー・セロ
深淵総軍六番隊隊長。
ネロ・フォース
深淵総軍七番隊隊長。
コルクス・ファイオン
深淵総軍八番隊隊長。
レゲロ・ファーミー
深淵総軍九番隊隊長。
ビリジア・ヒリス
深淵総軍十番隊隊長。

#### 聖剣世界ハイフォリア
聖王レブラハルド・ハインリエル
聖剣世界ハイフォリアの元首。オルドフの息子であるが、父の夢を継がなかったため、バルツァロンドから偽物ではないかと疑われている。本物はフレアドールによって殺害され、その死体の首と絡繰神が融合し、成り代わっている。勇者カノンの前世である。
伯爵バルツァロンド・フレネロス
五聖爵の一人。レブラハルドの弟。ハイフォリアにおいての不適合者。
先王オルドフ・ハインリエル
聖剣世界ハイフォリアの前元首。ハイフォリアの勇者と称される。イーヴェゼイノとの争いの中で自らの正義に疑問を抱いていた。そのため、イザークに真の虹路を見つけると誓約を交わし、災人は長き眠りについた。しかし、隠居後に大提督ジジに襲撃され、瀕死の状態で名もなき泡沫世界に幽閉されていた。その後、ミリティア世界にて親交のある人々に見送られながら、レイの魔法によって転生していった。
子爵フレアドール
レブラハルドの娘とされる。かつて狩猟貴族の名家であるジャーミラー家を乗っ取っていた。その実力は聖剣世界の住人を凌駕している。大提督ジジとレブラハルドを殺害した。根源クローンであり、自身も絡繰神になることができる。
叡爵ガルンゼスト
五聖爵最強の剣士。
侯爵レッグハイム
五聖爵の一人。
男爵レオウルフ
五聖爵の一人。エイフェに絶対の忠誠を誓っている。
叡爵アルフォンス
かつての叡爵。
パルム
フレアドールの娘。根源クローン。
ジェイン・アンチェス
かつてのレブラハルドの従者にして友人。恩人であるノアにハインリエル勲章を託した。
ジャミル
ジェインの息子。生まれつき根源が欠けていた。後にノアによって救われた。
ホーネット・クルトン
クルトン家当主。
ノエイン
レブラハルドの腹心の従者だった。
フィン
バルツァロンドの従者。

#### 鍛冶世界バーディルーア
よろず工房の魔女ベラミー・スタンダッド
鍛冶世界バーディルーアの元首。かつて霊神人剣エヴァンスマナを打った張本人。
シルク・ミューラー
ベラミーの元弟子。錆びていた霊神人剣エヴァンスマナを鍛え直した。
ジル・フォーン
シルクが少年に扮した姿。

#### 傀儡世界ルツェンドフォルト
軍師レコル
傀儡世界ルツェンドフォルト元首代理。不可侵領海と比べても遜色ない実力の持ち主である。また、パブロヘタラも掴んでいない情報をいくつも持っている。その正体は、かつて失踪した第一魔王アムル。
人形皇子パリントン・アネッサ
傀儡世界ルツェンドフォルトの元元首。ルナ・アーツェノンの弟。ルナを我が物にしようと画策し、夢想世界フォールフォーラルを滅ぼし、ドミニクを殺害した。最終的にアノスと戦い敗北した。

#### 災淵世界イーヴェゼイノ
ナーガ・アーツェノン
災淵世界イーヴェゼイノの元首代理。獅子の両脚を有する。その身に宿す渇望は〝虚言〟であり、嘘を本当と思い込むことができる。
コーストリア・アーツェノン
《転写の魔眼》の持ち主。獅子の両目を有する。その身に宿す渇望は〝羨望〟である。
ボボンガ・アーツェノン
獅子の右腕を有する。その身に宿す渇望は〝執着〟である。
ドミニク・アーツェノン
幻獣機関の所長。パリントンとルナの祖父。幻獣の研究に取り憑かれていた。子を産みたいというルナの渇望を懐胎の鳳凰という幻獣に変え、彼女の胎内を《渇望の災淵》と繋げ、完璧に授肉したアーツェノンの滅びの獅子を生み出そうとした。パリントンに操られ、殺害された。
ルナ・アーツェノン
#ルナ・ヴォルディゴードを参照。

#### 銀城世界バランディアス
不動王カルティナス・イルベナ
銀城世界バランディアスの元首。格下の浅層世界ばかりに銀水序列戦を仕掛けていた。無能で傲慢なため人望が薄く、主神たるメイティレンにすら見限られている。銀水序列戦で敗れた後、不満が溜まっていた配下に捕えられた。
銀城創手ファリス・ノイン
ミリティア世界からバランディアスに転生した人物。稀代の創術家と呼ばれていた。破壊の空をも飛翔できる飛空城艦ゼリドヘヴヌスの制作者にして駆り手。二枚看板の一人。仲間を守るために筆を折り、戦士となった。しかし、銀水序列戦でミリティア世界に敗れた後は、再び創術家として魔王軍に加わった。
斬城不敵ザイモン・エパラ
二枚看板の一人。
カルゼン・エルミナク
銀城老師と呼ばれた城大工。嘗てはバランディアスの前元首のもとで城造りを行なっていたが、実用性ばかり求められる城造りに飽きて引退した。寒村で静かな余生を送っていた所をファリスに出会い、戦いのためではない、美しい城造りを教わった。同じく引退した同士たちと共に五つの美しい城を完成させた後、満足してこの世を去っていった。

#### 吟遊世界ウィスプウェンズ
吟遊宗主シータ・メルン
吟遊世界ウィスプウェンズの元首。
吟遊宗主リンファ・アシス
吟遊世界ウィスプウェンズの元首。
吟遊宗主エルム・ローレイト
吟遊世界ウィスプウェンズの前元首。
吟遊宗主シャオ・ナクレ
吟遊世界ウィスプウェンズの元元首。
イリヤ・パッセル
赤星歌唱団の一人。
ナオ
赤星歌唱団の一人。
ソナタ
赤星歌唱団の一人。
ミレイ
赤星歌唱団の一人。
ベルン
蒼歌歌唱隊の一人。

#### 水算世界サイライナ
水算女帝リアナプリナ
水算世界サイライナの元首。
天命霊王ディオナテク
霊神人剣に宿る精霊。その人物に相応しき天命を下す神という伝承から生まれ、後に第二主神だという噂が流れた結果、実際にその力を宿すまでになった。

#### 無神大陸
戦士アガネ
粉塵世界の不適合者。
無聖者ラグー
聖句世界の不適合者。
覚醒者ノーズ
夢想世界の不適合者。

#### 不可侵領海
大魔王ジニア・シーヴァヘルド
深層十二界を支配し、銀海史上初めて深淵魔法に到達した魔導の覇者。継承者候補たる魔王たちでさえも畏怖する強大な人物であり、アムルを除く上位の魔王たちと比べてもなお隔絶しているほどの、正真正銘の規格外。《混滅の魔眼》と拮抗するほどの力を持つ《常闇の魔眼》の持ち主。魔眼世界ゴーズヘッドを治めている。かつて《絶渦》が渦動した際、それを止めるために深淵魔法《深魔（アギド）》を行使し、深淵世界を引っ張り上げ、それから現在まで綱引きを続けている。しかし、《深魔（アギド）》の副作用により寿命が迫っており、後に深層十二界を訪れたアノスに深淵魔法と深層十二界を譲るが、その隙をついたアムルの《極獄界滅壊陣魔砲（エギルズ・グロア・アウヴスハーデ）》により滅びた。
第一魔王アムル・ヴィーウィザー
壊滅の暴君の異名を持つ。《極獄界滅灰燼魔砲（エギル・グローネ・アングドロア）》の開発者。二律僭主ノアとは兄弟と呼び合うほどの友人。かつてジニアが《絶渦》に《深魔（アギド）》を行使しようとした際に、問答無用で襲ったため、《絶渦》ごと《深魔（アギド）》を叩き込まれ、それから現在まで消息を絶っていた。しかし、アノスが深淵魔法と深層十二界を継承した際に、不意をついて《極獄界滅壊陣魔砲（エギルズ・グロア・アウヴスハーデ）》を放ち、半壊した《絶望の獣淵》、第六魔王、第八魔王、第九魔王、第十魔王を滅ぼし、大魔王の肉体を灰にし、牙獣世界を崩壊寸前に追い込んで《深魔（アギド）》を奪った。
第一魔王ジゼル
アムルに滅ぼされた先代の第一魔王。個別世界グラウヴェノアのかつての元首。
第二魔王ムトー
戦闘狂。好意を抱いていたエレネシアに根源の半分を譲った後、深淵総軍と戦い、滅ぼされ、根源を鹵獲された。
第三魔王ヒース・トニア
聖川世界リブラヒルムの治める。七人目の隠者エルミデ（正帝）。独王マルクスとは親友だった。後にアノスによって滅ぼされた。
第四魔王アゼミ・リゼツ
鬼刃世界ミヒャイムと有翼世界アリファーバを支配する。ベラミーが創った霊命鬼剣マギマを所有し、彼女とは浅からぬ因縁がある模様。
第五魔王ホルセフィ
停滞世界ザガロの元首。ホルセフィの提案により、ノアが神族との繋がりを絶ったことで崩壊を始めた停滞世界を、無神大陸として魔力で無理やり維持していた。アノスが帰還した後は自由に行動できるようになった。
第六魔王エルヴィナ
人馬世界を支配する。アムルによって滅ぼされた。
第七魔王ジョズ
震動世界バルドンアデネスを支配する。呪歌王ボイズに滅ぼされた。
第八魔王ヴィアン
擬態世界ライメニを支配する。アムルによって滅ぼされた。
第九魔王ガジラ
雷鳴世界を支配する。アムルによって滅ぼされた。
第十魔王ダンカン
降魔世界を支配する。ノアとは面識があった。アムルによって滅ぼされた。
二律僭主ノア
魔王たちにとって唯一の不可侵領海。エレネシア世界のセリスの追憶によって、《追憶の廃淵》から産まれた《廃淵の落とし子》である。秩序に適合できなかった者たちを救い、無神大陸と呼ばれる場所に住まわせた。生まれつき美味いという感覚を感じなかった（情報としての味は感知している）が、イーヴェゼイノでルナが作ったキノコグラタンを食べた時に、料理を美味いと感じるようになった。深淵世界に赴いた際に、その周囲に渦巻く混沌の銀河と融合したことで、肉体が混沌に染まり、その体も成長するようになった。ルナへの恩を返すため、エレネシア世界が崩壊する直前に転生魔法《転生（シリカ）》を完成させた。その正体は、アノスの前世である。

#### その他
ロンクルス・ゼイバット
僭主の執事。かつては融合世界ボルムテッドの全てが融合した融合体であったが、ノアに救われ、それからは彼に同行していた。ノアが転生してからは、僭主が健在であると見せかけるため、彼の肉体に宿りパブロヘタラを監視していた。
独王マルクス
融合世界ボルムテッドの元首。第三魔王ヒースの親友。
隠者エルミデ
かつて滅びた銀水世界リステリアの元首。彼を騙って悪事を働く正帝という存在がいる。
ボイジャー・アロット
第六エレネシア軍の兵士であり、レジスタンス・ゼオルムの一人。古書世界の住人である文人族の生き残り。
ミネア
アムルの母親。ジゼルによって滅ぼされた。
羽化王シューザ・オルドローブ
羽化世界オルドローブの元首。故人。
魔炎帝ドルフィン・グロウ
魔炎世界ラジアスの元首。
天狗大帝ガオウ
瘴気世界ヒンズボルの元首。
導師リップ・クルテン
粉塵世界パリビーリャの元首。
百識王ドネルド・ヘヴニッチ
思念世界ライニーエリオンの元首。
大僧正ベルマス・ファザット
聖句世界アズラベンの元首。
ルーゼット
絵画世界アプトミステの元首。
門下宗匠カルラ
教育世界ローデンヌの元首。
呪歌王ボイズ
呪歌世界ディメディオンの元首。第七魔王ジョズを滅ぼすほどの実力者。
正帝ヴラド
絡繰世界デボロスタの元首。太古の昔から銀海各地で暗躍している。レブラハルドに成り代わった正帝は、言葉巧みに聖剣世界に火露を集め、《虹路の泉淵》を創り出し、銀海の深淵化を進めた。絡繰世界の救済、また完全なる正義を実行することを目的としているが、その実態は不明。

## 用語

### 汎用
根源
全てのものにあると言われる魔力の源。根源が残っている限り体が死んでも蘇生することができる。完全に根源が滅んでしまうと、転生することもなく完全に消滅するが、火露となって新たな根源の礎となる。
この概念のため、作中では相手を殺した直後に蘇生したり、その場から逃げるためだけに転生を行うなど命が軽く扱われている。
神話の時代
二千年前、アノスが暴虐の魔王として君臨していた時代。この時代では、アノスたち魔族が暮らす〝魔界〟の他、〝人間界〟・〝精霊界〟・〝神界〟の4つの世界の間で戦争が延々と続いており、アノスは大戦を終結させるために各種族の代表の協力を得て「壁」を築いた。
魔法の時代
アノスが転生した後の時代。この時代では、アノスではなく「アヴォス・ディルヘヴィア」という人物が暴虐の魔王として伝えられている。
七魔皇老
二千年前、アノスが転生する前に自らの血を用いて作り上げた七人の魔族の総称。転生するためにアノスが姿を消した以後の魔界では〝最も始祖に近い存在〟とされ、この七魔皇老とその血を引く者たちは「皇族」としてディルヘイドの支配階級となっている。
不適合者
魔王学院に入学したアノスに押された烙印。
通常、魔王学院の校章には多角形や芒星の烙印が押されており、魔力測定と適性検査の結果が良い生徒ほど頂点の数が多い。しかし、アノスの校章には十字の烙印が押されており、それは魔皇の適性が全くない「不適合者」を表す。
魔王族で魔皇の適性がないと判断された者は今までおらず、不適合者の烙印を押されたのは魔王学院でアノスが初めてである。
また、神族が定める秩序に従わない者も不適合者と呼称される。
銀水聖海においては、主神の秩序から外れてその恩恵を得られない者、主神に叛逆する者のことを指している。
起源魔法
古いものにはそれだけで魔力が宿っていくため、自身と縁が深く強大で歴史が深い存在から魔力を借りることで、自身のみでは発動できない強大な魔法を発動することができる魔法。
魔王族
皇族
純血の魔王族。魔王族以外の魔族や他種族の血が入っておらず、七魔皇老から世代を重ねた者同士で子供をもうけることで子孫を増やしている。
魔法の時代のディルヘイドにおいては特権階級となっており、特待生として実技試験免除で魔王学院に入学できる、魔皇になる資格を持つなど、混血に比べあらゆる面において優遇されている。また、魔王の転生について詳しく伝えられていない魔法の時代では、暴虐の魔王は始祖の血を完全に受け継ぐ皇族に転生するというのが半ば常識となっている。
皇族は皇族同士で子を成すのが責務とされており、血族に皇族以外の血を入れた場合、当人から三親等まで皇族から除外される。
魔皇（まおう）
ディルヘイド各地をそれぞれ治める皇族。
混沌の世代
魔王の転生体候補とされる、力のある若者たち。
秩序
神族の守る世界の理。権能とも呼称する。秩序の乱れは世界の乱れ、神族は秩序を乱す者を徹底的に排除しようとする。個々の秩序が集まって全体の秩序として振る舞うことから、神竜の国ジオルダルでは古くから世界そのものを司る存在の予想がされてきた。
統一派
魔族であっても始祖の血を完全に受け継ぐ皇族以外の存在を〝混血〟として社会的に低い地位に置くディルヘイドの現状を改革する、という主張を掲げて活動している社会運動組織。公然と活動することは認められていないが、七魔皇老の一人であるメルヘイスの後ろ盾も得ており、ディルヘイド内において一定の勢力を持っている。
皇族派
皇族至上主義を唱える派閥。混血に対する差別意識が強い傾向にある。
アノス・ファンユニオン
統一派の魔王学院の女子生徒たちが、学院内で統一派の活動を行うために結成した学内組織。全員がミサと同じように混血であるために社会的・家庭的な不利益を受けた経験を持つ白服生徒で構成されている。
統一派の一派であるということを隠すため、表向きは「アノスの素晴らしさを語り合う」ことを活動の主体としている、として偽装しているが、実態としてはアノスに熱狂するファンクラブとしてのみ機能しており、メンバーはアノスを隠し撮りしたライブラリを作成する、アノスに対する妄想を膨らませた同人誌を作成する、といった（偽装であるはずの）活動に没頭している。また、活動の一環として『アノス様応援歌合唱曲』という歌曲を作成しており、事あるごとに全員で合唱している。歌曲は「第二番『ああ、気高きアノス様の御剣を賜りて』」他複数ある。
アノスにとって当初は律儀に対応はしつつもどうでもいい存在だったが、エミリアが魔剣を奪うためにイザベラを襲撃した際には身を挺して彼女を守り、結果全員が瀕死に追いやられる。その後アノスによって助けられ、全員の名前を聞いて「お前たちの名を俺は生涯忘れん。大儀だった」との言を賜り、その後もアノスは自分の班の一員として数えるようになる。
金剛鉄の剣
転生後のアノスの父親であるグスタが魔剣を持たないアノスのために金剛鉄で鍛えた剣。本来魔剣でなければ魔剣大会に参加できないのだが、アノスはあらゆる魔力を秘匿する《秘匿魔力（ナジラ）》と自身の魔力を付与する《武装強化（アデシン）》で魔剣に見せかけていた。アノスがクルト戦後に発した一言がレイの母親であるシーラの症状を一時的に改善させる一助となり、さらに決勝戦でレイを破ったことによりその一言が真実味を帯び、魔法放送によりディルヘイド中に広まったことで、シーラの精霊病を完治させることができた。
秘奥
魔力を無にし、自身の根源で剣の根源を掴むことで、剣に秘められた力を解放する技。
魔法や他の秘奥と重ねることで凄まじい力を発揮する。
選定審判
生きとし生ける者の中から、滅びた神の代理となる代行者を選定する整合神の秩序。選定神は代行者を選ぶ神のことで、全ての神が選定神となる資格を有する。代行者の候補として選ばれた八神選定者が、それぞれ審判を受け、より代行者に相応しい者が選ばれる。かつては数万年に一度という極低頻度だったが、アノスが破壊神アベルニユーの秩序を奪ったことにより秩序が乱れ、頻繁に行われるようになった。不適合者グラハムによって歪められ、秩序が秩序を喰らうことも可能となった。これこそが震天の原因である。それにより、やがて秩序の柱は耐えきれなくなり、地底は天蓋に押し潰される運命にあった。しかし、それはアノスの手によって回避された。
《全能なる煌輝 》エクエス
地底世界にて知られる存在であり、神竜の国ジオルダルでは全能神として信仰される想像上の神々の王。あらゆる神はエクエスの腕にすぎないと言われている。対して、王竜の国アガハでは、一人一人の命の輝きこそがエクエスであると信じられている。後に不適合者グラハムが歪な形で生み出し、歯車の集合神エクエスとして誕生した。
竜鳴（りゅうめい）
竜たちが喉から発する特殊な魔力音波。鳴き声で竜域という特殊な魔力場を作り上げる。竜域の中ではあらゆる魔力が隠され、魔眼の力が減衰する。巣を隠すために張り巡らされる。
天蓋
地底世界から見た上空を覆う蓋。この中に竜が住んでいる。地底世界では剥がれた一部が落ちてくることがあり、これを「震雨」と呼ぶ。また、終末の日には天蓋が落ちてくるとされ、これを「震天」と呼ぶ。
天柱支剣（てんちゅうしけん）ヴェレヴィム
天蓋を支える秩序の柱。地底世界にいくつか存在する。
幻名騎士団
アノスが誕生する以前から活動する魔族たち。主君を持たず、領土を持たず、名前を明かすことすらない。どの陣営にも属さず、自らを亡霊と呼称する。情を捨て、心を捨て、死した亡霊を演じながらも大を生かすために小を殺す。団長（イシス）はセリス・ヴォルディゴード。エレネシア世界においても活動していた。また、ミリティア世界に移行した後にも同じメンバーで活動していた。団員は番号で呼ばれるが、例外的にルナだけは〝姫〟と呼ばれた。
創世エリアル
創造神ミリティアが、アノスから奪った記憶を封じ込めた魔道具。全部で六つ存在し、インズエル帝国の遺跡都市エティルトヘーヴェに隠されていた。
ツェイロン
首を持たない魔族の血統。女しか存在せず、女王が仲間を増やす。首がないために斬首の呪いが効かない。人間の首を刈ってその知恵と魔力を奪っていた。恩人であるルナ・ヴォルディゴードを匿っていたが、グラハム率いる人間軍に惨殺され、魔法実験の被験体にされた。
ドルフモンド一族
呪詛魔法に精通した一族。人間にも、魔族にも関わることなく、ひたすらに己の魔法の深淵を見つめていた。詛王カイヒラムはかつて破門された元ドルフモンド一族だが、師が最期を迎えるにあたって、ドルフモンドの姓を名乗ることを認められ、破門は撤回された。
ヴォルディゴード一族
代々滅びの根源をその身に宿す一族。そのため他の者より滅びを克服する力が強い。セリスは「最後のヴォルディゴード」と呼ばれていた。エレネシア世界でも存在していた。アノスは滅びの獅子の肉体に滅びの根源を持つ、滅びに愛された人物である。
世界の瑕疵
世界に存在する秩序の傷。歴代の創造神が死に物狂いで探し、見つけられなかったもの。これがあることによって火露が流出し、秩序上では整合の取れている創造と破壊が後者に傾いてしまう。生誕の際、深化の際、終焉、あるいは転変の際、そこで生じていたほんの少しの狂いが、巡り巡っていつの日にか、一つの滅びをもたらす。
樹理四神（じゅりししん）
秩序の根幹、生命の根源の基本原則である輪廻における4つの段階（誕生、成長、死滅、遷移）をそれぞれ司る神（生誕神ウェンゼル/堕胎神アンデルク、深化神ディルフレッド、終焉神アナヘム、転変神ギェテナロス）の総称。普段は樹理廻庭園ダ・ク・カダーテにて火露の循環を監視している。
全員が最上位の神であり、その力は創造神や破壊神に匹敵する。自らの神域においては同じ樹理四神ですらねじ伏せるほどの力を発揮する。
また、樹理四神同士には相性が存在し、深化は生誕に優り、終焉は深化を克し、転変は終焉を凌駕し、生誕は転変を超える。
火露（ほろ）
根源や剣の魔力、その他を含めた世界の魔力そのもの。ダ・ク・カダーテにおいては命の灯火、生命の水、息吹の風、命脈の葉の姿で具象化している。ミリティア世界では火露が循環することで輪廻の秩序が強く働いている。
泡沫世界では絶えず流出しており、放置すると転生の際に本来得られるはずだった魔力が得られなくなり、最終的には転生する根源すら失う。主神が誕生して世界が進化すると秩序の整合が取れて流出が止まる。流出した火露は一部をパブロヘタラが回収し、序列に応じて小世界に配っている。回収されなかった火露は深い世界へと流れ、最終的に深淵世界に辿り着く。
三面世界《魔王庭園》
ミーシャがアノスのために作った世界。三層構造になっており、破壊の秩序が世界にダメージを与える攻撃の威力を弱め、一層目、二層目が滅びても創造の秩序で瞬時に再生する。そのため、この空間ではアノスが《混滅の魔眼》を発動することが可能。
三面世界《創世天球》
《源創の月蝕》の内部にある世界を俯瞰する空間。
世界転生
エクエスによって崩壊しかけたミリティア世界を、世界中の民の愛と《源創の月蝕》を用いて転生させた。地理的にはほとんど何も変わらないが、秩序は大幅に変わった。選定審判やエクエス戦で滅びた神は全員復活し、全ての神族はその身に感情を宿すようになった。世界の瑕疵は取り除かれ、火露の流出も起こらなくなった。また、エクエスの持つ希望を絶望に変換する秩序を反転させ、絶望を希望に変換する秩序ができた。この世界転生は銀水聖海でいう世界の進化と同じく秩序を安定させ、銀灯の明かりを齎した。
魔王列車ベルテクスフェンブレム
希望水風車の一部を改造して造った、銀海を駆ける船。蒸気機関車の形状をしており、魔力石炭を動力源とする。エクエスそのものであるため、秩序による強固な守りがある。
災禍の淵姫（さいかのえんき）
母胎が《渇望の災淵》と繋がり、完全体の滅びの獅子を産む存在。転生を繰り返そうとも、災禍の宿命から逃れることはできない。歴史上、最低でも二人存在している。
アーツェノンの滅びの獅子
災淵世界イーヴェゼイノの幻獣機関が擁する最高位の幻獣。その完全体は銀水聖海を滅ぼす厄災だと伝えられている。災禍の淵姫であるルナから生まれたアノス以外は体の一部以外が欠損した状態で生まれた。現在存在する滅びの獅子は皆不完全である。
銀水聖海
銀水で満たされた広大な領域。銀海とも呼ばれる。ミリティア世界を含む無数の小世界が存在している。その秩序によって浅層の者は深層の者に全てを奪われていく。また、この海は転生を認めていない。
銀水
触れたものの魔力を無尽蔵に奪う死の水。銀海に満ちる銀水は圧が強く、アノスですら魔法障壁で遮断するほどの悪環境を形成する。また、決して凍ることがない（例外あり）。
銀灯（ぎんとう）
世界が進化した証。銀灯が灯ることによって、銀海からその小世界の内部を感知することができるようになる。銀灯は世界主神の秩序で構成されており、同じ主神ならば干渉して出入りすることができる。本来銀灯は主神にしか見えないが、アノスは《掌握魔手（レイオン）》にて魔力を増幅することで視認することができる。
船
世界主神の秩序を利用した船であり、主神以外は創ることができない。黒穹と銀海を出入りし、銀水の中を航行することができる。
適合者
泡沫世界の破壊と創造の繰り返しの果てに生まれる、世界に適合した存在。適合者が増えることによって、秩序に強い力が齎され、世界主神が誕生する。元首は適合者から選ばれる。
世界主神
銀海の祝福に恵まれた泡沫世界の神族から生まれる、神々の王。単に主神とも呼ばれる。その秩序によって小世界の方向性を決定し、元首を選ぶ権利を持つ。自らの元首や小世界を滅ぼすことはできず、それを行った場合は名無しの神に成り果てる。長期間休眠すると小世界の秩序が弱まり、《淵》の影響を受けやすくなる。
世界元首
小世界を統治する者。単に元首とも呼ばれる。主神によって適合者の中から選ばれる。神族とのハーフの場合は主神と兼任することもある。
泡沫（ほうまつ）世界
未進化の世界の総称。どのような小世界もかつてはこの泡沫世界だった。秩序の整合が取れていないため、火露が絶えず流出している。放っておけばほとんどの場合において滅びてしまうため、このような名称がついている。主神が生まれ、秩序の整合が取れた世界のみが進化して存続できる。進化後の世界の者が不用意に立ち入ると、秩序に異変が生じ、進化の可能性が閉ざされてしまうことがある。
浅層、中層、深層
世界の深さは、世界の秩序の強さ。その小世界が、銀水聖海に与える影響の大きさを指す。魔力は浅層から深層へ流れ、秩序は浅いところから深いところへ力を及ぼす。数多の魔力を保有し、秩序が強く働く小世界は重く、深淵へと沈んでいく。それが銀海における絶対の秩序である。第一層から第十層を浅層世界、第十一層から第二十層を中層世界、第二十一層以降を深層世界と呼称する。
限定魔法
特定の小世界でしか行使できない魔法のこと。その小世界の秩序を余すことなく使って初めて成立する。《転生（シリカ）》などが該当する。
不可侵領海
銀水聖海において絶大な力を持つ者たちの総称。決して触れてはならないためこのような名称がついた。パブロへタラに加盟せずに争いを好む元首たちですら、彼らの支配域には侵入しない。大魔王ジニア、魔王、二律潜主ノア、災人イザークが該当する。
魔王
大魔王ジニアの後継者候補たる者たちであり、一般には六名だとされているが、実際には十名存在する。継承権を巡り、深層十二界で国盗り合戦が行われているが、あまり進んでいない。
深層十二界
大魔王ジニアが支配する小世界群であり、名の通り十二界存在する。魔王たちは基本的にここで活動している。大魔王ジニアが災人イザーク以上の魔力で領海を覆っており、そのため銀水が黒く染まっている。銀水世界亡き今、最も深淵世界に近い小世界とされる。また、十二界のうち七界以上を保有した者が大魔王の後継者となる資格を得られる。
深淵魔法
大魔王ジニアが到達した、魔法の極致。通常の魔法とは原理が異なるとされる。
共通魔法
あらゆる小世界において共通して行使できる魔法のことで、多少の差異はあれどどの銀泡にも存在している。《契約（ゼクト）》、《飛行（フレス）》、《転移（ガトム）》などが該当する。
遡航術式
本来なら浅きから深きへと流れる魔法律を、浅きへと逆流させる術式。本来なら深層世界でしか行使できない魔法を浅層世界でも使えるようにする。《極獄界滅灰燼魔砲（エギル・グローネ・アングドロア）》などが該当する。
聖上六学院
パブロへタラの序列において最上位に君臨する六つの学院の総称。六学院法廷会議にてパブロへタラの重要事項を決定、行使する権限を持つ。
銀水序列戦
小世界同士がパブロへタラの所有する火露を借りて行う模擬戦争。銀泡の所有数が多い方の自由海域が舞台となる。舞台となる小世界への損傷は不問となる。船で自らの火露を管理するが、船外にでた火露は3分で回収されてしまう。勝利条件は相手の全ての火露を奪取するか、敵軍を戦闘不能あるいは殲滅、元首および主神が降伏を申告すること。主神を滅ぼせば、相手の小世界の火露の所有権が勝利した側に移る。火露を全て奪うも良し、半分奪うも良し、奪わず植民地にするも良しである。植民地とすれば階層自体は変わらないが、別世界に自世界の秩序が働くようになる。そして、火露の保有量が増えれば、世界は深化し、より深層に沈む。また、勝敗がパブロヘタラの序列に影響する。
限定属性
単一の属性、単一の秩序だけを有した魔法具のこと。浅層の者が深層の者に対抗できる数少ない手段である。進化した世界においてはあらゆるものが主神の影響を受けるため、基本的に主神の属性の限定属性しか生まれない。しかし、ミリティア世界には秩序の偏りがないため、あらゆる限定属性の魔法具が存在する可能性がある。
樹海船アイネオイリア
二律潜主ノアが操る船。樹海そのものが広大な船（大陸型の船）となっており、その樹海は銀水を栄養分として育つ。融合世界ボルムテッドのとある森と銀水石を融合させることで、銀水を養分に変える幽玄樹海となった。
《絶渦》（ぜっか）
〝悪意の大渦〟とも呼ばれる。数多の小世界を飲み込んできた銀水聖海の大災厄。その正体は、深淵世界に存在する、銀海中から悪意を吸い寄せる《淵》である。暴走した《淵》が《淵》を吸い寄せることで発生する《渦》が、さらに成長することでできる。《渦》の時点ですら、銀滅魔法でしか消滅させられない。かつて渦動した際には数多の小世界の時間を狂わせ（ある世界での一秒が、ある世界では百年になったり、泡沫世界では数十億年の時間が経ったりもした）、銀泡同士を分断し、火露を奪い滅ぼしていた。大魔王の深淵魔法により鎮静化しているが、かつてより更に規模を増すと共に、彼の寿命も迫っているため、このままでは銀水聖海の全てが呑み込まれてしまう。
洗礼
パブロへタラの序列が上がり、深層講堂に立ち入れるようになった小世界が初めに受ける、パブロヘタラの伝統。『構築者』を一人選び、その者は任意の魔法陣を構築する。その他の生徒は『行使者』となって、『構築者』が展開した魔法陣を使い魔法を行使する。『構築者』が見本を見せ、それと同じ魔法を発動できたら成功。できなかったら失格。失格した者を除き、『構築者』を変更して洗礼を続ける。三周して失格にならなかったら合格。不合格ならば序列五十位、中層講堂からやり直しとなる。
聖道三学院
パブロへタラの第二深層講堂におけるトップ、序列七位、八位、九位の学院のこと。
ハインリエル勲章
聖剣世界の聖王が与える勲章。狩猟貴族はこれに遺言を遺すのを習わしとしている。
深淵世界
銀水聖海で最も古い小世界であり、最も深層に位置する世界。誕生以来一度もその座を譲ったことがないとされる。オットルルー曰く、第九十九層に到達した世界から辛うじて見えるほど深層に位置している。銀水聖海に存在する全ての秩序や魔力、火露が流れ込み、その深さを延々と増している。彼の世界の周囲には沈んできた魔力や秩序が集まって混沌の銀河を形成している。今まで向かった多くの者のうち、帰還できたのは大魔王ジニア、二律僭主ノア、第一魔王アムルのみである。
《淵》
銀水聖海に存在する、人々の想いを吸い寄せる魔力の溜まり場。小世界を軽く滅ぼす魔法を受けてもびくともしないほど頑丈。現在確認されているのは、《渇望の災淵》、《追憶の廃淵》、《斬刃鬼淵》、《有翼の風淵》、《虚構淵擬》、《震撼轟淵》、《絶望の獣淵》、《絡繰の淵槽》、《虹路の泉淵》の9個である。
銀水将棋
創造魔法を使い、駒を生産し、それを奪い合うパブロヘタラの模擬戦争。勝利条件は敵軍の王の校章を奪うこと。駒の材料はそれぞれが所有する火露。駒以外の攻撃魔法は盤に吸収される。
正帝
銀水世界リステリアで信じられていた、御伽話に登場する英雄。しかし、前世の記憶を取り戻したアノスによると、本来はリステリアにそのようなお伽話は存在しないとのこと。パブロヘタラが再構築される際に別の小世界の追憶が混ざり込んだ結果、リステリアの御伽話の英雄と誤認されたものである。大提督ジジや第三魔王ヒース・トニアなど、隠者エルミデを騙って悪事を働く存在が正帝を名乗っているが、詳細は不明。
絶渦の絡繰神（からくりがみ）
隠者エルミデ（を騙る正帝）が《絶渦》を破り、深淵世界から火露を奪うために作り出した人造の神。銀水を動力源とし、虹路や渇望に干渉できる。隠者エルミデ（を騙る正帝）の依代として使われた。
相剣（あいけん）
鍛冶世界において鍛冶師専属の剣士を意味する。
虹路（こうろ）
狩猟貴族の良心が具象化したもの。ハイフォリア以外の者でも、善人ならば虹路の片鱗を持つ。何にも干渉されない。
銀滅魔法
小世界から他の小世界を撃つことのできる界間砲撃魔法。通常の魔法砲撃で外から銀泡を撃つには、船などで十分に接近しなければならず、それでも威力は減衰する。銀水聖海では禁忌とされ、いかなる争いがあろうともその魔法を研究しないという暗黙の了解がある。銀滅魔法により滅びた根源は火露を汚染し、銀海に新たな生命が生まれなくなる。
《廃淵の落とし子》
《追憶の廃淵》に溜まった、滅びた世界への追憶から生じる存在。多くの者の馳せた想いを体現した者のため、普通の子供よりも優秀な状態で生まれ、その瞬間から大人と変わらぬ知能を持ち、言葉を解す。
知識の水槽
銀水世界に存在した知識庫。《追憶の廃淵》の集める滅びた小世界の記録が全て水となって水槽に凝縮されている。《廃淵の落とし子》のルーツを辿ることが可能。
融合病
融合世界の住人である融魔族がかかる病。融魔族は常に周囲から何かを取り込んで自身と融合させる性質を持っており、融魔族にとって毒となる環境に置かれた際に、それと融合することによって体調が悪化する。《融合転生（ラドピリカ）》でその環境に適応した生物と融合することにより、治すことが可能。
深淵化
魔力や秩序、火露などが深淵世界に引き寄せられることで進行する現象。深淵化は着実に進んでおり、このままでは次に深層十二界が餌食となる。そうなれば深淵世界はさらに深さを増し、それによって《絶渦》が再渦動してしまい、銀水聖海は終焉を迎える。

### 国家・地名・施設
魔族の国ディルヘイド
魔族たちが住まう国家であり、暴虐の魔王が治めている。神話の時代の魔王誕生前には統一されておらず、人間たちと戦争を繰り広げながらもディルヘイドの覇を競い合っていた。
首都ミッドヘイズ
ディルヘイドの首都であり、魔皇エリオが治める領地。魔王学院デルゾゲードもここにある。かつては魔導王ボミラスの領地だった。
ログノース魔法医院
魔皇エリオが私費で運営している魔法医院。その地下にシーラが入院していた。
人間の大陸アゼシオン
人間が住まう大陸であり、アゼシオン連合国もここに存在する。
王都ガイラディーテ
アゼシオンの中心に位置する王都であり、二千年前は魔族の襲撃に備えた軍事都市にして、勇者カノンを擁するガイラディーテ魔王討伐軍の本拠地であった。現在は二千年前の王城アルクランイスカを勇者学院アルクランイスカとして使っている。聖明湖と呼ばれる、聖水が湧き出る湖が都市の周辺にある。
大精霊の森アハルトヘルン
精霊たちの住処であり、その森自体が精霊である。その時々の噂によって場所を転々としており、そこへ立ち入るためにはその時代で出回っている入り方の噂が必要である。
神代（かみしろ）の学府エーベラストアンゼッタ
地底三大国の聖地、不戦の盟約が結ばれた神の都ガエラヘスタに存在する。その正体は、ミリティアの神体を城に転換したもの。
神竜の国ジオルダル
地底三大国の一つ。神竜を祀り、《全能なる煌輝》エクエスを全能神として信仰している。その教義故にアガハとは長く対立していた。神竜は世界を孕む音の竜であり、その歌声は建国以来、絶えることなく国中に響いている。歴代の教皇は痕跡神と盟約を結んで経典の教えを守っている。
王竜の国アガハ
地底三大国の一つ。王竜を祀り、自分たちの命の輝きこそが《全能なる煌輝》エクエスであると信じている。故にジオルダルとは長く対立していた。未来が絶望的な者を王竜に生贄として捧げることで、国の英雄である子竜を産む。歴代の剣帝は未来神と盟約を結んで預言の教えを守っている。
覇竜の国ガデイシオラ
地底三大国の一つ。地底世界で迫害された者たちが集う国家であり、背理神ゲヌドゥヌブを象徴とし、覇竜を祀っている。覇竜は暴食神ガルヴァドリオンが秩序を捻じ曲げられて変化した、秩序喰らいの群体竜。歴代の覇王は禁書の教えを守っている。そこは自由の国、そして家族の国。雑多な考えを、雑多な種を、雑多な在り方を許容している。しかしその実態は、覇竜を寄生させることによってマインドコントロールを行う独裁国家。ヴィアフレア亡き後はアルカナが統治している。
ガングランドの絶壁
天蓋から一続きになっている巨大な壁。遥か昔に落ちた天蓋が積み重なって形成されている。インズエル帝国の真下に位置する。エティルトヘーヴェの遺跡群の一つ、最古の遺跡バージーナを介して地上とつながっている。六つの創世エリアルが隠されていた。
インズエル帝国
アゼシオン連合加盟国の一つ。大陸の西に位置する三千年ほどの歴史がある国。元々あった古い遺跡に城と街を構えて発展した。かつては魔法に優れた人間たちがおり、ガイラディーテが台頭する前は、アゼシオンでも有数の大国だった。現代では正体を隠した魔導王がインズエル軍の元帥となり、野心を持っていた帝王を唆して、意のままに操っていた。
神々の蒼穹
神界のこと。数多の神が神域を展開している。上位の神の広大な神域の中に類似する秩序の神域が広がっている。神界から漏れた光が星々として夜の地上を照らしている。
黒穹（こっきゅう）
小世界の果て、空の果てに存在する無間の空間。夜空の星々はここに存在する。飛んでも飛んでも空間が引き伸ばされていき、果てには辿り着けない。空間が引き伸ばされるより速く飛ぶと、世界の反対側に出てしまう。黒穹を抜けて銀海に出られるのは主神の秩序を利用した船のみだが、アノスは《掌握魔手（レイオン）》にて銀灯を掴むことで、銀海へと抜けた。
芽宮神都（がきゅうしんと）フォースロナルリーフ
神界の門と神々の蒼穹の間に存在する神域の一つ。エンネスオーネの神域。
樹理廻庭園ダ・ク・カダーテ
樹理四神の神域（大樹母海、深層森羅、枯焉砂漠、樹冠天球）の総称。蒼穹の深淵に位置し、火露が絶えず循環している。この機構があることによって、ミリティア世界の輪廻の秩序が成立している。また、神域のどれか一つでも欠けるとその力を大きく失ってしまう。
ドムンフルス
絵を嗜む者の聖地。ファシマの群生林が自然の状態で保護されている。ファシマというのは細長い木で、枝葉が毒素や瘴気を吸収し、幹を通って濾過、浄化する。そんな自然術式が備わっている。またファシマの葉からとれる繊維で作った布は塗料と魔力のつきがよく、魔彩絵具のキャンバスに重用されている。樹液は絵具の原料に相応しく、枝は画筆を作るのに最適だった。
希望水風車
エクエスと《運命の歯車》の残骸を再利用して創った秩序の水風車。絶望をその身に受けて回り、希望に変換する。魔王学院の裏庭に設置され、神界の門を守護している。
幽玄樹海
第七エレネシア世界に存在する、二律潜主の領域である樹海。樹海船アイネオイリアを大地に固定したもの。樹海の木々は、アノスの《極獄界滅灰燼魔砲（エギル・グローネ・アングドロア）》で灰に変えても短期間で新たな樹木が成長するほど生命力が強い。
学院同盟パブロヘタラ / 銀水学院パブロヘタラ
「銀海の凪」を理念として掲げる巨大な同盟であり、数多の小世界が加盟している。浮遊大陸に存在する。大陸型の船であり、通常は序列一位の世界に停泊する。パブロヘタラに漂っている火露を回収し、平和的に分配している。小世界の序列を決め、それに応じて発言権や配布する火露の量を調整している。序列は火露の保有量と成績で判定される。校舎はかつてのパブロへタラ宮殿を火露と銀水で補修して使っている。
魔族の国ラーカファルセイト
かつてエレネシア世界に存在した魔族の国。幻名騎士団が活動していた。
無神大陸
深層十二界の一つで、かつて停滞世界と呼ばれていた小世界。秩序に適合できなかった者たちが神無き国を求めて集まった、民の国が存在する。主神が滅びたことにより秩序が失われているため、銀泡がなく剥き出しのまま魔眼世界近傍を漂っていた。第五魔王ホルセフィがその莫大な魔力によって大地を維持している。所有権は既にジニアからノアへ移されている。
混沌の銀河
深淵世界を取り巻く、小さく眩い銀河。ありとあらゆる秩序や魔力が凝縮されており、銀泡よりも凄まじく輝くが、近傍まで到達しないとその輝きを見ることはできない。様々な秩序が重なり合うことにより、不可解な現象が多発する。秩序・魔力を引き寄せる性質があるため、魔力を持つ存在がそれに触れると混沌と同化してしまう。かつて深淵世界に赴いたノアが同化を免れるため、《融合転生（ラドピリカ）》にて混沌と融合し、その結果銀河の一部が一時的に消滅した。

### 小世界
転生世界ミリティア
アノスが生まれた世界。字（あざな）はアノスが付けた。火露の保有量がとても少なく、パブロへタラによる判定は当初第零層世界だった。この世界でのみ、《転生（シリカ）》が成功する。秩序の偏りがない。かつて《絶渦》の影響により、銀海と時間のずれがあった。後に無神大陸の火露がミリティアに移動し、深層世界の特性を有することとなった。便宜上の元首は暴虐の魔王アノスで、主神となる予定だったのはエクエス。
エレネシア世界
セリスが生まれた世界。ミリティアの母、エレネシアが創造した世界だが、秩序には抗いきれず、「優しい世界」とはならなかった。限界を迎え滅びた後に、ミリティアによって新たな世界へと創り替えられた。
銀城世界バランディアス
ファリスが転生した第二十一層に位置する深層世界であり、虎城学院が所有している。植民地は一つ存在する。機能美を尊び、造形美を尊ぶ文化が極めて少ない。銀水序列戦の結果、泡沫世界へと転落した。築城属性の限定秩序を持つ。主神は王虎メイティレンで、元首は不動王カルティナスだったが、序列戦後、前者はミリティアの第二主神となり、後者は今までに悪逆の限りを尽くしていたため、謀叛を起こされ、捕えられた。
聖句世界アズラベン
聖道三学院の一つで、第三十一層に位置し、聖句寺院が所有している。パブロへタラ序列第七位。聖句属性の限定秩序を有し、聖なる言葉が力持つ秩序である。元首は大僧正ベルマス。
思念世界ライニーエリオン
聖道三学院の一つで、百識学院が所有している。思念属性の限定秩序を有する。元首は百識王ドネルド。
粉塵世界パリビーリャ
聖堂三学院の一つで、道化一門が所有している。化粧属性の限定秩序を有する。元首は導師リップ。
夢想世界フォールフォーラル
パブロへタラ序列第四位だった世界。パリントンの《極獄界滅灰燼魔砲（エギル・グローネ・アングドロア）》によって主神・元首諸共滅ぼされた。
鍛冶世界バーディルーア
パブロへタラ序列第三位の深層世界で、よろず工房が所有している。霊神人剣エヴァンスマナを打った人の名工の出身世界。元首はよろず工房の魔女ベラミー。
傀儡（かいらい）世界ルツェンドフォルト
パブロへタラ序列第四位の深層世界で、人型学会が所有している。主神たる傀儡皇（くぐつおう）ベズが時に他世界の住民を《赤糸》の権能で括り、元首とする。ごく最近までは人形皇子パリントンが元首であったが、諸事情により人型学会から除名され、次の元首が決まるまでは軍師レコルが代理を務めていた。現在では元首選定の儀式が終了したとされるが、詳細は不明。
聖剣世界ハイフォリア
パブロへタラ序列第一位の深層世界で、狩猟義塾院が所有している。植民地は最低三つ存在する。霊神人剣エヴァンスマナが打たれた世界であり、彼の聖剣を祝福した神こそがこの聖剣世界の主神・祝聖天主エイフェである。元首は聖王レブラハルド。後に正帝ヴラドによって虹水湖が《虹路の泉淵》へと進化した。
災淵世界イーヴェゼイノ
パブロへタラ序列元第六位の深層世界で、幻獣機関が所有している。制御された天災、理性ある狂気が災淵世界の秩序の根幹である。常に雷や地震などの災害が発生している。ルナとパリントンの出身世界。環境に適応した幻魔族と幻獣以外の種族は既に滅びている。過去に滅びの獅子が災淵世界の半分を削ぎ落として以降、秩序が歪み、雨が止まなくなった。その雨には銀水聖海から集まった渇望が溶け込んでおり、巨大な水溜まりを形成する《渇望の災淵》へ常にその欲望を降らしている。主神兼元首は災人イザークであり、太古の昔から眠っていた。その間元首代理をナーガが務めていた。銀水序列戦の際にイーヴェゼイノを訪れたアノスに興味を持ち、長き眠りから目覚めた。ハイフォリアとの全面戦争により、パブロへタラを除名された。
魔弾世界エレネシア（テルネス）
パブロへタラ序列元第一位の深層世界で、深淵総軍が所有している。植民地は最低六つ存在する。魔弾属性の限定秩序を有し、魔弾や魔法砲撃以外の威力を大幅に減衰させるため、剣や槍などが使い物にならなかった。降水時刻や地震の規模、その他にも雷や津波など、自然現象の全てが規律に則り、実行される秩序となっていた。魔弾世界の住人は合理主義の究極形の様な価値観を持っており、主神を含めあらゆるものを弾丸の如く使い捨てることを是としている。創造神は元々テルネスだったが、銀滅魔法の開発を強制されたことで根源が限界を迎え、それはエレネシアに引き継がれた。後に、エレネシアが主神装填戦にて主神である神魔射手オードゥスに勝利し、世界転生を行った。そして、魔弾世界は新生し、主神も、主神の定める規律もなくなり、また秩序の偏りもなくなった。元首は大提督ジジだったが、アノスによって滅ぼされた。
瘴気世界ヒンズボル
パブロへタラ序列第十一位の深層世界。元首は天狗大帝ガオウ。
水算（すいざん）世界サイライナ
パブロへタラ序列第十三位の深層世界。かつて聖上六学院の一角だった。霊神人剣エヴァンスマナに宿った精霊、天命霊王ディオナテクの出身世界。元首は水算（すいさん）女帝リアナプリナ。
銀水世界リステリア
一万四千年前まで存在した、栄華を極め、深層九十九層に到達し、最も深淵世界に近かった深層世界。元首である隠者エルミデの乱心により主神諸共一夜にして滅びたとされる。銀水学院パブロへタラを設立した世界。不可能と思われていた銀水に干渉する技術が存在した。オットルルー曰く、生存者は一人としていない。《追憶の廃淵》が存在した。二律僭主ノアの故郷である。またアノスは、実際にはエルミデを騙る正帝によって滅ぼされたと推察している。浮遊島が点在しており、天まで届くような高波が絶えることなく潮騒を響かせていた。海水は全て銀水である。
吟遊世界ウィスプウェンズ。
雲が歌い、木々が奏でる、吟遊詩人たちの桃源郷。いずこから歌声が鳴り響けば、千里先まで風が運び、人々の耳を楽しませる。枯れない桃の木と永遠に続く春の日差し。不思議な歌に守られたその小世界では、魔王でさえも骨を休めると言い伝えられている。
深層世界。先代元首が戦火に巻き込まれ、帰らぬ人となったことで、現在まで他世界との交流を絶っていた。主神たる神詩(かみうた)ロドウェルは実体を持たない歌の神であり、銀滅魔法への数少ない対抗手段である。民意によって元首を決める吟遊神選の結果、吟遊宗主シータ・メルン、吟遊宗主リンファ・アシスという二人の元首が誕生した。
絵画世界アプトミステ
ハイフォリアの近くにある深層世界。魔弾世界によって銀滅魔法《銀界魔弾（ゾネイド）》を撃たれ、一射目で半壊し、二射目で崩壊を始めたが、後に修復された。主神は画神バファディ、元首はルーゼット。
古書世界ゼオルム
一万五千年前、魔弾世界に主神と元首を滅ぼされ占領された世界。現在は第六エレネシアとなっている。
魔炎世界ラジアス
深層世界。後に元首となるドルフィンはかつて第二魔王ムトーに敗れ、その悔しさをバネに鍛錬し、魔炎帝となった。そして再度挑戦するも、一度目よりも短い時間で敗れた。
融合世界ボルムテッド
深層世界。ロンクルスの故郷。あらゆるものがその秩序によって融合し、新しく誕生した命さえもやがて世界そのものと融合していく。彼の頼みを受けたノアにより、ロンクルスは世界と切り離された。まだ融合していなかった住民たちは、各々の目的のため銀海各地へ散っていった。現在はアイネオイリアを切り離した後の残骸のみが残り、秩序が存在していない。元首は独王マルクスだった。
羽化世界オルドローブ
フレイネアが主神を務めていた世界。彼女を残して既に滅びており、フレネイアが再興を試みたが、失敗した。元首は羽化王シューザだった。
聖川（せいせん）世界リブラヒルム
深層十二界の一つ。第三魔王ヒース・トニアが支配していた。その象徴たる流水魔法は魔力の流れを操ることに長けている。川の流れを遮るものがないという秩序を有する。
停滞世界ザガロ
深層十二界の一つ。時を含めあらゆるものがその秩序により停滞する。主神たる止竜（しりゅう）ジェイムは第三魔王ヒースの攻撃により致命傷を負ったが、停滞の秩序により滅びに至ることはなく尋常ではない苦痛を正気を保ったまま受け続けていた。元首たる第五魔王ホルセフィの願いにより、ノアがジェイムを滅びへと導き、停滞世界はその秩序から解放され、無神大陸となった。
魔眼世界ゴーズヘッド
深層十二界の中心に位置する深層世界。大魔王ジニア・シーヴァヘルドが直接治めている。空は真紅に染まり、赤眼神ゼムズガルドが太陽として真赤に輝いている。魔眼の秩序が強く働くため、擬態はすぐに看破される。その世界の魔眼でないと、銀泡を視認できない。
個別世界グラウヴェノア
深層十二界の一つ。単一に近くなればなるほど強くなるという秩序の世界。孤影族と呼ばれる種族が住んでいる。第一魔王アムルが支配している。一面を砂漠が覆っている。
願望世界ラーヴァシュネイク
深淵世界の本来の名。その名を知れるのは深淵世界に至った者か、その住人のみである。銀水聖海に存在するあらゆる小世界の秩序や魔力、火露が流れ込むために、彼の世界の周囲では混沌が銀河の如く輝いている。赤い空の下に真赤で波打つ海が存在し、その中で同じく赤き星々の大渦が渦巻いている。この大渦こそが願望世界の《淵》であり、《絶渦》である。ノア曰く、大渦の中に何者かがいたらしいが、彼のすぐ近くにいたロンクルスは認識できなかった。
呪歌世界ディメディオン
災淵世界と魔弾世界がパブロへタラを脱退したことにより、パブロへタラ序列第五位となった、呪術音楽院が所有する世界。返し歌ヘブロイにて《銀界魔弾（ゾネイド）》の狙いを逸らすことができる。元首は呪歌王ボイズ。
教育世界ローデンヌ
災淵世界と魔弾世界がパブロへタラを脱退したことにより、パブロへタラ序列第六位となった、啓蒙学府が所有する世界。主神は教育神ガーガリ、元首は門下宗匠カルラ。
鬼刃世界ミヒャイム
深層十二界の一つ。《斬刃鬼淵》という《淵》が存在する。第四魔王アゼミが支配している。岩も木々も草花も全てが刃となっている。
有翼世界アリファーバ
深層十二界の一つ。《有翼の風淵》という《淵》がある。かつてこの世界を支配していた魔王はアゼミに滅ぼされ、以降アリファーバは彼が支配している。一瞬だが手でも空気を掴むことができるため、魔法を使わずとも手を振るだけで飛ぶことができる。翼を使い飛ぶとなればこれほど良い環境はない。
擬態世界ライメニ
深層十二界の一つ。《虚構淵擬》という《淵》がある。第八魔王ヴィアンが支配していた。あらゆるものが何かに擬態するという秩序を有し、海が大地に、大地が海に、竜が雲に擬態していたりする。
震動世界バルドンアデネス
深層十二界の一つ。《震撼轟淵》という《淵》がある。第七魔王ジョズが支配していた。大地では地震が、空では大気が震え、海では連続した波が四方に広がっている。
牙獣世界ドゥーダウス
深層十二界の一つ。《絶望の獣淵》という《淵》がある。
人馬世界
深層十二界の一つ。第六魔王エルヴィナが支配していた。
降魔世界
深層十二界の一つ。第九魔王ガジラが支配していた。
雷鳴世界
深層十二界の一つ。第十魔王ダンカンが支配していた。
鋼鉄世界ドルケフ
中層世界。大提督ジジが一万四千年前にフレアドールに殺害された世界。当時はパブロヘタラ大陸が停泊していた。
絡繰世界デボロスタ
願望世界と拮抗するほどの深層世界。しかし、それが深さによるものなのか、それ以外の要因によるものなのかは不明。《絡繰の淵槽》が発生した世界。元首は正帝ヴラド。

### 《淵》
《渇望の災淵》
災淵世界イーヴェゼイノに存在する《淵》であり、途方もないほどに巨大な水溜まりを形成している。銀海中からあらゆる渇望が集う。イーヴェゼイノの秩序に多大な影響を与えている。絡繰神を操る隠者エルミデ（正帝）によってその渇望を狂わされ、災淵世界を暴走させられていた。エルミデの行使した《渦》を食い止めるために、アノスがイーヴェゼイノから切り離し、現在は黒穹を漂っている。
《追憶の廃淵》
銀水世界リステリアに存在した《淵》であり、銀水が海と空を繋げる巨大な渦巻きを形成している。滅びた世界への追憶が溜まり、時としてそれが具象化する。銀水世界が滅びてなお存在しており、銀水学院パブロへタラと裁定神オットルルーを蘇らせた。しかし、数多の追憶が集うため、特定の人物を蘇らせることは、人々の追憶を一つに固定化する術がない限り不可能である。故に、具現化する際に別の小世界の追憶が混ざることで、全く別の人物が生まれたり、生前の記憶を喪失したりするケースが発生している。
《斬刃鬼淵》（ざんじんきえん）
鬼刃世界ミヒャイムに存在する《淵》であり、聖剣や魔剣、神剣などが有する妄執が集う。
《有翼の風淵》
有翼世界アリファーバに存在する《淵》であり、巨大な光の柱を形成している。銀水聖海から空への憧れが引き寄せられる。
《虚構淵擬》（きょこうえんぎ）
擬態世界ライメニに存在する《淵》であり、世界の外に擬態するもう一つの銀泡を形成している。銀海中から他者を騙したいという想いが集まる。
《震撼轟淵》（しんかんごうえん）
震動世界バルドンアデネスに存在する《淵》であり、激しい大地震が常に発生する深いクレーターを形成している。銀水聖海から恐怖が吸い寄せられる。また、この《淵》は恐怖により全てを拒絶するため、魔眼でも内部をまともに見ることができない。このクレーターを覗くと、不気味だったり、危険だったり、未知だったりと、様々な恐怖を感じる。
《絶望の獣淵》
牙獣世界ドゥーダウスに存在する《淵》であり、大地や樹木を含む全てが青い光を宿した奥深い森を形成している。そこには鳥や獣、虫の一匹さえいない。銀海中から絶望が集まってくる。アノスと第六魔王、第八魔王、第九魔王、第十魔王による戦闘で半壊し、そう時を置かずしてアムルの《極獄界滅壊陣魔砲（エギルズ・グロア・アウヴスハーデ）》により滅びた。
《絡繰の淵槽》
一万四千年前のパブロヘタラ宮殿にある隠された地下空洞に三割のみ存在した、移動することができる《淵》。絡繰仕掛けの水槽を形成しており、バネやゼンマイ、歯車、重り、バルブなどがカタカタと音を立ててひとりでに動いていて、絡繰仕掛けの大きな翼が、水槽の中に入っている銀の液体をゆっくりとかき混ぜている。この《淵》に《絡繰淵槽水銀創造（ラジナ・ノウズ・リエスト）》を行使することで、首無しの絡繰神を生成することができる。
《虹路の泉淵》
聖剣世界に存在する虹水湖が、諸事情によりハイフォリアに火露が一定量集まったことで《淵》に進化したもの。それは、銀水聖海中の正義が集まる《淵》である。

### 種族
人間
魔族と比べ力は弱いが、聖属性の魔法に長けている。神話の時代において、魔王誕生前は精霊や一部の神族と手を組み、強き魔族たちに疑心の種を撒き続けることにより、戦いを有利に進めようとしていた。しかし、暴虐の魔王が台頭してからは、その力を前に対抗する手立てがなく、劣勢を強いられ、士気も著しく落ちた。だが、勇者カノンが現れてからは互角の戦いが繰り広げられ、世界に〝壁〟が立てられ平和が訪れてからは、急激にその数を増やし、人口は当時の百倍の一千万人となった。
魔族
寿命が数百年にも及ぶ魔法に長けた種族で、人によっては二千年をも平然と生きている。アノスの血統は魔王族と呼ばれ、その中でも他の血が混ざっていない魔王族を皇族と呼ぶ。魔族は免疫が非常に強く、体内に侵入した寄生虫は逆に免疫に乗っ取られ、操り人形になってしまう。それは寄生する性質を持つ竜や神も例外ではない。
精霊
世界に根ざす様々な伝承・逸話が生物として形になった存在。その力は元になった伝承がより広く広まっているほど強く、それに忠実になる。逆に噂や伝承が忘れ去られると弱体化し、最後には消滅してしまう。また、自らが有する伝承に背いた場合にも消滅してしまう。
神族
世界の秩序を司る存在であり、秩序を運用するだけなくそれを乱す存在を排除するように動く。秩序に則った行動以外は基本的に取ることができず、感情が希薄であることが多い。主神は神族の中から生まれる。感情に疎い故に愛と優しさが弱点となる。また、感情が希薄であるのは世界主神たるエクエスの秩序の歯車が心を消していたからであるため、世界転生後は感情を持つようになった。
どの小世界にも必ず存在する種族。また、銀水聖海にも秩序も無論存在するが、それを司る神族はその存在すら示唆されていない。
竜
数ある魔法生物の中で最も魔力が高い種。人や魔族の根源を食らい、転生器官となる胎内でその根源を新たな生命に生まれ変わらせる。竜から直接産み落とされた者は子竜と呼ばれ、その者は竜の力と強大な魔力を有する。
竜人
地底世界に住む種族。子竜の子孫である。体の一部に竜の特徴を持つ。
ホロ
アノスがかつて破壊の秩序を堕とし、それにより本来破壊と創造の繰り返しの果てに生まれるはずだった適合者が生まれなかったため、エクエスが火露を消費して無理やり生み出した適合者の一族。本来は最上位の神しか足を踏み入れない終焉神の神域、枯焉砂漠に生身で存在している。帳尻を合わせるために無理やり産み出されたため、本来適合者として得るはずだった力は影も形もない。長であるヴェイドはアノスに滅ぼされたが、他の者がどうなったのかは不明。
城魔族
銀城世界の住人。城造りに長けているが、芸術には疎い。
狩猟貴族
聖剣世界の住人。虹路に従って生きる。幻魔族とは互いに天敵の間柄。
幻魔族
《渇望の災淵》の誕生によって生まれた、幻獣に適応した災淵世界の住人。その大半が幻獣に取り憑かれており、時に他の小世界さえも欲望のままに襲う。幻獣を凌駕できるのは強い意思を持った者か、幻獣を上回るほどの渇望を抱いている者のみ。
幻獣
支配欲、愛欲、食欲、秩序欲、承認欲。誰もが持つ自然な欲求が、《渇望の災淵》に集い、混ざっては濁り、常軌を逸した黒き渇望へと変わる。それが狂った獣となり、生物の心に取り憑く。幻のように実体が定まらない獣、ゆえに幻獣と呼ばれている。授肉していない幻獣は滅ぼせない。
唱霊族（しょうれいぞく）
吟遊世界の住人。優れた声帯を持っており、鍛えた歌声は千里先にまで届くという。吟遊世界において吟遊詩人になれるのは唱霊族のみというのが古くからの常識。
器霊族（きれいぞく）
吟遊世界の住人。吐く息は特殊で、それは炎に変わる。創炎（そうえん）と呼ばれるこの白い炎を、直接手で捏ね、楽器を成形する。器霊族の作る楽器は他の世界のものとは比べられないほど美しい音を奏でるという。吐く息が創炎に変わる特殊な発声器官は繊細で、音程も乱れやすく、歌を歌うのには適していない。
魔軍族
魔弾世界の住人。規律を何よりも重んじる。
文人族
古書世界の住人だった種族。古書世界が第六エレネシアとなったため、子を成そうともその子は魔軍族として生まれる。故に、遠からず絶滅する運命にある。
融魔族
融合世界の住人だった種族。周囲のものを少しずつ取り込んで自身と融合させる性質を持つ。現在は各々がそれぞれの目的のため、銀海の至る所に散らばっている。

### 魔法

#### 第一章《魔王学院》編
《転生（シリカ）》
根源魔法。
基本的に前世の能力や記憶を引き継いで先の時代で生まれ変わることができる。ただし術者が根源魔法が苦手であると記憶と能力が十分に引き継がれない場合がある。二千年前の魔族は恐らくほとんどが使用可能。ミリティア世界でのみ使えるが、一旦発動すれば火露が世界の外に流出しても効果がある。
《成長（クルスト）》
自身の見た目を成長させる魔法。二千年前は転生時に《成長（クルスト）》の魔法を使うのが一般的だったが魔法の時代では高度な魔法となっている。
《契約（ゼクト）》
相手との約束を違えないために使用する魔法。契約違反の代償は根源を以って支払われる。ただし、あまりにも魔力に大きな差がある場合や、一つの根源を共有する同一人物同士の契約である場合は破棄することもできる。
《蘇生（インガル）》
他者を蘇生させる魔法。ただし根源が消滅している者を復活させることはできない。構築には血を垂らす必要があるが、命を落としてから三秒以内であればリスクなしで発動することができる。この性質に着目した「これが俗に言う三秒ルールだ」は二千年前のアノスの鉄板ギャグだった。死に慣れていないと蘇生の際に酔ってしまう。
《魔黒雷帝（ジラスド）》
起源魔法の一つである。高火力の黒い雷を発生させる。
《腐死（イグルム）》
死人をゾンビとして蘇生する。死ぬ時に抱いた憎しみによる苦痛を味わう代わりに、膨大な魔力を手に入れる。
《獄炎殲滅砲（ジオ・グレイズ）》
漆黒の太陽が彗星の如く相手に襲いかかる。炎属性魔法の中では最高の威力を持つ。神話の時代には術者は一人で複数の 《獄炎殲滅砲（ジオ・グレイズ）》を使用することができたが、魔法の時代では二十人でやっと成功率二割に到達する。一発で国を滅ぼすこともできる。炎属性魔法は弱いものから以下のようになる。
《火炎（グレガ）》
《大熱火炎（グスガム）》
《魔炎（グレスデ）》
《灼熱炎黒（グリアド）》
《獄炎殲滅砲（ジオ・グレイズ）》
《転移（ガトム）》
二千年前に移動の多い魔族のためにアノスが開発した魔法。発動難易度は低めだが、一つの魔法陣で行ける転移先は一つのみであり、転移先を変える場合は魔法陣を書き換えて調整しなければいけない、と使い勝手が悪いため失伝してしまい、現代では失われた魔法となっている。
魔力場が乱れていると転移先の情報を組み込むのにさらに時間をかけなければ使用できない。
《魔王軍（ガイズ）》
集団を率いて戦う際、全体の戦闘能力を底上げして総合戦闘能力を最大限に発揮させる魔法。
魔法効果を及ぼす集団の構成員をそれぞれ魔王（キング）、築城主（ガーディアン）、魔導士（メイジ）、治療士（ヒーラー）、召喚士（サモナー）、魔剣士（キャバリエ）、呪術師（シャーマン）の七つの役職に割り振り、それぞれに役職に応じた魔法効果を与えて能力を強化する（ただし、強化された以外の能力は弱くなる）。魔王が魔力を供給し続けることでその集団の総合的な戦闘力（魔法力）が向上するが、使用中、魔力を供給し続ける必要があるため、魔王の役職にある者は基本的に弱体化する。
《思念通信（リークス）》
遠く離れた相手との会話を可能にする。発動する際に精度が低いと傍受される可能性もある。様々な理由により繋がりにくい場合は《魔王軍（ガイズ）》で魔法線を繋げておけば繋がる。
《追憶（エヴィ）》
どんな遠い過去の記憶でも思い出すことができる。ただし、忘れている訳ではなく完全に失っている状態だと思い出すことはできない。
《時間操作（レバイド）》
起源魔法の一つである。
その対象を起源として局所的に時間を遡る。過去を改竄しようとした場合時間の秩序を守る時の番神エウゴ・ラ・ラヴィアズによって術者が攻撃される。
《混同同化（ジェ・グム）》
違う波長の魔力を結合させて魔力を十数倍にする。欠点は効果時間が短いことだが、アノスの助言により効果時間は百倍となる。
《創造建築（アイリス）》
様々なものを創造することができる。《魔王軍（ガイズ）》では築城主として城や各種障壁を制作する。ミーシャが最も得意とする魔法。
《条件（レント）》
条件をつけて連動した事象を組み込める。
《治癒（エント）》
傷を癒す。
《幻影擬態（ライネル）》
目の前にあるものに関して幻を見せる。一例として、《秘匿魔力（ナジラ）》との併用で姿を隠し、自身を認識させないようにすることが可能。
《秘匿魔力（ナジラ）》
魔力を秘匿する魔法。魔法を使用したかどうかを分からなくすることができる。対象の魔力が乏しいほど効果を発揮する。
《飛行（フレス）》
飛行する。魔力場が乱れていたりすると、魔力消費量が増大したりそもそも使用できなくなったりする。
《分離融合転生（ディノ・ジクセス）》
元々一つであった根源を二つに分けて生誕させる魔法。一つに戻ったときに元々の根源より大きな力を引き出せるとともに、別れた根源はやがて一つになる性質を利用して融合魔法の弱点である時間経過で融合が解除される弱点を克服できる。サーシャ・ミーシャの場合は再度使うことにより二つの根源が再融合し二つの人格を持つ新たな姿になれる。
《魔力時計（テル）》
世界の時間の流れを察知できる寸分の狂いもない時計。世界の時が止まれば《魔力時計（テル）》も止まる。
《根源同調（ゼクシズ）》
サーシャが開発した魔法で、魔力の波長を改竄する。しかし本質は波長だけでなく、根源から別人のように変えてしまうこと。《獄炎殲滅砲（ジオ・グレイズ）》級の高難易度魔法。
《思念領域（リクノス）》
一定の範囲内にいる者の思考を読み取る。読み取られた側は相手の魔力量が自分を大きく上回っていなければ反魔法で防ぐことも可能。
《魔法具融合（ジェ・イゼム）》
術者と魔道具を融合させる魔法。
《理滅剣（ヴェヌズドノア）》
アノスが理滅剣を使うときに使用する魔法。

#### 第二章《魔剣大会》編
《痕跡（メイズ）》
魔力の痕跡を残すことによって対象物の位置を、魔眼で追跡できるようにする。
《雨霊霧消（フスカ）》
周囲に雨を降らせるとともに術者や対象を雨に変え、雨に溶け込ませることができる精霊魔法。術者や対象の魔力も雨全体に溶け込むように存在するようになるため、本体を特定するのが困難となる。術者や対象は霧のような存在となるため、わずかな隙間さえあればそこから侵入することも可能となる。
《魔族錬成（アズヘブ）》
一度死んだ者の根源を魔族の血を持つ体に移植して、蘇生する。能力を調整することで、半人半魔の混血種に変えることもできる。
《遠隔透視（リムネト）》
遠くにあるものをスクリーンに映し出す。応用として他の人の視界を自身に共有させることもできる。
《物体操躯（グイネス）》
無機物を生物のように操る魔法。対象が大きいほど多くの魔力を消費する。分担して操作することもできる。
《次元牢獄（アゼイシス）》
メルヘイスがよく使う魔法であり、対象を別次元へ隔離する。術者はその中を自由に転移できる。
《四界牆壁（ベノ・イエヴン）》
アノスが四界を壁で隔てるのに使った魔法。とても強力な障壁であり、特に神族にとっては天敵となる魔力を放っている。千年前に自動消滅したはずだったが、回収して利用している者もいる。小規模なものなら代償なしに使える。地底世界ではガデイシオラの周りを守護するように囲んでいる。

#### 第三章《勇者学院》編
《魔物化（ネドラ）》
動物を魔力で魔物化する魔法で、動物の根源にある獣性や魔性を利用する。効きづらいものの人間にも効果があり、その場合はその人間の本質を表す姿になる。
《勇者部隊（アスラ）》
集団を率いて戦う際、全体の魔力を勇者（ブレイブ）に与え勇者自身の戦闘能力を向上させる魔法で、拠点を守るための《魔王軍（ガイズ）》と異なり魔族の城を攻め落とすために開発された魔法。
さらに真価を発揮するには《聖域（アスク）》の魔法によって集団の想いから魔力を生み出す必要があり、これらの魔法によって人間でも魔族に対抗することができる。
《聖域（アスク）》
人々の心を一つにすることで、その想いや願いを魔力に変える祈願魔法といわれる種類のもので、《勇者部隊（アスラ）》と併用して主に使われる。集団の全員が同じ想いをもち、それぞれが強く想うことによって爆発的に効果が高まる。
ただし、ジェルガによって細工がされており、効果範囲内にいる人物は魔族に対する憎しみを植え付けられる洗脳魔法の効果を受ける。
《聖域熾光砲（テオ・トライアス）》
勇者が使う光属性の最強魔法で、《聖域（アスク）》によって集めた魔力を砲弾として撃ちだす。
《絶水殲滅砲（リオ・エイアス）》
《獄炎殲滅砲（ジオ・グレイズ）》の水属性版。リーベストたちが勇者学院との対抗戦でハイネたちに使うも聖水によって効果が減衰されてしまった。
《四属結界封（デ・イジェリア）》
水属性、火属性、土属性、風属性の4種の魔法陣を展開しそれぞれ4種の反魔法が相乗効果を発揮し、魔法を減衰させる。さらに魔族の魔力を弱める聖呪の効果を持つ。また結界内では人間の力を強め、即死していない限りは傷も瞬時に癒える。
《四属結界鎖（デ・イジェード）》
水属性、火属性、土属性、風属性の4種の魔法で作られた鎖で相手を拘束する。
《四属結界檻（デ・イジェンクス）》
相手を土の檻に閉じ込める。
《根源光滅爆（ガヴエル）》
光属性の大爆発を起こす勇者の禁呪。自らの根源を犠牲にするだけでなく、転生により無限に繰り返される来世への可能性の魔力を上乗せした爆発を起こす自爆魔法。
《根源死殺（ベブズド）》
指先を黒く染め相手の根源に直接触れることができる。根源に直接触れることにより相手に大ダメージを与えることが可能。
《魔岩墜星弾（ギア・グレアス）》
漆黒に煌めく魔石を隕石雨の如く降らせる。
《獄水壊瀑布（リオ・エドラム）》
地面から黒い水を湧き出させて、漆黒の瀑布となり相手を襲う。
《根源母胎（エレオノール）》
根源クローンを作り出す人型魔法でエレオノール・ビアンカそのもの。戦闘特化クローンのゼシアと教育型クローンのディエゴを生み出すことができる。もとはジェルガの分割された根源の内の一つでありジェルガの人格を持つはずだったものの失敗し、何度記憶が消されても同じであった。アノスはジェルガの心の葛藤のせいであると推測をしている。
《魔族断罪（ジェルガ）》
《聖域（アスク）》の中に潜み、《聖域（アスク）》に膨大な魔力が集まった時初めてジェルガの意思が具現化する。人々の希望を強制的に吸収することで自身を強化でき、勇者学院の深き暗黒の口伝を通じてアゼシオン中の希望を吸い上げた。ジェルガの根源の片割れであり、彼の魔族に対する憎しみが魔法と化している。
《根源再生（アグロネムト）》
敵の攻撃と自身の根源を起源として、根源をその攻撃を受ける前の状態に再生させる根源魔法。ただし、事前に相手がどんな攻撃を行うのか知っておかなければ攻撃を起源にできない性質上、一度受けたことのある攻撃でなければ使用できない。

#### 第四章《大精霊》編
《魔呪壊死滅（デグズゼグド）》
相手の魔力をその場で暴走させ、死に至らしめる呪いをかける魔法。アノスがノウスガリアに対して用いた。調整すれば死亡寸前の状態を保ち相手を行動不能にすることもできる。
《追跡（エノイ）》
仕掛けた相手の居場所を追跡する魔法。
《風滅斬烈尽（リガ・シュレイド）》
無数の風の刃を放って相手を切り刻む魔法。
《反蘇生（ル・インガル）》
蘇生魔法を妨害する魔法。発動すれば力量差関係なしに妨害できる。
《総魔完全治癒（エイ・シェアル）》
《か治癒（エント》）の上位に当たる治癒魔法。
《暗黒領域（イグレアナ）》
結界魔法。闇の領域を作り出し、使用者の魔力を底上げする。《四属結界封（デ・イジェリア）》を相殺することも可能。
《腐死鬼兵隊（ゴア・グルム）》
《腐死（イグルム）》をザブロが改良した魔法。腐死者（ゾンビ）より強く、命令に忠実な腐死鬼兵（グール）を作り出す。代償として、腐死鬼兵（グール）になった者の根源が腐り落ちてしまう。
《吸魔暗黒領域（ジノ・グレアナス）》
闇の結界を作り出し、その中にいる者の魔力を奪う。
《聖域蘇生（テオ・インガル）》
根源を癒し、蘇生する魔法。腐死鬼兵（グール）となった者を癒すことができる。
《反魔創造建築（ジェ・アイゼオ）》
反魔法と創造魔法を組み合わせたもの。
《森羅万掌（イ・グネアス）》
遠くにある物体を距離を越えて掴む魔法。アノスは月を動かして強制的に日食を引き起こしていた。
《魔王城召喚（デルゾゲート）》
魔王城デルゾゲートを召喚する魔法。アノスが理滅剣を使うために呼び出す。呼び出している間はハリボテの魔王城が元の場所に現れるが、そのことに気付ける者は少ない。5分経過で自動的に元の場所に戻る。
《根源等分融合（ジェ・ディシャイシス）》
対象の根源を等分し、その欠片を組み合わせて人数分の全く同一な根源を作る魔法。解除されると自動的に元に戻る。
《血霧雨（ゴッゾォーテ）》
使用者の血を雨として降らせる魔法。
《血球体（ゴッデヒルド）》
使用者の血を薄い球状にし、空間を覆う魔法。内部は無風になる。
《聖愛域（テオ・アスク）》
二人の愛を一つに重ね、膨大な魔力に変換する勇者の奥の手の魔法。愛する者と共に戦い、真実の愛を重ねることによってのみ初めて威力を発揮する。なお恋愛である必要は無く、家族愛でも友愛でも発動する。
愛魔法による攻撃はハートを撒き散らすように爆発を起こすのが特徴。
《聖愛剣爆裂（テオ・トレアロス）》
《聖愛域（テオ・アスク）》にて変換した膨大な魔力を光炎に変え、剣にそれを纏わせて相手を一閃する魔法。
《大樹恵葉（エニユニア）》
精霊魔法。対象を治癒する。
《霊風雷矢（ギガデアル）》
精霊魔法。無数の雷の矢を放つ。
《魔緋雷震（メゾアヴス）》
古文魔法。緋色の雷を打ち出す。
《震魔緋雷牙（レグ・ノアヴス）》
古文魔法。緋碑王が2年間研究してきた古代魔法の集大成。緋色の雷を顎の形状にし、相手を飲みこむ。
《殲黒雷滅牙（ジ・ノアヴス）》
《魔黒雷帝（ジラスド）》を魔法陣にして発動する古文魔法。小さな魔力を増幅し続ける古文魔法において、限界値まで魔力を引き出せる魔法。魔力効率はかなり良い。黒い雷を纏って相手を引き裂く。
《封呪縛解復（ラエルエンテ）》
封印・呪詛・拘束を解く魔法。
《闇域（デメラ）》
魔法線を使う魔法を無効化する闇の領域を作り出す魔法。領域内の者から対象を指定して魔力を吸い取ることができる。また領域内の人物にアヴォス・ディルヘヴィアの意思を植え付ける効果を持ち、その効果は伝承で魔王の配下とされている人物や、暴虐の魔王をアヴォス・ディルヘヴィアだと信じている人物ほど高くなる。逆にアノスが暴虐の魔王と信じている物には効果が無い。
アヴォスの精霊転生により効果がなくなった。
《仮死（インドル）》
死ぬほどのダメージを負っても仮死状態で済ませられる魔法。意識があれば五感は残るので痛みが発生するが、その状態で《蘇生（インガル）》を発動すると生き返る。
《加護（アルト）》
対象の生命を守る魔法。術式自体が自律的に判断し、反魔法・魔法障壁の展開、肉体強化、治療などを行う。便利な反面、魔法術式が複雑極まりない。維持に対象者の魔力を使っているため、魔法をかけられた者が自ら魔力を操ろうとすれば、その術式が破壊されて効果を失ってしまう。イザベラがエミリアに襲われた後にアノスが開発し、イザベラやグスタにかけている（ただし《加護（アルト）》任せに無茶をすることを防ぐため、本人には伝えていない）。
《風波（シュア）》
微風を操る魔法。
《時間遡航（レヴァロン）》
《時間操作（レバイド）》を応用した魔法。局所的でしかない《時間操作（レバイド）》に対し、遡った先の過去の世界を自由に行動することができる。遡れる時間は短いが、膨大な魔力と《時神の大鎌》を使用することによって二千年前まで遡ることができた。なお、過去に魔法具を持ち込むことはできない。過去を改変しても、時間系統の秩序により改変はなかったことにされる。小さな改変は修正されないこともある。
ただし、理滅剣を併用すればある程度改変が可能になる。
《逆成長（クルスラ）》
《成長（クルスト）》の逆で若返ることができる魔法。アノスはこれを使ってアノシュ・ポルティコーロに扮した。
《治癒緑光（セネテル）》
精霊魔法。対象を治癒する。
《重加（デドン）》
自らの体重を増加させる魔法。相手に持ち上げられた時に使うと相手の体勢を崩すことができる。
《施錠結界（デジット）》
結界魔法。対象を施錠状態にする。
《解錠（ディ）》
施錠状態のものを解錠する魔法。
《闇域魔王軍（デメラ・ガイズ）》
《闇域（デメラ）》で吸収した魔力を使い《魔王軍（ガイズ）》の魔法効果を底上げする魔法。
《獄炎鎖縛魔法陣（ゾーラ・エ・ディプト）》
敵の動きと魔力を封じ、同時に魔法術式を組み上げる起源魔法。
《精霊達ノ軍勢（アルハ・アルフレム）》
精霊魔法。精霊たちを魔法体にし、その魔力を対象者に分け与える。対象者は精霊たちの宿す能力を使えるようになる。
《秩序簒奪（ジ・シェンズ）》
神から秩序を奪う魔法。エールドメードが研究していたそれをアノスが完成させ、天父神の秩序を奪った。

#### 第五章《選定審判》編
《魔物化(ネドラ）》
動物を魔物化させる魔法。
《隷属（イージェ）》
魔法をかけた対象を支配することができる。魔族や人間など意志のある者にはなかなか効きづらく、主に使い魔などの知性の低い動物などに使う。
《魔震（ディアス）》
地面を動かす魔法。
《拘束魔鎖（ギジェル）》
魔力の鎖で対象を拘束する魔法。
《羈束首輪夢現（ネドネリアズ）》
首を呪いの首輪で締め、幻想の人生を繰り返させる魔法。内部の時間は加速しているため、現実の一秒に百周も人生を繰り返す。
《至高水着（ビ・キニ）》
それぞれの体型に合わせた最適の形の水着を作り出す魔法。この場合の水着というのは現実にあるような単なる衣服ではなく、水中での活動能力を極限まで高めるための魔法。つまり、この薄布はすなわち魔法陣であり、絶えず魔法を行使している。どれほどの水流、どれほど水面が荒れていようとも、問題無く泳ぐことができる。
作り出せる水着は男性は黒いブーメランパンツ型、女性は白いビキニ型と統一されている。
《神座天門選定召喚（グアラ・ナーテ・フォルテオス）》
アノスですら見たことのない、神族を召喚する魔法。八神選定者のみが扱える。
《活性増幅（ガガリア）》
対象の再生力を強め、増幅させる。過ぎた再生は毒となるため、再生の番神ヌテラ・ド・ヒアナにとっては天敵となる魔法である。
《竜縛結界封（デ・ジェリアス）》
《聖域（アスク）》で集めた魔力をもとに、竜を封じる結界を張る。竜が動く際の魔力とこの魔法を干渉させて封印するための音を出すので、竜が強ければ強いほど結界の力も強まる。
《根源応援魔法球（エオルネス）》
魔法球に触れた者の根源の力を全力以上に引き出す魔法。魔法球は3色あり、緑は百八十秒、青は百二十秒、赤は六十秒だけ応援し、緑→青→赤の順に沢山力を引き出す。効果が切れると十秒は魔力が半減する。
《憑依召喚（アゼプト）》
憑依召喚魔法。竜や神の力をその身に宿すことができる。根源の容量によって宿すことのできる神の位階が変わる。
《複製魔法鏡（レガロイミティン）》
鏡に映った物体を複製する魔法。合わせ鏡にすることで指数関数的に複製が可能。
《反射魔法鏡（レガロネイティン）》
鏡に映った物体を反射する魔法。合わせ鏡にすることで相手を弾幕の中に閉じ込められる。
《双掌聖愛剣爆裂（リガロ・ティル・トレアロス）》
心も体も一つにして、敵を屠る愛魔法の極地。寸分違わず互いの動きに同調にしなければ成功しない。
《波身蓋然顕現（ヴェネジアラ）》
セリスが開発した、可能性を具象化する魔法。排反事象を同時に起こすことができる。使い方の例として、リヴァインギルマを扱う、同一人物を同時に複数の場所に存在させる、などがある。重ねがけもでき、この魔法で作った分身が使うこともできる。

#### 第六章《神竜の国ジオルダル》編
《理創像（エドニカ）》
対象者のこれから目指す将来の姿を具現化する魔法。潜思した理想と根源の一部を元にし、術者の魔力を加えて具現化する。対象者が成長すると将来の姿も成長する。アノスは生徒たちの戦闘能力を早く成長させるため、模擬戦の相手を用意する際に使用した。
《聖魔愛憎剣爆撃（ディオ・グレゼアス）》
愛と憎しみを重ねて爆発させる愛魔法。ときとして愛が一線を越え、憎しみに変わるときがある。それこそが愛憎。
シン・レグリアが使用した際は娘ミサの恋人レイに対するままならぬ想い、決して退けぬという不器用な愛、その親心を利用している。
《双剣聖魔友愛爆裂砲（ヴァヴィロ・ヴァーチェ・トライアス）》
友愛を重ねて放つ愛魔法。友愛は恋愛とは違って羞恥心が存在せず、その愛は鈍らない。
《使役召喚（リテルデ）》
竜や神を召喚する魔法。地上の召喚魔法とは違って盟珠と呼ばれる媒体が必要になる。
《複製土人（ダガン）》
土くれから人の体を複製し、操る魔法。
《極獄界滅灰燼魔砲（エギル・グローネ・アングドロア）》
過去の創造神と破壊神、術者から魔力を借り、現在の術者の魔力を上乗せして発動する起源魔法。燃えぬはずのものを燃やし、滅びぬはずのものを滅ぼし、あまねく天地を灰燼と化す終末の火を放つ滅びの魔法である。魔力を際限なく暴走させ、逆に安定を図ることで行使する。その威力は並の深層世界を簡単に滅ぼすほど。元々は銀水聖海にて第一魔王アムルが開発した深層大魔法である。彼はこの魔法を魔法陣として、更なる深淵へ至る魔法を扱える。銀海全体から見ても術者は極小数。
《竜ノ逆燐（ノジアズ）》
異竜の逆鱗に触れたときに発せられる魔力の燐光。攻撃を跳ね返す。
《真空地帯（バドロム）》
周辺の空間を真空にする魔法。
福音の書、第一楽章《信徒再誕（エグレド）》
歴代の教皇を顕現させ、音叉の剣と聖歌で相手を封じる福音の魔法。
福音の書、第二楽章《聖音竜吐（ザビオズ）》
音の塊を射出する福音の魔法。
《魔笛相殺（ゴルドロス）》
魔笛の音を奏で、音楽系の魔法を相殺する魔法。
《狂愛域（ガルド・アスク）》
アノス・ファンユニオンの狂気とも言える愛を余さず魔力に変換する魔法。神を腐らせる程度の威力を持つ。
福音の書、第三楽章《聖歌唱炎（ランレズ）》
音を聖炎に変換する魔法。
《水球寝台（リライム）》
人間に伝わる睡眠魔法。体の負担を水の浮力でなくし、快眠に導くことができる。
《抗魔治癒（エンシェル）》
回復魔法。
《紫電雷光（ガヴェスト）》
紫電を射出する魔法。
《自傷呪縛（デグデド）》
魔力で受けた傷を媒介に、その魔力の持ち主を呪って魔法を自らに引き寄せる呪詛魔法。
《迅雷剛斧（ガルヴェドゥール）》
紫電の戦斧を作り出す魔法。
痕跡の書、第一節《試練再臨（アズベフ）》
膨大な過去から対象者の苦手とする攻撃を呼び出し、延々と繰り出し続ける魔法。
痕跡の書、第六節《世界崩壊（アザエル）》
膨大な過去から最も大きな滅びを呼び出し、繰り出す魔法。
《由縁縛鎖（ギチェルジェ）》
拘束魔法。
《涅槃七歩征服（ギリエリアム・ナヴィエム）》
一歩歩くごとにアノスの根源に凝縮された滅びの魔力を解放し、力を底上げする深化魔法。その余波であらゆるものが滅びてしまう。アノスの持つ中で最強の魔法。未だこの魔法を七歩目まで完全に発動したことはない。この魔法に《黒七芒星（デムド・イヴ）》を重ね合わせることで、さらなる深層に至ることができる。相手を蹴り付けることでも歩を刻むことができるが、歩行不能な闇に幽閉する《常闇の魔眼》には封殺されてしまうという弱点がある。
福音の書、最終楽章《神竜懐胎（ベヘロム）》
神竜の歌声を射出する魔法。天蓋を破壊するほどの威力を持つ。

#### 第七章《アガハの預言》編
《老衰病治癒（ワズワース）》
老衰病という老虫（魔力が変質して生まれる寄生虫）による病を治癒する魔法。
《竜闘纏鱗（ガッデズ）》
竜人の扱う竜の力を纏う魔法。
《酒吸収（デロル）》
本来口からのむ酒を全身で飲むようにできる魔法。
《愛世界（ラヴル・アスク）》
《聖愛域（テオ・アスク）》を愛に委ねて変化させた魔法。ミサとレイの2人しか扱えない。その身に纏う秋桜の世界の中では、愛こそが秩序。不安定なはずの剣撃が速く、なにより重い。
《愛世界反爆炎花光砲（ラヴル・トライアゼッダ）》
相手の攻撃をあえて受け、《愛世界（ラヴル・アスク）》の力を瞬間的に高めて放つカウンター魔法。障害が強ければ強いほど、愛は激しく燃え上がる。
《音楽演奏（シニアル）》
歌魔法。
《根源擬装（ナーズ）》
根源を偽装する魔法。
《覇炎封喰（ヌイジニアス）》
神封じの魔法。囚われた神は秩序の力を発揮できなくなる。
《食料生成（ロウズ）》
魔力を食料へ変換する魔法。効率が悪く、術式がひどく難解なため滅多には使われない。二千年前、どうしても食料が手に入らない時に使われた。
《自食自殺（ベルマス）》
自らの根源を喰らい尽くす自爆魔法。
《灰燼紫滅雷火電界（ラヴィア・ギーグ・ガヴェリィズド）》
紫電にて十の魔法陣を描き、それをつなげて一つの立体魔法陣とすることで発動する滅びの魔法。ミリティア世界を余裕で滅ぼす威力を持つが、影響範囲はかなり狭い。アノス曰く、《覇弾炎魔熾重砲（ドグダ・アズベダラ）》すらも上回る威力らしい。
《斬首刎滅極刑執行（ギギヌヴェヌエヌズ）》
処刑魔法。首を刎ねられた者は助からない。ギロチンの刃は、斬首刑という儀式に則ることで破滅の種を根源の深奥へと植えつけるものにすぎない。魔王の極刑。
《想司総愛（ラー・センシア）》
世界を包む愛魔法。
痕跡の書、第一楽章《遺物再臨（ゼグネル）》
膨大な過去から失われた遺物を具現化する魔法。遺物だけでなく、失われた形態を復活させることも可能。
信者の書、第一楽章《信徒感激（ウォウウォウ）》
感激を具現化する魔法。

#### 第八章《魔王の父》編
《滅尽十紫電界雷剣（ラヴィア・ネオルド・ガルヴァリィズェン）》
膨大な滅びの紫電を天から落とす雷属性の魔法。万雷剣ガウドゲィモンを媒介して発動させることができ、セリス・ヴォルディゴードが《波身蓋然顕現（ヴェネジアラ）》と好んで併用する。世界の終わりにすら耐えられる結界神リーノローロスの結界をリーノローロスごと滅ぼし、護神剣ローロストアルマと《聖域（アスク）》に守られたグラハムを瀕死の状態にするほどの威力を誇る。
痕跡の書、第二楽章《痕跡遡航（ジアラフ）》
膨大な過去から望む過去を参照し、映し出す魔法。
《真闇墓地（ガリアン）》
光も匂いも音も魔眼さえも届かない、完全なる暗闇の領域を作り出す魔法。実は災淵世界イーヴェゼイノの深層魔法である。
《封域結界聖（ロ・メイシス）》
《思念通信（リークス）》や《転移（ガトム）》を防ぐ勇者の魔法。失伝した魔法だったが、勇者カシムによって復活した。
《布縛結界封（ジェ・ネロウ）》
対象者に聖なる布を巻いて、外部への魔力を遮断しつつ体を拘束する魔法。
《契約強制（ロア・ゼクト）》
《契約（ゼクト）》と違い、調印したものに強制力を働かせて契約通りの行為を実行させる魔法。
《聖炎鎧（デストア）》
聖なる炎を鎧の形状で身に纏う魔法。
《聖八炎結界（ザガード）》
炎の魔力を鎮める結界魔法。
《暗黒異界魔行路（デドラードネド）》
攻撃を黒い異空間に飲み込み、その黒界の中を自由自在にねじ曲げ、一本道を作り、出入り口を構築する魔法。
《焦死焼滅燦火焚炎（アヴィアスタン・ジアラ）》
魔導王ボミラスが、《獄炎殲滅砲（ジオ・グレイズ）》を超える炎属性最強魔法として編み出した魔法。炎体にならないと使えないが、アノスが改良した結果、そのような条件は消えて威力も上がった。その代わり、起源魔法へと変化した。
《杖探査悪目立知（ヘイヘイ・ド・ヘイ）》
探査に優れた魔法生物を呼び出す。悪目立ちする分だけ、情報収集力は抜群である。
《煙似巻苦鳥（ポン・ポラポ）》
手品のように、煙の中からハトを飛ばし、アヒルを歩かせる魔法。
《母胎転生（ギジェリカ）》
母胎の根源を使うことによって、使用者の進化を促す魔法。母胎の力を引き継ぎ、あるいは母胎との干渉によって、根源の突然変異を引き起こす。グラハムやギリシリスが非道な魔法実験を繰り返すことによって開発した魔法。
《輝光閃弾（ジオッセロム）》
輝光神ジオッセロムの秩序を模倣した秩序魔法。眩い光線を放つ。
《輝光加速（ジオロイア）》
輝光神ジオッセロムの秩序を模倣した秩序魔法。使用者を光速まで加速させる。
《魔支配隷属服従（エンペルム・ディデイヤ）》
あらゆる魔力や魔法、秩序すらも従わせる秩序魔法。
《熾死王遊戯答推理（エルドメドラン）》
天父神の秩序を持って実現する人を食ったような遊戯魔法。
《永劫死殺闇棺（ベヘリウス）》
闇の棺の中で死を永劫に繰り返す魔法。そこに納められた遺体の魔力により強度を保つ。その蓋は術者以外には開けられない。棺は強力な反魔法と魔法障壁により守られている。本来は拷問用だが、死に続ける限りは極めて安全、常に死んだ直後の新鮮な遺体となり、滅びることはないので、防御用にも使われる。
《死死怨恨詛殺呪泥城（ギャギ・ギギョル・ギギガ）》
詛王カイヒラムを殺した者に発動する呪詛魔法。呪いの泥が当たり一帯を覆い尽くす。それらは死の呪いを辺りに撒き散らし、触れた物を呪泥に変える。カイヒラムを蘇生させれば止まる。
《呪詛解滅（ペネリスク）》
解呪の魔法。呪詛の魔力と魔法術式を消滅させる。
《神具召喚（プレセズ）》
神を召喚し、魔法具に宿す魔法。
《天門（アムス）》
天門神カテナアミラを憑依させたカシムの次元魔法。門をくぐった魔法を転移させ、強化する。
《天門聖域熾光砲（アムス・テオ・トライアス）》
《聖域熾光砲（テオ・トライアス）》を《天門（アムス）》で強化し、極太の光線を照射する魔法。
《天門聖域大熾光剣（アムス・テオ・トルガトロン）》
斬撃を幾重もの《天門（アムス）》を通すことで際限なく威力を増加する魔法。
《慈愛世界（リオル・アスク）》
対象を正しく理解していないと使えない魔法。《聖愛域（テオ・アスク）》の光が、白い葉牡丹に変わり、花吹雪が舞い上がる。
《魔火陽炎地獄（ボルグ・ヴェグム）》
ボミラスが対象者を自身の炎体の中に引きずり込む魔法。根源を転写した文体を作り出す。
《黒鉛蜂巣魔壁（カニアム・トルテ）》
多重魔法障壁を展開する魔法。耐火・耐衝撃に優れている。
《火加延焼獄炎体（グレイズ・アヴネル）》
炎魔法を吸収し、炎体を膨張させるボミラスの魔法。
《黒鞘（ジルマ）》
霊神人剣を無効化するために開発された魔法。1度目は十全な効果を発揮したが、霊神人剣の成長によって使い物にならなくなった。
《虚空絶空虚（ヌエリエヌ）》
その身を虚無に変えるグラハムの魔法。

#### 第九章《魔王城の深奥》編
《神破爆砕（ドミオス）》
破壊の番神エグズ・ド・ラファンの使う魔法。あらゆるものを爆砕する。
《創造芸術建築（アストラステラ）》
ファリスが脳内に思い描いたイメージを具現化する魔法。何度壊されても新しく創造する不屈の魔法。
《身体変異（アテネス）》
体を変化させる魔法。アノスは主に人体を剣に変換するのに使っている。
《凶刃狂斬神殺三昧（ゴルドラ・エゴロノイア）》
神殺凶剣シンレグリアを用いて秩序を切り裂く魔法。
《因縁契機魔力強奪（ガガ・ギョニヨル）》
魔力と思考を自らに集中させるのを契機に、魔力を強奪する魔法。
《攻囲秩序法陣（アルネスト）》
陣形魔法。戦の秩序をふんだんに使った魔法。兵法のみを受けつけ、それ以外を殲滅する。すなわち、多数をもって、少数を制す。
《四方秩序退陣（ネウィアラダ）》
撤退時の速度を極限まで高める陣形魔法。
《緊縛檻鎖縄牢獄（エゲルツ・エングドメラ）》
緊縛神ウェズネーラの使う魔法。赤鎖は魔力を縛り、青鎖は体を縛り、黄鎖が五感を縛り、緑鎖が思考を縛る。
ウェズネーラの母親への愛によって秩序を縛ることができないという制約を調節して堕胎神アンデルクを縛ることができた。
《聖剣結界光籠（ティアス・ディアラ）》
《複製魔法鏡（レガロイミティン）》にて複製した光の聖剣エンハーレを結んだ結界。閉じ込めたものをエンハーレで切り伏せる。

#### 第十章《神々の蒼穹》編
《根源降誕（エンネスオーネ）》
魔法秩序エンネスオーネにより世界の許容量を無視して命を生み出すことができる魔法。
《根源威滅強体（ガヴデア）》
根源を消滅に近づけることで自らの力を爆増させる終焉神アナヘムの魔法。
《根源降誕母胎（エンネスオーネ・エレオノール）》
《根源母胎（エレオノール）》と《根源降誕（エンネスオーネ）》を組み合わせた魔法。
《聖体錬成（エリオール）》
根源クローンの体を錬成する魔法。
《聖爆結界滅（ジ・ファイゼン）》
《聖域（アスク）》を利用した魔法結界。地中に隠蔽された結界内に入った敵は、聖なる爆炎に包まれる。
《聖刻十八星（レイアカネッツ）》
聖明湖の聖水と勇者の魔法術式を用いて砲弾を放つ魔法。
《淘汰暴風雷雪雨（イツェルト・ジシェンド）》
暴風が纏うは雷雨と雪。まさに嵐の如き魔法波が、淘汰せんとばかりに襲いかかる。
《淘汰魔爪（デュガラ）》
腕を分厚く硬質化し、爪を剣のように鋭く伸ばす魔法。
《摩訶落書建築（ペンロビゼス）》
落書き精霊ペンタクスの噂と伝承を借りる精霊魔法、《摩訶落書（ペンタスト）》。単独ではただ落書きをするだけのその魔法に《創造建築（アイリス）》を組み合わせることで、落書きに創造の力を加えた創霊魔法。
《霊魔雷帝風黒（ギガ・ジラスド）》
精霊魔法《霊風雷矢（ギガデアル）》と起源魔法《魔黒雷帝（ジラスド）》を組み合わせた霊源魔法。
《霊殺根源死雨（ヴェガ・ベブズド）》
《根源死殺（ベブズド）》と大精霊リニヨンの力を組み合わせた魔法。
《笑わない世界の終わり（エイン・エイアール・ナヴェルヴァ）》
エクエスが《終滅の日蝕》から放った滅びの魔法。創造の秩序によって破壊の秩序の力を極限まで高め、解放する。
《風壁流道（シェリア）》
魔力を伴った風の壁を作り、攻撃を逸らす魔法。
《四属結界封滅陣（デ・イジェリメント）》
《四属結界封（デ・イジェリア）》の上位互換。
《全世契約（ゾグナクト）》
調印した者だけでなくその子孫にまで同じ契約を強制する魔法。
《聖域勇者城結界（テオ・アルクランイスカ）》
勇者学院アルクランイスカに刻まれた立体魔法陣を用い、《聖域（アスク）》で集めた魔力で周辺の者を癒す魔法。
《一点攻城秩序陣（リツェルネスト）》
兵の力を一点に集め、城や砦を粉砕する陣形魔法
再編の書、第一楽章《聖歌唱炎（ランレズ）》
かつてディルヘイドを撃った唱炎を再現した魔法。
背理の六花リヴァイヘルオルタ
《背理の魔眼》の真の力、創造と破壊を混ぜて秩序を狂わせる。あらゆる物を裏切らせ、排反事象を同時に起こすことができる。秩序を封じる魔法故に、膨大な魔力を消費し、代行者たるアルカナですら長くは使えない。
再編の書、第二楽章《炎舞剛体（バイハム）》
身体を強化する魔法。本来は魔王聖歌を歌うために開発された。
再編の書、第三楽章《独歌複唱（ロウゼス）》
この魔法を前にしたら独りで立ち向かわなければならない。
再編の書、第四楽章《神竜懐胎（ベヘロム）》
神竜は心のみを孕み、隔たりのない世界に対話の場を設ける。
《重渦（ベイド）》
四柱の神の権能が混ざり合うことにより、どの秩序にも存在しない重力の渦を作り出す魔法。
《不揃意分身（バーラー・バラ）》
根源を不等分した分身を作り出す魔法。
《自傷呪縛（デグデド）》
魔力で受けた傷を媒介にその魔力の持ち主を呪い、すべての魔法を自らに引き寄せる呪詛魔法。
《犠牲蘇生（イグドゥル）》
他者の死を引き受け、自らが死ぬ代わりに他者を蘇生する魔法。
《熾死王遊戯一化八果（エルドメドルン）》
対象を果物に変化させる魔法。
《総愛聖域熾光剣（ラー・センシア・トレアロス）》
《想司相愛（ラー・センシア）》の魔力を剣に乗せて放つ魔法。
《断裂欠損歯車（アビス）》
小さな歯車の欠片を全方位に飛ばす魔法。
《古木斬轢車輪（ボロス・ヘテウス）》
エクエスを構成する歯車の中で最も古く強いものを射出する魔法。
《優しい世界はここから始まる（アール・アント・エルトノア）》
《源創の月蝕》から放たれる大魔法。世界を創り出し、改変することができる。
滅びかけならば他世界の主神すら創り変えることができる。
《神世歯車支配車輪（ボロス・ヘテロ・アーヴィス》）
褐色に輝く車輪を膨張させ、魔力の渦を巻きながらも凄まじい速さで回転させて射出する魔法。
《世界のために運命は回る（ベルド・ラーゼ・フェンブレム）》
《運命の歯車》ベルテクスフェンブレムを埋め込み、回転させることで秩序すらも破壊する魔法。

#### 第十一章《銀水聖海》編
《根源戮殺（ザガデズ）》
《根源死殺（ベブズド）》の上位互換である深層魔法。
《災禍相似入替（バシュッツ）》
似た形状の者同士の位置を入れ替える魔法。
《封蝋（セーム）》
宛名の本人以外封筒を開けなくする封印魔法。
ディルヘイドでは、故人への言葉を綴るとき、手紙にこの魔法を施す風習がある。そうすれば、亡くなったその者に届くのだと言われている。
《聖十字凍結（エルロッセ）》
触れたものを凍結させる聖剣世界の魔法。
《聖狩場（ラーゼ）》
輝く空気の粒を吹き荒ぶらせ、一帯を光と暴風で埋め尽くす聖剣世界の魔法。
《二律影踏（ダグダラ）》
影を踏んで影の持ち主を消し飛ばす、二律潜主の魔法。有効範囲内では影の持ち主を直接攻撃することはできない。
メイティレン曰く、《覇弾炎魔熾重砲（ドグダ・アズベダラ）》より遥かに深層の魔法。
《覇弾炎魔熾重砲（ドグダ・アズベダラ）》
蒼き恒星を射出する魔弾世界の魔法。使い勝手が良いためか、アノスは好んで使うようになった。
《影鈴（ゼン）》
鈴を鳴らして偽物を消し飛ばす魔法。
《黒芒星（デムド）》
黒い五芒星の魔法陣を描き、通過した攻撃魔法の威力を途方もなく増大させる魔法。
《掌握魔手（レイオン）》
魔法の威力を掌に集め、力尽くで掌握する魔法。滅びの火だろうと掴めるが、一点に集める分だけ本来よりも魔法の威力が増し、手の中で荒れ狂う力を御すことができなければ暴発する。アノス曰く、己の危険を度外視した覇者の術式、頭のネジが外れた魔法。アノスは手ではなく口でも行使することができる。
特殊な使い方として、本来は視認できない銀灯の秩序を増幅することで可視化し、船以外を出入りできるようにする、といったものもある。
《影縫鏃（デミレ）》
短剣を影に突き刺すことで相手を地面に縫い付ける束縛魔法。
《融合転生（ラドピリカ）》
他者に融合する形で転生を行う融合世界の魔法。記憶を保った転生の方法が乏しい銀水聖界において、記憶を保ったまま転生できるほぼ唯一の方法。本来は生物同士が対象であるが、ノアは混沌の銀河に対して使い、成功した。
《裁定契約（ジゼット）》
パブロへタラの法に基づく裁定の契約魔法。銀水序列戦の参加同意書としても使われる。
《堅塞固塁不動城（バランディアルタ）》
銀城世界の築城属性最上級魔法。世界が滅びてなお落ちない不動の城を作り出す。遡行術式が組み込まれている。
《悪戯神隠（ティテジェーヌ）》
悪戯妖精ティティと隠狼ジェンヌルの力を組み合わせた精霊魔法。
《銀海鯨（ギジラ）》
銀水の中を泳ぐ鯨を作り出す魔法。パブロへタラが火露を回収するために使う。オットルルーの交通手段でもある。
《吸収引力歯車（ネオス）》
エクエスの秩序にて周囲のものを引き寄せる魔法。
《聖域白煙結界（テオボロス・イジェリア）》
エクエスの秩序結界に《根源降誕母胎（エンネスオーネ・エレオノール）》の魔力を加えて十三層の多重結界を展開する魔法。
《堅牢結界城壁（バディレイヒア）》
銀城世界の結界魔法。《聖域白煙結界（テオボロス・イジェリア）》を展開した魔王列車を受け止められる。
《剛弾爆火大砲（ヴェイロボズム）》
飛行城艦から大砲を撃つ魔法。
《同調結界（リアート）》
結界魔法と同調することで結界をすり抜ける魔法。
《艦剣城刀（ガズデマ）》
飛行城艦から巨大な城剣を繰り出す魔法。
《彼辺此辺煙列車（ポッシュポッシュ）》
魔王列車の前後を逆に見せかける魔法。
《破壊神降臨（アベルニユー）》
破壊神の秩序を解放し、《破滅の太陽》サージエルドナーヴェを顕現させる魔法。
《創造神顕現（ミリティア）》
創造神の秩序を解放し、《創造の月》アーティエルトノアを顕現させる魔法。
《微笑みは世界を照らして（エイン・エイアール・ナヴェルヴァ）》
《笑わない世界の終わり（エイン・エイアール・ナヴェルヴァ）》の対象を敵だけに限定することでその威力を高めた魔法。アベルニユーの愛によって滅ぼすべきものだけを滅ぼす。
《因果弾丸長城虎砲（へイズ・ベルムト・イエリヤーデ）》
因果の長城から放つ銀の弾痕。原因を無視し結果を強制する王虎の権能は、いかに頑丈な結界とて、撃ち抜いたという結果を強制する。
《封描絵画（ロッセン）》
対象を絵画の中に封じ込める封印魔法。

#### 第十二章《災淵世界》編
《黒六芒星（デムド・イラ）》
《黒芒星（デムド）》の上位互換。
《黒七芒星（デムド・イブ）》
《黒六芒星（デムド・イラ）》の上位互換。この系統の最上位に位置する。
《聖句従属命令（ラ・ガベス）》
聖句世界の聖句属性上級魔法。聖なる言葉を聞いたが最後、それ以上の聖句魔法で上書きしなければ、効果が切れるまで命令に従うこととなる。格下でもなければ、不意をつかねば通じない。術式がわずかでも狂えば効果は激減し、かけ損なえば容易く術者に跳ね返る。
《異界講堂（ゴゾット）》
パブロヘタラ宮殿の魔力を利用して隔離された講堂。魔法を行使しても実空間への影響はなく、対象者以外への被害はない。外からは見ること、話すこと、また集団魔法の行使は可能。
《斬呪狂言（ザイン）》
アズラべンの呪言属性中級魔法。
《変幻自在（カエラル）》
粉塵世界の化粧属性中級魔法。《幻影擬態（ライネル）》の上位互換。視覚だけではなく、臭覚や聴覚など五感や魔眼にも影響を与える。よく知る術者さえ欺けるほどに幻影の見極めは困難。
《思念平行憑依（リクスネス）》
思念世界の思念属性上級魔法。思念を人形に乗り移らせ、並行思考で無数の人形を操る。
《祈希誓句聖言称名（アドニア・エル・ヘルマケス）》
聖句世界の深層大魔法。神を称える聖句魔法。任意の神性を高めるこの魔法は、聖句が届く範囲で神の秩序や権能を強化する。局所的には中層世界の秩序力を、深層世界レベルまで引き上げる。
《界化粧虚構現実（ハイリヤム・べーレーム）》
粉塵世界の深層大魔法。その領域にいる者が信じることにより、領域の秩序を決定する。例えば、ここが魔法が使えない世界と了解すれば、本当に魔法が使えなくなる。
《剛覇魔念粉砕大鉄槌（ゴルゴン・ドルラ・ガデングス）》
思念世界の深層大魔法。粉砕するというイメージ、思念の力にて絶対粉砕を成し遂げる大鉄槌を創り出す。物質よりも、魔力や魔法を破壊するのに適している。
《災淵黒獄反撥魔弾（レイル・フリーエル）》
災淵世界の魔法。衝突したものの魔力を吸収して跳ね返るため、同じ魔弾が衝突すると共倒れする。
《聖域羽根結界光（エンネ・イジェリア）》
《根源降誕母胎（エンネスオーネ・エレオノール）》かにて魔力を増幅させ、舞い散る無数の羽根にて結界を作る魔法。
《聖遺言（バセラム）》
聖剣世界の魔法。狩猟貴族が滅び去る前に、その力にて心を遺品に遺す。
《魔固聖煙不動歯車城（テオボロス・ディアルタ）》
《聖域白煙結界（テオボロス・イジェリア）》にメイティレンの有する築城の権能を加えた秩序結界。
《幻獣共鳴邪火山隕石（ボルク・ゼーヴァヘイヴ）》
落ちれば落ちるほど威力が爆増する隕石魔法。
《災雷落撃（ガベズナ）》
災淵世界の雷属性魔法。
《掌魔灰燼紫滅雷火電界（ラヴィアズ・ギルグ・ガヴェリィズド）》
《灰燼紫滅雷火電界（ラヴィア・ギーグ・ガヴェリィズド）》の球体魔法陣を10個繋ぎ、《掌握魔手（レイオン）》で凝縮して深層魔法の術式を組み込んだ魔法。極めて鈍速だが、大災雷の化身と謳われる恐怖の幻獣、雷貝竜ジェルドヌゥラを一発で滅ぼす威力を持つ。
《破邪聖剣王道神覇（レイボルド・アンジェラム）》
神々しい光を聖剣に纏わせ、闇を切り裂く聖剣世界の魔法。
《災炎魔弾（ベズグム）》
イーヴェゼイノの炎属性魔法。
《幻獣共鳴災滅隕亀（ボルク・アーゼーヴァ）》
隕石の代わりに災亀ゼーヴァドローンを落とす隕石魔法。
《相似属性災爆炎弾（ゲストラ・エイズム）》
指定した魔法に属性を似せた魔弾を放つ魔法
《災炎業火灼熱砲（ジオル・ベズグム）》
黒緑の火炎を放つ災淵世界の魔法。
《堅牢結界城壁（バディレイヒア）》
銀城世界の防御魔法
《熾死王遊戯嘘秩序三竦（ポルプルス・エルドメド）》
真実は嘘に勝ち、嘘は無言に勝ち、無言は真実に勝つ。この三竦みの相性を作り出す魔法。
《疑神暗器（パッパラパー）》
《熾死王遊戯嘘秩序三竦（ポルプルス・エルドメド）》を使った際に、その特性とリスクを任意に定めることができる。リスクが大きければ大きいほど威力は上がり、強い特性を持つ。
《獅子災淵滅水衝黒渦（アッロ・レーネ・アロボロス）》
黒緑の水を放つイーヴェゼイノの魔法。
《枷結界封絶（デ・グレバイド）》
拘束魔法。

#### 第十三章《聖剣世界》編
《絡繰淵盤銀水将棋（ラジナ・ネド・エスラ）》
銀水将棋を行うための絡繰淵盤を呼び出す魔法。絡繰淵盤は銀水を凍らせて作っている。裁定神オットルルーの秩序によって動く。
《三位一体（ジルクセイド）》
硝子、帆、人形の三つを融合させることで銀水将棋の駒、銀水機兵を作り出す魔法。
《深印（ドラム）》
術式に組み込むことで浅い魔法を深化させる潜水属性の深層大魔法。小世界の者は自らに宿る主神の属性の魔力を消して限定秩序たるこの魔法を行使するために、火露を消費する必要がある。火露を消費せずに行使できるのは第三魔王ヒーストニアとミリティアの民のみ。アノスは深層大魔法すら深化させることができる。
《深撃（ゼルス）》
物理攻撃を深化させる魔法。《武装強化（アデシン）》の上位互換
《災牙氷掌（ガルムンク）》
災人イザークの魔法。触れたものを凍結させる。
《深源死殺（ベブズド）》
《根源死殺（ベブズド）》に《深印（ドラム）》を組み込んだ魔法。《災牙氷掌（ガルムンク）》や《根源戮殺（ザガデズ）》を超える威力を持つ。
《魔弾索敵（ケッセル）》
領域に入ったものを探知する魔弾世界の魔法。
《深悪戯神隠（ティジェーヌ）》
《悪戯神隠（ティジェーヌ）》に《深印（ドラム）》を組み込んだ魔法。
《深闇域（デメラ）》
《闇域（デメラ）》に《深印（ドラム）》を組み込んだ魔法。
《聖覇武道（テウス）》
男爵レオウルフの魔法。
《収納工房（ガルツ）》
工房を収納する魔法。
《魔深根源穿孔凶弾（ベリアリウス）》
魔弾世界でも二人と使い手のいない、大提督ジジ・ジェーンズの魔弾魔法。根源深くに打ち込まれたら最後、助かる術はない。深層大魔法。
《聖葉矢弾狩猟場（アジス・フレイヤ）》
光の木の葉で幻魔族に不利な領域を作り出す魔法。
《災冷寒獄（ペイズ）》
イザークの魔法。
《祝聖根源光滅爆（アギラ・ガヴエル）》
《根源光滅爆（ガヴエル）》の上位互換となる聖剣世界の魔法。
《聖砲十字覇弾（ラエル・フェノン）》
聖なる十字を打ち出す魔法。
《破邪聖剣王道神覇（レイボルド・アンジェラム）》
闇を祓う純白の道を作る魔法。その光は黒穹さえも貫く。
《深聖域羽根結界光（エンネ・イジェリア）》
《聖域羽根結界光（エンネ・イジェリア）》に《深印（ドラム）》を組み込んだ魔法。
《聖域羽根熾光砲（エンネ・トライアス）》
《根源降母胎（エンネスオーネ・エレオノール）》の魔力を光の砲弾に変えて放つ魔法。
《獅子災淵追滅壊黒球（ベセラ・エヌド・アンゼオス）》
滅びの黒球を打ち出す魔法。
《魔深流失波濤砲（ベレニツィア・ノイン）》
蒼き魔弾を放つ魔法。創造の月や破滅の太陽を崩壊させる威力を持つ。
《掌握魔手（レイオン）》を封じるために開発された。
《鬼門創造神炎（オルトフレア》）
創造神の弱点の炎を作り出す魔法。
《鬼門破壊神氷（アイエレクス）》
破壊神の弱点の氷を作り出す魔法。
《深魔氷（シェイド）》
《魔氷（シェイド）》に《深印（ドラム）》を組み込んだ魔法。
《深魔炎（グレスデ）》
かか魔炎（グレスデ）》に《深印（ドラム）》を組み込んだ魔法。
《深混合同化（ジェ・グム）》
《混合同化（ジェ・グム）》に《深印（ドラム）》を組み込んだ魔法。
《深魔氷魔炎相克波（ジェ・グレイド》）》
《深魔氷（シェイド）》と《深魔炎（グレスデ）》を《深混合同化（ジェ・グム）》で融合させた魔法。《深印（ドラム）》が合計3つ組み込まれているので、本来の融合魔法とは桁違いな魔法反応によって威力が激増する。
《獅子災淵滅水刃（アッロ・ゼスタット）》
黒き水の刃を飛ばす魔法。
《深聖別（リヒド）》
《聖別（リヒド）》に《深印（ドラム）》を組み込んだ魔法。深層世界級の聖剣を作り上げる。
《天命木簡（ナテク）》
天命霊王ディオナテクの権能を再現する精霊魔法。
《深雨霊霧消（フスカ）》
《雨霊霧消（フスカ）》に《深印（ドラム）》を組み込んだ魔法。
《狂牙氷柱滅多刺（ガーズ・ヴォイド）》
避ける隙間さえ無い全方位から蒼き氷柱を打ち出すイザークの魔法。
《獄水壊瀑布（リオ・エドラム）》
逆流する黒い瀑布を呼び出す魔法。
《深条件（レント）》
《条件（レント）》に《深印（ドラム）》を組み込んだ魔法。条件を満たしさえすれば、術式そのものが魔法を発動してくれる。
《深掌魔灰燼紫滅雷火電界（ラヴィアズ・ギルグ・ガヴェリィズド）》
《掌魔灰燼紫滅雷火電界（ラヴィアズ・ギルグ・ガヴェリィズド）》に《深印（ドラム）》を組み込んだ大魔法。
《氷獄災禍凛令終天凍土（シヴィラ・エビオン・バルムアーデ）》
災人イザークの深層大魔法。物体のみならず、魔力や時間、秩序、根源さえも凍らせ、万物余さず、あらゆる活動を停止させる。《涅槃七歩征服（ギリエリアム・ナヴィエム）》を発動しているアノスですら凍り付かせる。
《氷縛波矢（ガリッド）》
空間に溢れる、自然そのままの魔力を矢の先に集中させて放つ氷属性の魔法。
《渦（うず）》
途方もない力で空間をかき混ぜる隠者エルミデの魔法。干渉できるのは同じ《渦》のみ。成長すると銀海最大の災厄、《絶渦》になる。

#### 第十四章《魔弾世界》編へ
《銀界魔弾（ゾネイド）》
銀泡を弾として小世界を撃つ銀滅魔法。浅層世界ならばただの一発で滅び去り、深層世界でも無事には済まない威力を誇る。その蒼黒の弾丸は銀水すら灼く。
魔弾世界がパブロへタラの法に背いてこの魔法を開発した理由は、《渦》を《絶渦》に成長する前に消し去るため。銀滅魔法で失われる命より、《絶渦》を止めることで救われる命の方が多い。
《魔弾青砲（ゼドム）》
魔弾世界の魔法。
《雷光文字弾（ブリジア）》
古書世界の雷属性魔法。古書世界の秩序は既に滅びたため、十分な力を発揮することができない。
《魔弾爆裂青砲（ガルラ・ゼドム）》
《魔弾青砲（ゼドム）》の上位互換。
《合声拡唱法（ラナ・シーア）》
器霊族であるリンファの声量を補うための魔法。仲間と力を合わせることで、彼の歌は世界中に届き得る。
《魔夜子守歌（ネイエン）》
子守唄を歌って対象を深い眠りに堕とす吟遊世界の魔法。
《騒音歌唱通信妨害（ベルネッツェオ）》
《思念通信（リークス）》を妨害する魔法。歌が響いている限り、半径数キロ範囲では思うように声を届けられない。
《吟遊演奏（ラーシア）》
吟遊神選の伴奏を奏でる魔法。
《覇弾雷魔電重砲（ドグダ・ベドモンド）》
雷の魔弾を打ち出す魔弾世界の魔法。
《魔弾防壁（ゴルロム）》
魔弾に対して強力な守りを発揮する魔法。弾丸属性魔法以外の威力が減衰する魔弾世界において絶大な守りを誇る。
《熾身弾魔銃砲（ウェネルガロン）》
蒼き炎を纏い、己の五体を魔弾へと変える魔法。
《熾撃身弾魔銃砲（ジア・ウェネルガロン）》
他者を魔弾として放つ魔法。
《反次元陣地（リエイン）》
次元魔法を封ずる領域を作り出す魔法。
《魔波貫通刃弾砲（シュゼルツ・ゼイン）》
刃状の魔弾を放つ魔法。
《魔深連鎖誘爆弾印（ゴルゾロス）》
紋様を刻み、魔弾を誘爆させる魔法。文様を刻めば刻むほどに威力が上がる。
《魔弾防壁結界要塞（ゴルロム・デブラゲルド）》
魔力で幾重もの防壁を作り、重ねて要塞を作る魔法。
《断罪刃弾（ゲゼルデ）》
真紅の斬撃を放つ魔法。
《魔深五体囮弾（リヴエバーズ）》
体の一部を囮にし、魔法を集中させることで全体の滅びを回避する魔法。
《黒火輪壊獄炎殲滅砲（サージエルド・ジオ・グレイズ）》
《破滅の太陽》サージエルドナーヴェを分割し、魔弾として発射する魔法。
《消火結界（デゼンド）》
領域内の火災を鎮静化させる結界を作り出す魔法。
《魔弾根源刀（ジ・ガヴロン）》
第二魔王ムトーの根源刀を魔弾として打ち出す魔法。《極獄界滅灰燼魔砲（エギル・グローネ・アングドロア）》を一方的に切り裂く威力を持つ。
《障壁根源刀（ジ・デドロム）》
根源刀を用いて障壁を作り出す魔法。
《二刀魔弾根源斬滅砲（ジ・エウヴリア・ガヴロン）》
斬滅の魔弾を撃つ魔法。

#### 第十五章《無神大陸》編
《背反影体（ダヴエル）》
自らの影を具現化する二律僭主の魔法。具現化された影はあらゆる秩序に反する。
《融合新生（ネルドピリカ）》
対象同士を融合させて全く新しいものを作る魔法。
《幽影創造（ゼブラル）》
ノアがアイネオイリアを創造した魔法。
《闇黒滅球（エイムズ）》
闇の光球を射出するジニアの魔法。並の小世界ならば一発で滅びる威力を誇る。
《流川操魔（メイヴィア）》
魔力の流れが滞っている箇所を見極め、そこに魔力を流す魔法。
《操魔逆流（レヴィエル）》
触れた魔法の魔力の流れを逆流させ、術者へ跳ね返す魔法。
《強制融合（アンチェオ）》
対象を強制的に融合させる魔法。
《聖川流水深極光界船（レヴィラ・ラヴログネイロ）》
一滴で聖川世界の全魔法秩序の源流に匹敵するほどの魔力が川になるほど束ねられた魔法。使用者を決して涸れない聖川と化し、無限に分裂させる。
《流水根源爆発（グエン・ガヴエル）》
《根源光滅爆（ガヴエル）》に指向性を持たせた魔法。

#### 第十六章《深層十二界》編
《孤斬魔滅掌（グヴェリニア）》
第一魔王ジゼルの深層大魔法。あらゆる物を最小の大きさになるまで斬り刻む分断の刃を放つ。しかし、アムルには受け止められてしまった。
《深魔（アギド）》
深淵魔法。通常の魔法とは原理が異なる。秩序の影響下にない唯一の魔法。深淵世界と同等の深さを有する。故に、彼の世界と同じく術者にはあらゆる小世界から火露や秩序、魔力が集う。ジニアはこの魔法にて深淵世界を引っ張り上げることで、《絶渦》を鎮め続けていた。しかし、先の副作用によってジニアは大幅に寿命を削られてしまった。それに耐えられる者は存在しない。
《絡繰淵槽水銀創造（ラジナ・ノウズ・リエスト）》
《絡繰の淵槽》から首無しの絡繰神を創り出す魔法。
《降魔轟絶深王宝華（ジーズ・ゼイズ・エベロディオ）》
第十魔王ダンカンの深層大魔法。術者の背後にゆらゆらと揺らめく邪悪な亡霊の如き闇の粒子を立ち上らせる。
《神鳴音雷幽暗孤月（ロゼ・アビロニア・ガルファッゼ）》
第九魔王ガジラの深層大魔法。轟く雷鳴と共に術者の全身から雷を迸らせ、雷の孤月を彷彿とさせる巨大な球を象る。
《擬態解放闇手圧殺滅撃（ゴルロ・ゴロズ・ゴアゴドゥザ）》
第八魔王ヴィアンの深層大魔法。術者の欠損部位から無数の闇の手を生やす。
《深人馬合一魔翼光聖（オルゼオ・フォル・バリドン）》
第六魔王エルヴィナの深層大魔法。術者と馬を一体化させ、半人半馬とする。そして、左に闇の翼、右に光の翼を顕現させる。相反する力を鬩ぎ合わせ、術者の周囲に球状の結界を構築する。
《極獄界滅壊陣魔砲（エギルズ・グロア・アウヴスハーデ）》
第一魔王アムルの深層大魔法。黒き終末の火を放つ。《極獄界滅灰燼魔砲（エギル・グローネ・アングドロア）》を魔法陣として、更なる深淵へと迫った大魔法。一発で第六魔王、第八魔王〜第十魔王に、《絶望の獣淵》を滅ぼし、大魔王の肉体をも灰にし、牙獣世界を崩壊寸前にまで追い込んだ。

### 魔法関連用語
魔眼
対象の魔力や魔力の流れを見抜く眼。優れているほど、対象の魔力の根底を見ることができる。反魔法によって自身の身体の中の魔力を見えにくくすることも可能である。
《破滅の魔眼》
眼に映るもの全てを破壊できる魔眼。その本質は反魔法の究極系である。鍛えることで神族の秩序にすら抗えるほどになる。
《創造の魔眼》
創造魔法が強化される魔眼であり、鍛えていくことで攻撃が自身に当たる前に無害なものに変換できるようになる。
《創滅の魔眼》
創造の魔眼と破滅の魔眼が組み合わさったもので、あらゆるものを作り変えて別のものに創造することができる。サーシャとミーシャが融合しアイシャとなった状態で使用可能。
単に創造の魔眼と破滅の魔眼を同時使用しているだけに過ぎないのだが、アノスがアイシャの名前と共に付けた。
《背理の魔眼》
神族の秩序を反転させる魔眼であり、強力な権能を持つ神であっても無力化できるが、術者へ大きな負担がかかる。《創滅の魔眼》と似ているとされる。
《滅紫の魔眼》
ヴォルディゴードの血族が持つ魔眼であり、強い滅びの作用を持つ。セリスの場合は雷を纏った《滅紫の雷眼》となる。
《混滅の魔眼》
混沌とした滅びを本質とする魔眼であり、開きかけただけで世界が滅びかねないため、アノスでも滅多に使わず、開いたことはこれまで計四度しかない。そのため、開眼する際には極限まで威力を抑えているが、それでも余波として周囲の秩序が滅びてしまう。相手の能力とこの魔眼が矛盾した場合、一方的に勝つ。その理由は、事象を一つに定めなければならない理に対して、そうさせなければいいこの魔眼のほうが圧倒的に有利だからである。さらに、矛盾はこの魔眼の力に変わる 。このような危険性から本来の能力は未だ不明。混沌の銀河の一部が源となっている。
《理滅の魔眼》
サーシャが理滅剣を使う際に《終滅の神眼》が変化した魔眼。
《転写の魔眼》
コーストリアの魔眼。視界に映った魔法を模倣し、ストックすることができ、自身の魔法技術が及ばない魔法でさえも模倣することができる。しかし、威力は多少減衰してしまう。
《常闇の魔眼》
大魔王ジニアの持つ、朱き魔眼。万物を永久なる闇に幽閉し、無力化する。その無限の闇に飲まれると、そこではあまりにも深く、あまりにも昏い闇に塗りつぶされ、なにもかもが等しくため、完全に比較対象がなくなり、五感が役に立たなくなる。そのため、その闇の中では歩くことすらできず、最後にはその常闇に圧し潰されてしまう。そして、闇を破壊しても、その先には一層深い闇が広がるのみで、《混滅の魔眼》でもその闇を掻き混ぜ、濃淡をつけるのみで滅ぼすことはできなかった。
《心火の魔眼》
第一魔王アムルとその母ミネアが持つ魔眼。他者の憎悪（悪意）を吸い取り、蓄積させることで、力を際限なく増すことができる。それと同時に、吸い取った憎悪の持ち主の記憶も取り込むことが可能。吸い込んだ憎悪の持ち主の強さに比例して深化し、その者よりも強くなる。故に、憎悪を持った時点でその者はアムルに勝利することは恐らく不可能となる。しかしデメリットとして、溜め込んだ憎悪は常に魔眼の持ち主を苛み、破壊者と化させようとする。
神眼
神族だけが持つ眼であり、神族の持つ権能と同時に作用する強力な力を持つ。
《源創の神眼》
創造の秩序を司るミリティアが持つ眼であり、物質だけでなく根源や概念などを生み出すことができる。
《終滅の神眼》
破壊の秩序を司るアベルニユーが持つ眼であり、物質だけでなく根源や概念などありとあらゆるものを破壊することができる。
《深奥の神眼》
深化の秩序を司るディルフレッドが持つ眼であり、ありとあらゆる物の深淵を覗き、解析する。

### 魔法具・神器

#### 魔剣
ただの剣より強度や威力が優れているほか、特殊な効果が備わった魔法具の一種。剣自体に意思があり、その魔剣にふさわしいと認められなければ抜くことができない。
魔剣ゼフリード
ゼペスが実技試験で使用した、燃える刀身を持つ炎の魔剣。使用者であるゼペスの魔力を十数倍に増幅させるとされる。
インドゥ家に代々受け継がれてきた家宝であり、太古の炎より生まれ 、その炎は世界の終わりまで消えないといわれている。しかし、その実態は粗悪な偽物であり、二千年前の時代の木の枝に劣る魔力しか持たない。
魔剣ガドル
七魔皇老アイヴィスが所有する漆黒の魔剣。神話の時代の産物と目される。この魔剣でつけられた傷は癒えることはなく、回復魔法の効果を打ち消す。
理滅剣ヴェヌズドノア
万物万象を滅ぼす、始祖の魔剣。この世界を構成する理そのものを滅ぼすことができる。闇色の長剣であり、デルゾゲードの立体魔法陣を起動すると現れる影から柄のみが実体化する。使用者が柄を握ることで影が反転し、真価を発揮する。
神話の時代にも滅多に使用されず、アノスが使用した際に見た者は滅ぼされたため、魔法の時代に至るまで言い伝えられていない。
強力な力を持つ割に世界に対する負荷が小さいため扱いやすいが、魔力消費が莫大であるので長時間の使用が難しい。
基本的に敵を滅ぼすのに使用するが、理を一部だけ破壊して捻じ曲げ、アノスにとって都合のいい結果を作り出すなど変則的な使用方法もある。
元々は破壊神アベルニユーの権能、《破滅の太陽》サージエルドナーヴェだった。
一意剣シグシェスタ
斬ることのみに集中すれば思うがままに剣身を変化させることができるが、雑念があると鈍らと化すという一意専心が必要な扱いの難しい魔剣。二千年前はアノスの右腕たるシン・レグリアが所有し、現在はアノスからレイに譲られている。
魔剣イニーティオ
所有者の技量が必要とされるが、魔法術式を斬り裂き魔法を無効化することのできる魔剣。レイが魔剣大会で使用するがアノスに折られる。
略奪剣ギリオノジェス
シンが所有する魔剣の一本であり、半分に分けられ片方は正体不明の魔剣としてアノスのファンユニオン塔に保管されていたものの、詛王カイヒラム・ジステの配下であるゲラドがもう片方を持ってきたことによりアノスにより統合されたことにより正体が判明する。斬り裂いた部位の機能を奪うことができる呪いの魔剣であり喉を斬り裂けば声を奪うことができる。
極大魔剣グラジェシオン
七魔皇老ガイオスが所有し、ニール山脈を真っ二つに両断したとされる魔剣。
炎の魔剣ゼス
七魔皇老イドルが所有する触れた対象を瞬く間に灰に変えてしまう魔剣。
氷の魔剣イデス
七魔皇老イドルが所有する触れた対象を瞬く間に凍らせ、粉々にする魔剣。
水の魔剣エイシアス
クルト・ルードウェルが所有する透き通るような剣身と水が流れるように波打つ刃が特徴の、定形を持たない水の魔剣。
風の魔剣レフレシア
魔剣大会でレイの一回戦の相手であるマドラ・シェンソンが所有する一度鞘から抜き放たれれば、剣身が疾風と化す魔剣。
神殺凶剣シンレグリア
とある魔族に鍛えられた神殺しの狂剣。魔族の体を手に入れてからはシン・レグリアと名乗っている。剣であるが故に愛を知らなかったが、大精霊レノと接するうちに愛を手に入れた。剣の姿に戻ることはほとんどない。

#### 聖剣
霊神人剣（れいしんじんけん）エヴァンスマナ
魔王アノス・ヴォルディゴードを倒すために作られた聖剣であり、人の名工が鍛え、剣の精霊が宿り、神々が祝福した代物とされる神話時代の最強の聖剣。所有者を自ら選び出す性質を持ち、二千年前は勇者カノンがその所有者であった。悲しい宿命を断ち切る効果も持つ。
元々は聖剣世界ハイフォリアの元首選別用魔法具としても使われる聖剣であったが、一万四千年前（銀水聖界基準）にルナ・アーツェノンと共にエレネシア世界にやってきた。滅びの獅子に強く反応する。
鍛冶世界バーディルーア元首ベラミーが鍛え、水算世界の第二主神天命霊王ディオナテクが宿り、聖剣世界ハイフォリア主神祝聖天主エイフェから祝福された。
光の聖剣エンハーレ
すべての魔を拒絶し無に帰すと言われている聖剣で、ゼシアが所有する。自身の本物の複製を作ることができる能力を持ち、人族と魔族の戦争の際には一万人を超えるゼシア全員がこの剣を所有した。
聖海護剣（せいかいごけん）ベイラメンテ
勇者学院のレドリアーノが所有する大海を思わせる青き聖剣。
聖炎熾剣（せいえんしけん）ガリュフォード
勇者学院のラオスが所有する熱く燃え盛る聖剣。
大聖地剣（たいせいちけん）ゼーレ
勇者学院のハイネが所有する深緑の刀身を持つ聖剣。対抗戦時にはハイネは真の能力を引き出せなかったものの、地面に突き刺すことにより広範囲の大地に魔力を与え土砂や石、木々を自在に操ることができる。
大聖土剣（だいせいどけん）ゼレオ
勇者学院のハイネが所有する聖剣。ゼレオでつけた傷跡をゼーレで斬り裂けばその傷跡は聖痕となり、回復魔法が効かなくなる効果を持つ。

#### 神器
神の権能を宿した魔法具。基本的に1人の神につき一つだが、その限りではない。
時神（ときがみ）の大鎌
時の番神エウゴ・ラ・ラヴィアズの持つ大鎌。永遠たる時神の時間を有限にできる。時間魔法の効力を高める。
《破滅の太陽》サージエルドナーヴェ
破壊神アベルニユーを守護する太陽。滅びの黒陽を放ち、地上の生物を灼き払う。
現在は理滅剣ヴェヌズドノアに姿を変えている。
《創造の月》アーティエルトノア
創造神ミリティアが住む月。雪月花であらゆるものを創造する。
背理剣リヴァインギルマ
背理神ゲヌドゥヌブの持つ全能者の剣。抜いたものは永久不滅の身体を手に入れるが、存在が全ての時間座標において消滅する。《波身蓋然顕現（ヴェネジアラ）》や背理の権能で消滅を回避することができる。
未来世水晶（みらいせずいしょう）カンダクイゾルテ
未来神ナフタの持つ水晶。あらゆる未来を参照し、臨んだ未来が訪れるよう限局することができる。
痕跡の書
ミリティア世界が積み重ねてきた7億年もの膨大な過去を参照する痕跡神リーバルシュネッドの書物。源創の神眼と組み合わせてミリティア世界が生まれる前の過去も参照することができる。
流崩剣アルトコルアスタ
魔剣神ヘイルジエンドそのもの。ヘイルジエンドは使い手を求め、彷徨う剣の神。その秘奥は剣の根源を滅ぼす。
乱竄神鎌（らんざんしんれん）ベフェヌグズドグマ
狂乱神アガンソンがその神体を鎌に変化させたもの。あらゆる秩序を狂わせ、一振りで予測不能な結果をもたらす。
《運命の歯車》ベルテクスフェンブレム
歴代の不適合者や火露を吸収してきたエクエスの神器。希望を絶望へ変換する秩序を宿す。世界の上限を超えて力を発揮できる。

### 魔王学院関連
魔王学院デルゾゲード
アノスたちが通う学院で、魔族の中でも魔王の血を引く魔王族を教育するための施設。
ディルヘイド各地を治める魔皇の育成、および崩御より二千年後に転生すると言い伝えられている魔王の発見を目的としている。
神話の時代におけるアノスの居城であった、魔王城デルゾゲードを校舎として利用している。
魔王の始祖の血を引き、一定以上の魔力を持った魔族には、使い魔のフクロウにより無差別に招待状が送られる。招待状を受け取った受験生は、五人の受験生と戦う「実技試験」に合格することで入学が認められる。その後、各々の持つ魔力量を測る「魔力測定」と、魔王に関する知識を問う「適性検査」を経て適正が調べられる。
校舎として使用されているのは一番上の部分のみで地下は二千年の間手つかずになっており、転生後のアノスによって1万人のゼシアが暮らす町として創り替えられている。
実技試験
魔王学院の受験生に課される試験。
受験生同士が決闘を行い、五人勝ち抜けば合格となるが、一度でも敗北してしまうと不合格になる。決闘では武器・防具・魔法具の使用が認められており、勝敗は「どちらかの死亡」か「ギブアップの宣言」の二通りで決まる。
特待生である皇族は試験を免除されるが、希望者は受験できるため、力を誇示する目的で受験する者もいる。
魔力測定
魔王学院の入学者が受ける検査の一つ。
受験生が魔力水晶に手を触れると、その者の持つ魔力量が数字として鏡に映される。アノスが検査を受けた時は、彼の持つ膨大な魔力に水晶が耐えきれずに砕け散り、魔力量は「0（測定不能）」と表示されていた。
適性検査
魔王学院の入学者が受ける検査の一つ。
検査用の魔法陣の中心に立った受験者の思念を読み取り、思考がどれほど暴虐の魔王に近く、魔皇の適性があるかを計測する。また、《思念通信（リークス）》の応用で受験者に問題を出し、暴虐の魔王に関する知識の確認をする。
しかし、暴虐の魔王に関する事柄のほとんどが誤って伝えられていたため、魔王本人であるアノスの本来正しい解答はほとんどの問題で不正解と判定されてしまった。
白服・黒服
二種類ある魔王学院の制服、およびそれぞれを着用している生徒を指す言葉。
特待生である純血の魔王族の生徒は黒服、それ以外の混血の生徒は白服を着用する ため、この言葉自体が一種の差別用語として使われている。
白服生徒は班リーダーになれないなど、あらゆる面において冷遇されており、黒服生徒の中には白服生徒を蔑視する者も多い。
ユニオン
魔王学院の生徒が共通の趣味や興味のあることについて活動するための学内団体。剣術の鍛錬を行う剣術ユニオンや、魔法の研究を行う魔法研究ユニオンといった様々なものが存在する。

## 既刊一覧

### 小説
- 秋（著）・しずまよしのり（イラスト）、KADOKAWA〈電撃文庫〉、全22巻（2025年8月8日現在）
  - 『魔王学院の不適合者 〜史上最強の魔王の始祖、転生して子孫たちの学校へ通う〜』2018年3月10日初版発行（同日発売[18]）、ISBN 978-4-04-893681-1
  - 『魔王学院の不適合者2 〜史上最強の魔王の始祖、転生して子孫たちの学校へ通う〜』2018年7月10日初版発行（同日発売[19]）、ISBN 978-4-04-893920-1
  - 『魔王学院の不適合者3 〜史上最強の魔王の始祖、転生して子孫たちの学校へ通う〜』2018年11月10日初版発行（同日発売[20]）、ISBN 978-4-04-912096-7
  - 『魔王学院の不適合者4〈上〉 〜史上最強の魔王の始祖、転生して子孫たちの学校へ通う〜』2019年3月9日初版発行（同日発売[21]）、ISBN 978-4-04-912327-2
  - 『魔王学院の不適合者4〈下〉 〜史上最強の魔王の始祖、転生して子孫たちの学校へ通う〜』2019年5月10日初版発行（同日発売[22]）、ISBN 978-4-04-912453-8
  - 『魔王学院の不適合者5 〜史上最強の魔王の始祖、転生して子孫たちの学校へ通う〜』2019年10月10日初版発行（同日発売[23]）、ISBN 978-4-04-912664-8
  - 『魔王学院の不適合者6 〜史上最強の魔王の始祖、転生して子孫たちの学校へ通う〜』2020年3月10日初版発行（同日発売[24]）、ISBN 978-4-04-913074-4
  - 『魔王学院の不適合者7 〜史上最強の魔王の始祖、転生して子孫たちの学校へ通う〜』2020年7月10日初版発行（同日発売[25]）、ISBN 978-4-04-913273-1
  - 『魔王学院の不適合者8 〜史上最強の魔王の始祖、転生して子孫たちの学校へ通う〜』2020年10月10日初版発行（同日発売[26]）、ISBN 978-4-04-913448-3
  - 『魔王学院の不適合者9 〜史上最強の魔王の始祖、転生して子孫たちの学校へ通う〜』2021年4月10日初版発行（4月9日発売[27]）、ISBN 978-4-04-913734-7
  - 『魔王学院の不適合者10〈上〉 〜史上最強の魔王の始祖、転生して子孫たちの学校へ通う〜』2021年8月10日初版発行（8月6日発売[28]）、ISBN 978-4-04-913938-9
  - 『魔王学院の不適合者10〈下〉 〜史上最強の魔王の始祖、転生して子孫たちの学校へ通う〜』2021年10月10日初版発行（10月8日発売[29]）、ISBN 978-4-04-913939-6
  - 『魔王学院の不適合者11 〜史上最強の魔王の始祖、転生して子孫たちの学校へ通う〜』2022年3月10日初版発行（同日発売[30]）、ISBN 978-4-04-914145-0
  - 『魔王学院の不適合者12〈上〉 〜史上最強の魔王の始祖、転生して子孫たちの学校へ通う〜』2022年8月10日初版発行（同日発売[31]）、ISBN 978-4-04-914532-8
  - 『魔王学院の不適合者12〈下〉 〜史上最強の魔王の始祖、転生して子孫たちの学校へ通う〜』2022年10月10日初版発行（10月7日発売[32]）、ISBN 978-4-04-914533-5
  - 『魔王学院の不適合者13〈上〉 〜史上最強の魔王の始祖、転生して子孫たちの学校へ通う〜』2023年2月10日初版発行（同日発売[33]）、ISBN 978-4-04-914870-1
  - 『魔王学院の不適合者13〈下〉 〜史上最強の魔王の始祖、転生して子孫たちの学校へ通う〜』2023年5月10日初版発行（同日発売[34]）、ISBN 978-4-04-914874-9
  - 『魔王学院の不適合者14〈上〉 〜史上最強の魔王の始祖、転生して子孫たちの学校へ通う〜』2023年9月10日初版発行（9月8日発売[35]）、ISBN 978-4-04-915122-0
  - 『魔王学院の不適合者14〈下〉 〜史上最強の魔王の始祖、転生して子孫たちの学校へ通う〜』2024年1月10日初版発行（同日発売[36]）、ISBN 978-4-04-915123-7
  - 『魔王学院の不適合者15 〜史上最強の魔王の始祖、転生して子孫たちの学校へ通う〜』2024年6月10日初版発行（6月7日発売[37]）、ISBN 978-4-04-915697-3
  - 『魔王学院の不適合者16 〜史上最強の魔王の始祖、転生して子孫たちの学校へ通う〜』2024年11月10日初版発行（11月8日発売[38]）、ISBN 978-4-04-916083-3
  - 『魔王学院の不適合者17 〜史上最強の魔王の始祖、転生して子孫たちの学校へ通う〜』2025年8月8日発売[39]、ISBN 978-4-04-916084-0

### 漫画
- 秋（原作）、しずまよしのり（キャラクター原案）、かやはるか（漫画） 『魔王学院の不適合者 〜史上最強の魔王の始祖、転生して子孫たちの学校へ通う〜』 スクウェア・エニックス〈ガンガンコミックスUP!〉、既刊4巻（2021年3月5日現在）
  1. 2018年11月10日初版発行（同日発売[40]）、ISBN 978-4-7575-5906-6
  2. 2019年5月10日初版発行（同日発売[41]）、ISBN 978-4-7575-6112-0
  3. 2019年10月10日初版発行（同日発売[42]）、ISBN 978-4-7575-6333-9
  4. 2021年3月5日初版発行（同日発売[43]）、ISBN 978-4-7575-7133-4
- 『公式コミックアンソロジー 魔王学院の不適合者〜史上最強の魔王の始祖、転生して子孫たちの学校へ通う〜』 KADOKAWA〈電撃コミックスNEXT〉、2020年3月27日発売[44]、ISBN 978-4-04-913117-8

### 関連書籍
- 『しずまよしのり画集 魔王学院の不適合者』2022年3月10日発売[45]、ISBN 978-4-04-914286-0

## テレビアニメ
2019年10月にテレビアニメ化が発表され、第1期は2020年7月から9月までTOKYO MXほかにて放送された。ナレーションは中田譲治。当初は同年4月より放送が予定されていたが、新型コロナウイルスの影響を受けて放送延期となった。
第2期『魔王学院の不適合者 II 〜史上最強の魔王の始祖、転生して子孫たちの学校へ通う〜』は2023年1月より分割2クールで放送中だったが、新型コロナウイルスの感染拡大に伴い第7話以降の放送・配信が延期された。あらためて第1話から同年7月から9月まで放送された。第2期第2クールは2024年4月から放送中だったが、制作上の都合により第23話と第24話の放送が延期された。第23話は2024年7月3日から順次放送された。第24話は2024年7月25日から順次放送予定。

### スタッフ
|                                   | 第1期                                      | 第2期                                             | 第2期                                             |
| 第1クール                         | 第1期                                      | 第2クール                                         |                                                   |
| --------------------------------- | ------------------------------------------ | ------------------------------------------------- | ------------------------------------------------- |
| 原作                              | 秋                                         | 秋                                                | 秋                                                |
| キャラクター原案                  | しずまよしのり                             | しずまよしのり                                    | しずまよしのり                                    |
| 総監督                            | 大沼心                                     | 大沼心                                            | 大沼心                                            |
| 監督                              | 田村正文                                   | 田村正文                                          | 田村正文                                          |
| 助監督                            | 湊未來                                     | N/A                                               | N/A                                               |
| シリーズ構成                      | 田中仁                                     | 田中仁                                            | 田中仁                                            |
| キャラクターデザイン              | 山吉一幸                                   | 山吉一幸                                          | 山吉一幸                                          |
| プロップデザイン                  | 中津川孝広                                 | 榛原                                              | 榛原                                              |
| 武器デザイン                      | 榛原                                       | N/A                                               | N/A                                               |
| 魔法陣デザイン                    | 太田都、新谷優子                           | N/A                                               | N/A                                               |
| 美術監督                          | 小原志野                                   | 込山明日香                                        | 込山明日香                                        |
| 色彩設計                          | 吉田隼人                                   | 吉田隼人                                          | 吉田隼人                                          |
| 撮影監督                          | 山本聖                                     | 木田健斗                                          | 木田健斗                                          |
| 3Dディレクター                    | 江田恵一                                   | 江田恵一                                          | 江田恵一                                          |
| 3Dディレクター                    | 小林亮                                     | N/A                                               | N/A                                               |
| 編集                              | 瀧川三智                                   | 瀧川三智                                          | 瀧川三智                                          |
| 音響監督                          | 納谷僚介                                   | 納谷僚介                                          | 納谷僚介                                          |
| 音響効果                          | 川田清貴                                   | 川田清貴                                          | 川田清貴                                          |
| 音響制作                          | STUDIO MAUSU                               | STUDIO MAUSU                                      | STUDIO MAUSU                                      |
| 音楽                              | 井内啓二                                   | 井内啓二                                          | 井内啓二                                          |
| 音楽プロデューサー                | 中山信宏                                   | 山内真治                                          | 山内真治                                          |
| 音楽制作                          | アニプレックス                             | アニプレックス                                    | アニプレックス                                    |
| チーフプロデューサー              | 三宅将典                                   | 三宅将典                                          | 三宅将典                                          |
| チーフプロデューサー              | 湯浅隆明                                   | 黒崎泰隆、永井幸治、外川明宏                      | 黒崎泰隆、永井幸治、外川明宏                      |
| チーフプロデューサー              | N/A                                        | N/A                                               | 松田大洋                                          |
| プロデューサー                    | 中山信宏、吉岡雄介、大和田智之、長谷川嘉範 | 中山信宏、吉岡雄介、大和田智之、長谷川嘉範        | 中山信宏、吉岡雄介、大和田智之、長谷川嘉範        |
| プロデューサー                    | 飯塚彩、山岡勇輝                           | 飯塚彩、山岡勇輝                                  | 西前朱加、柴山智歩                                |
| プロデューサー                    | 北澤史隆、石田悟朗 石垣毅、伊藤拓己        | 長嶺利江子、中田博也、新倉俊哉 古神子広一、畑洋平 | 長嶺利江子、中田博也、新倉俊哉 古神子広一、畑洋平 |
| アニメーション プロデューサー     | 金子逸人                                   | 進藤雄昨                                          | 進藤雄昨                                          |
| アニメーション制作 プロデューサー | 進藤雄昨                                   | N/A                                               | N/A                                               |
| アニメーション制作                | SILVER LINK.                               | SILVER LINK.                                      | SILVER LINK.                                      |
| 製作                              | Demon King Academy                         | Demon King Academy II                             | Demon King Academy II                             |

### 主題歌
「正解不正解」
CIVILIANによる第1期オープニングテーマ。作詞はコヤマヒデカズ、作曲はコヤマヒデカズ、純市、有田清幸、編曲はCIVILIAN。
第4話・第13話のみアノス・ヴォルディゴード（鈴木達央）がメインボーカルを務める「正解不正解 feat.アノス・ヴォルディゴード」が使用された。
「ハミダシモノ」
楠木ともりによる第1期エンディングテーマ。作詞は楠木、作曲・編曲は重永亮介。
「アノス様応援歌合唱曲第二番《ああ、気高きアノス様の御剣を賜りて》」
第1期第7話挿入歌。作詞は秋、作曲・編曲は阿部隆大。
「アノス様応援歌合唱曲第三番《絶・魔王》」
第1期第11話挿入歌。作詞は秋、作曲・編曲は阿部隆大。
「アノス様応援歌合唱曲第四番《世界が愛に満ちるように》」
第1期第13話挿入歌。作詞は秋、作曲・編曲は井内啓二。
「SEIEN」
Lenny code fictionによる第2期オープニングテーマ。作詞・作曲は片桐航、編曲はLenny code fiction、江口亮。
「エソア」
ももすももすによる第2期エンディングテーマ。作詞・作曲はももすももす。
「魔王讃美歌第五番《平和》」
第2期第12話挿入歌。作詞は秋、作曲は井内啓二、編曲はyamazo。
「魔王」
BURNOUT SYNDROMES×東山奈央による第2期第2クールオープニングテーマ。作詞・作曲は熊谷和海、編曲は岸田勇気と熊谷和海。
「シンゲツ」
楠木ともりによる第2期第2クールエンディングテーマ。作詞は楠木ともり、作曲・プロデュースはTETSUYA。
「魔王讃美歌第6番《隣人》」
第2期第21話・第22話挿入歌。作詞は秋、作曲は井内啓二、編曲はyamazo。

### 評価
第5回クランチロール・アニメアワードでは本作がBest Comedy（最優秀コメディ作品賞）に、アノス・ヴォルディゴードがBest Boy（最優秀男性キャラ）、Best Protagonist（最優秀主役賞）にそれぞれノミネートされた。
アメリカのアニメ評価サイト「Anime Trending」が主催した「第7回 Anime Trending Awards」ではBOY OF THE YEAR部門でアノス・ヴォルディゴードが7位、BEST IN ANIMATION部門で9位、ACTION OR ADVENTURE ANIME OF THE YEAR部門で10位、BEST VOICE ACTING PERFORMANCE BY A MALE部門で鈴木達央（アノス・ヴォルディゴード役）が8位をそれぞれ獲得している。

### 各話リスト
| 話数  | サブタイトル                 | 脚本     | 絵コンテ          | 演出            | 作画監督 | 総作画監督                 | 初放送日       |       |       |       |       |       |       |       |       |       |       |       |       |       |       |       |       |       |
| 第1期 | 第1期                        | 第1期    | 第1期             | 第1期           | 第1期 | 第1期                      | 第1期          | 第1期 | 第1期 | 第1期 | 第1期 | 第1期 | 第1期 | 第1期 | 第1期 | 第1期 | 第1期 | 第1期 | 第1期 | 第1期 | 第1期 | 第1期 | 第1期 | 第1期 |
| ----- | ---------------------------- | -------- | ----------------- | --------------- | --- | -------------------------- | -------------- | ----- | ----- | ----- | ----- | ----- | ----- | ----- | ----- | ----- | ----- | ----- | ----- | ----- | ----- | ----- | ----- | ----- |
| 01    | 魔王学院の不適合者           | 田中仁   | 田村正文          | 田村正文        | 井本由紀 大西陽一 大槻南雄 | 山吉一幸 平田和也          | 2020年 7月4日  |       |       |       |       |       |       |       |       |       |       |       |       |       |       |       |       |       |
| 02    | 破滅の魔女                   | 田中仁   | 西田正義          | 小柴純弥        | 竹森由加 佐藤裕子 服部憲知 今井武志 飯飼一幸 冨田佳亨 若山政志 丸山修司 原口渉                                                        | 山吉一幸 平田和也          | 7月11日        |       |       |       |       |       |       |       |       |       |       |       |       |       |       |       |       |       |
| 03    | サーシャの真意               | 田中仁   | 島津裕行          | 大内大和        | 井本由紀 水﨑健太 寿夢龍 秋田英人 松井京介                                                                                            | 山吉一幸 平田和也          | 7月18日        |       |       |       |       |       |       |       |       |       |       |       |       |       |       |       |       |       |
| 04    | 十五の誕生日                 | 田中仁   | 田村正文          | 関根侑佑        | 大槻南雄 古谷梨絵 船越麻友美 水﨑健太 久松沙紀 竹森由加                                                                               | 山吉一幸 平田和也          | 7月25日        |       |       |       |       |       |       |       |       |       |       |       |       |       |       |       |       |       |
| 05    | 転入生                       | 大内珠帆 | 末田宜史          | 末田宜史        | 長田絵里 林夏菜 小幡公春 高橋こう平                                                                                                   | 山吉一幸 平田和也          | 8月1日         |       |       |       |       |       |       |       |       |       |       |       |       |       |       |       |       |       |
| 06    | 魔剣大会                     | 大内珠帆 | 西田正義          | 福多潤          | 井本由紀 大槻南雄 竹森由加 原口渉 水﨑健太                                                                                            | 山吉一幸 平田和也          | 8月8日         |       |       |       |       |       |       |       |       |       |       |       |       |       |       |       |       |       |
| 07    | 母の言葉                     | 大内珠帆 | 田村正文          | 田村正文        | 大槻南雄 佐藤裕子 服部憲知 水﨑健太 池津寿恵 河口千恵 藤田真弓 山崎輝彦 上野沙弥佳 畠山元 乘冨梓                                      | 山吉一幸 平田和也          | 8月15日        |       |       |       |       |       |       |       |       |       |       |       |       |       |       |       |       |       |
| 08    | 二人の決勝戦                 | 大内珠帆 | 斎藤瑞華          | 小柴純弥        | 田村正文 原口渉 大槻南雄 水﨑健太 前原薫 堀光明 冨田佳亨 松井京介 亀田朋幸                                                            | 山吉一幸 平田和也          | 8月22日        |       |       |       |       |       |       |       |       |       |       |       |       |       |       |       |       |       |
| 09    | 勇者学院の謎                 | 田中仁   | 島津裕行          | 大内大和        | 田村正文 大槻南雄 原口渉 竹森由加 松田萌 田中沙希 冨田佳亨 吉岡敏幸                                                                   | 山吉一幸 平田和也          | 8月29日        |       |       |       |       |       |       |       |       |       |       |       |       |       |       |       |       |       |
| 10    | 学院別対抗試験               | 田中仁   | 末田宜史          | 稲葉友紀        | 吉川佳織 林夏菜 | 山吉一幸 平田和也          | 9月5日         |       |       |       |       |       |       |       |       |       |       |       |       |       |       |       |       |       |
| 11    | 命の輝き                     | 田中仁   | 井上圭介 田村正文 | 徳本善信        | 大槻南雄 鈴木FALCO 竹森由加 原口渉 水﨑健太 謝宛倩 田村正文 B.S.P 1st                                                                 | 山吉一幸 平田和也          | 9月12日        |       |       |       |       |       |       |       |       |       |       |       |       |       |       |       |       |       |
| 12    | 禁忌の魔法                   | 田中仁   | 徳本善信          | 福多潤          | 大槻南雄 水﨑健太 服部憲知 原口渉 渡部桂大 吉田和香子 吉野麦 松永辰 河口千恵 金元会 田村正文                                          | 山吉一幸 平田和也          | 9月19日        |       |       |       |       |       |       |       |       |       |       |       |       |       |       |       |       |       |
| 13    | 世界が愛に満ちるように       | 田中仁   | 田村正文          | 田村正文        | 田村正文 大槻南雄 原口渉 金元会 林夏菜                                                                                                | 山吉一幸 平田和也          | 9月26日        |       |       |       |       |       |       |       |       |       |       |       |       |       |       |       |       |       |
| 第2期 |                              |          |                   |                 | |                            |                |       |       |       |       |       |       |       |       |       |       |       |       |       |       |       |       |       |
| 01    | 神の授業                     | 田中仁   | 田村正文          | 小柴純弥        | 服部憲知 渡部桂大 池津寿恵 符世銘 24FPS Studio EverGreen Revival ワン・オーダー Rad Plus 4tune 田村正文                               | 山吉一幸 大槻南雄          | 2023年 1月8日  |       |       |       |       |       |       |       |       |       |       |       |       |       |       |       |       |       |
| 02    | 魔王の知恵比べ               | 大内珠帆 | 田村正文          | 田村正文        | 長田雄樹 本館耐 鈴木FALCO 田村正文 服部憲知 STUDIO MASSKET 4tune                                                                      | 山吉一幸 大槻南雄          | 1月15日        |       |       |       |       |       |       |       |       |       |       |       |       |       |       |       |       |       |
| 03    | 精霊の学舎                   | 米山昂   | 田村正文          | 小野田雄亮      | 中谷藍 徳倉栄一 清水雄介 Rad Plus | 山吉一幸 大槻南雄          | 1月22日        |       |       |       |       |       |       |       |       |       |       |       |       |       |       |       |       |       |
| 04    | 精霊の試練                   | 田中仁   | 澤井幸次 田村正文 | 粟井重紀        | 松本勝次 高橋直樹 陳潔琼 趙親雲 何金龍                                                                                                | -                          | 1月29日        |       |       |       |       |       |       |       |       |       |       |       |       |       |       |       |       |       |
| 05    | 皇族と混血の狭間で           | 米山昂   | 二瓶勇一          | 福多潤          | 服部憲知 池津寿恵 明光 慧敏 趙杰 李慶 張金浩 吳暁偉 趙瑉 BEEP ワン・オーダー Revival Big Owl SAS Rad Plus セブンシーズ                | 山吉一幸 大槻南雄          | 2月5日         |       |       |       |       |       |       |       |       |       |       |       |       |       |       |       |       |       |
| 06    | 母なる大精霊と魔王の右腕     | 大内珠帆 | 西田正義          | 小野田雄亮      | 中谷藍 徳倉栄一 清水雄介 STUDIO CL 半扇門                                                                                             | 山吉一幸 大槻南雄          | 2月12日        |       |       |       |       |       |       |       |       |       |       |       |       |       |       |       |       |       |
| 07    | ただ一振りの剣の如く         | 米山昂   | 西本光咲 田村正文 | 小柴純弥        | 小林茉利奈 鈴木FALCO 服部憲知 Big Owl Rad Plus 4tune                                                                                  | 山吉一幸 大槻南雄          | 8月20日        |       |       |       |       |       |       |       |       |       |       |       |       |       |       |       |       |       |
| 08    | 魔王のいない魔族の国         | 田中仁   | 大沼心 西田正義   | 荻原露光        | 高橋直樹 松本勝次 陳潔琼 趙親雲 李品華 馬蘭                                                                                           | -                          | 8月27日        |       |       |       |       |       |       |       |       |       |       |       |       |       |       |       |       |       |
| 09    | 二千年後に祈りを込めて       | 大内珠帆 | 田村正文          | 田村正文        | 服部憲知 本館耐 北島勇樹 寿門堂 ワン・オーダー 田村正文                                                                               | 山吉一幸 大槻南雄          | 9月3日         |       |       |       |       |       |       |       |       |       |       |       |       |       |       |       |       |       |
| 10    | 憎しみは過去に               | 米山昂   | 西田正義 田村正文 | 小野田雄亮      | 中谷藍 徳倉栄一 清水雄介 半扇門 | 山吉一幸 大槻南雄          | 9月10日        |       |       |       |       |       |       |       |       |       |       |       |       |       |       |       |       |       |
| 11    | その宿命を断ちきるために     | 大内珠帆 | 大畑晃一          | 関根侑佑        | 竹森由加 鈴木FALCO STUDIO MASSKET Big Owl Rad Plus 寿門堂                                                                             | 山吉一幸 大槻南雄 平田和也 | 9月17日        |       |       |       |       |       |       |       |       |       |       |       |       |       |       |       |       |       |
| 12    | 不適合者                     | 田中仁   | 田村正文          | 田村正文        | 竹森由加 服部憲知 | 山吉一幸 大槻南雄          | 9月24日        |       |       |       |       |       |       |       |       |       |       |       |       |       |       |       |       |       |
| 13    | 創造の月                     | 田中仁   | 大沼心 関根侑佑   | 大沼心 関根侑佑 | 服部憲知 渡部桂大 若山政志 翁有威 金逸凡 陶啓偉 寿門堂 ワン・オーダー BEEP                                                            | 山吉一幸 大槻南雄          | 2024年 4月12日 |       |       |       |       |       |       |       |       |       |       |       |       |       |       |       |       |       |
| 14    | 選定の神                     | 大内珠帆 | 毛利和昭          | 粟井重紀        | 松本勝次 陳潔琼 趙親雲 杜衛峰 李品華                                                                                                  | 山吉一幸 大槻南雄          | 4月19日        |       |       |       |       |       |       |       |       |       |       |       |       |       |       |       |       |       |
| 15    | 神代の学府                   | 米山昂   | 田村正文          | 小野田雄亮      | 清水雄介 SMX リバイバル Rad Plus | -                          | 4月26日        |       |       |       |       |       |       |       |       |       |       |       |       |       |       |       |       |       |
| 16    | ちっぽけな勇気を合わせながら | 大内珠帆 | 二瓶勇一          | 小柴純弥        | 服部憲知 小牧容子 森林恵 瀬戸良兼 徐易 冨田恵里沙 岩田美香 BEEP VISTA 寿門堂 ワン・オーダー                                           | 山吉一幸 大槻南雄          | 5月3日         |       |       |       |       |       |       |       |       |       |       |       |       |       |       |       |       |       |
| 17    | 誇りの戦い                   | 田中仁   | 尾上皓紀 田村正文 | 粟井重紀        | 陳潔琼 趙親雲 殷晨曦 董立則 松本勝次                                                                                                  | 山吉一幸 大槻南雄          | 5月10日        |       |       |       |       |       |       |       |       |       |       |       |       |       |       |       |       |       |
| 18    | 全能なる魔王                 | 米山昂   | 田村正文          | 日下直義        | 服部憲知 鈴木FALCO BEEP 寿門堂 BigOwl 暁・火鳥動画 4tune                                                                              | 山吉一幸 大槻南雄          | 5月17日        |       |       |       |       |       |       |       |       |       |       |       |       |       |       |       |       |       |
| 19    | 大魔王教練                   | 大内珠帆 | 成田歳法          | 小野田雄亮      | 清水雄介 徳倉栄一 SMX 半扇門 Rad Plus                                                                                                 | 山吉一幸 大槻南雄          | 5月31日        |       |       |       |       |       |       |       |       |       |       |       |       |       |       |       |       |       |
| 20    | 神竜の国                     | 田中仁   | 奥田誠治 田村正文 | 粟井重紀        | 陳潔琼 杜衛峰 馬寶林 趙親雲 李品華 邱錦 馬蘭                                                                                          | 山吉一幸 大槻南雄          | 6月7日         |       |       |       |       |       |       |       |       |       |       |       |       |       |       |       |       |       |
| 21    | 魔王讃美歌 第6番『隣人』     | 大内珠帆 | 田村正文          | 杉村泰          | 服部憲知 前田綾 本館耐 BEEP VISTA 寿門堂 ワン・オーダー 暁・火鳥動画制作集団 Rad Plus リバイバル Fusion Studio スタジオ・ミュウ 4tune | 山吉一幸 大槻南雄          | 6月14日        |       |       |       |       |       |       |       |       |       |       |       |       |       |       |       |       |       |
| 22    | 痕跡神リーバルシュネッド     | 大内珠帆 | なかの★陽         | 小野田雄亮      | 清水雄介 中谷藍 徳倉栄一 半扇門 SMX リバイバル                                                                                        | 山吉一幸 大槻南雄          | 6月28日        |       |       |       |       |       |       |       |       |       |       |       |       |       |       |       |       |       |
| 23    | 夢で交わした約束             | 米山昂   | 毛利和昭          | 日下直義        | 鈴木FALCO BEEP 寿門堂 BigOwl Rad Plus ワン・オーダー                                                                                  | 山吉一幸 大槻南雄          | 7月3日         |       |       |       |       |       |       |       |       |       |       |       |       |       |       |       |       |       |
| 24    | 神の見た夢                   | 田中仁   | 田村正文          | 小柴純弥        | 川口弘明 雪夜野ノノ BEEP 寿門堂 Rad Plus Lu Laforte                                                                                   | 山吉一幸 大槻南雄          | 7月25日        |       |       |       |       |       |       |       |       |       |       |       |       |       |       |       |       |       |

### 放送局
| 放送期間                 | 放送時間                     | 放送局       | 対象地域   | 備考                                 |
| ------------------------ | ---------------------------- | ------------ | ---------- | ------------------------------------ |
| 2020年7月4日 - 9月26日   | 土曜 23:30 - 日曜 0:00       | TOKYO MX     | 東京都     | 製作参加                             |
|                          |                              | とちぎテレビ | 栃木県     |                                      |
|                          |                              | 群馬テレビ   | 群馬県     |                                      |
|                          |                              | BS11         | 日本全域   | 製作参加 / BS放送 / 『ANIME+』枠     |
|                          |                              | AT-X         | 日本全域   | 製作参加 / CS放送 / リピート放送あり |
| 2020年7月6日 - 9月28日   | 月曜 2:05 - 2:35（日曜深夜） | テレビ愛知   | 愛知県     |                                      |
| 2020年7月7日 - 9月29日   | 火曜 1:59 - 2:29（月曜深夜） | 読売テレビ   | 近畿広域圏 | 『MANPA』第1部                       |
| 2020年7月22日 - 10月14日 | 水曜 1:54 - 2:21（火曜深夜） | 長崎文化放送 | 長崎県     | 『あに。』枠                         |

| 配信開始日   | 配信時間               | 配信サイト |
| ------------ | ---------------------- | --- |
| 2020年7月4日 | 土曜 23:30 更新        | dアニメストア |
| 2020年7月7日 | 火曜 23:30 - 水曜 0:00 | ABEMA |
| 2020年7月9日 | 木曜 23:30 - 金曜 0:00 | ニコニコ生放送 |
|              | 木曜 23:30 更新        | ニコニコチャンネル GYAO! ひかりTV FOD バンダイチャンネル hulu J:COMオンデマンド TELASA U-NEXT アニメ放題 Amazonプライム・ビデオ Netflix マンガUP! Rakuten TV DMM.com ビデオマーケット HAPPY!動画 ムービーフルPLUS クランクイン!ビデオ PlayStation Video |

| 放送期間                                        | 放送時間                                                  | 放送局       | 対象地域   | 備考                                            |
| ----------------------------------------------- | --------------------------------------------------------- | ------------ | ---------- | ----------------------------------------------- |
| 2023年1月8日 - 2月12日 2023年7月9日 - 9月24日   | 日曜 0:30 - 1:00（土曜深夜）                              | TOKYO MX     | 東京都     | 製作参加                                        |
|                                                 |                                                           | とちぎテレビ | 栃木県     |                                                 |
|                                                 |                                                           | 群馬テレビ   | 群馬県     |                                                 |
|                                                 |                                                           | BS11         | 日本全域   | 製作参加 / BS放送 / 『ANIME+』枠                |
|                                                 |                                                           | AT-X         | 日本全域   | 製作参加 / CS放送 / 字幕放送 / リピート放送あり |
| 2023年1月11日 - 2月15日 2023年7月12日 - 9月27日 | 水曜 2:05 - 2:35（火曜深夜）                              | テレビ愛知   | 愛知県     |                                                 |
|                                                 | 水曜 3:41 - 4:11（火曜深夜） 水曜 3:22 - 3:52（火曜深夜） | 読売テレビ   | 近畿広域圏 | 製作参加                                        |

| 配信開始日    | 配信時間        | 配信サイト |
| ------------- | --------------- | --- |
| 2023年1月8日  | 日曜 0:30 更新  | dアニメストア |
| 2023年1月15日 |                 | ABEMA ニコニコ生放送 ニコニコチャンネル ひかりTV GYAO! FOD バンダイチャンネル hulu TELASA J:COMオンデマンド milplus U-NEXT アニメ放題 Amazonプライム・ビデオ DMM TV Netflix Rakuten TV music.jp ビデオマーケット HAPPY!動画 マンガUP! クランクイン!ビデオ ムービーフルPLUS |
|               | 日曜 10:00 更新 | ytv MyDo! TVer |

| 放送期間                | 放送時間                     | 放送局       | 対象地域   | 備考                                            |
| ----------------------- | ---------------------------- | ------------ | ---------- | ----------------------------------------------- |
| 2024年4月12日 - 6月28日 | 金曜 22:00 - 22:30           | AT-X         | 日本全域   | 製作参加 / CS放送 / 字幕放送 / リピート放送あり |
| 2024年4月13日 - 6月29日 | 土曜 0:00 - 0:30（金曜深夜） | TOKYO MX     | 東京都     | 製作参加                                        |
|                         |                              | とちぎテレビ | 栃木県     |                                                 |
|                         |                              | 群馬テレビ   | 群馬県     |                                                 |
|                         |                              | BS11         | 日本全域   | 製作参加 / BS放送 / 『ANIME+』枠                |
| 2024年4月16日 - 7月2日  | 火曜 2:29 - 2:59（月曜深夜） | 読売テレビ   | 近畿広域圏 | 製作参加 / 『MANPA』第2部                       |
| 2024年4月17日 - 7月3日  | 水曜 2:05 - 2:35（火曜深夜） | テレビ愛知   | 愛知県     |                                                 |

| 放送期間      | 放送時間                     | 放送局       | 対象地域   | 備考                                            |
| ------------- | ---------------------------- | ------------ | ---------- | ----------------------------------------------- |
| 2024年7月3日  | 金曜 22:30 - 23:00           | AT-X         | 日本全域   | 製作参加 / CS放送 / 字幕放送 / リピート放送あり |
| 2024年7月4日  | 木曜 0:30 - 1:00（水曜深夜） | TOKYO MX     | 東京都     | 製作参加                                        |
|               |                              | BS11         | 日本全域   | 製作参加 / BS放送 / 『ANIME+』枠                |
| 2024年7月9日  | 火曜 2:05 - 2:35（月曜深夜） | テレビ愛知   | 愛知県     |                                                 |
|               | 火曜 2:08 - 2:38（月曜深夜） | 読売テレビ   | 近畿広域圏 | 製作参加 / 『MANPA』第1部                       |
| 2024年7月10日 | 水曜 1:00 - 1:30（火曜深夜） | 群馬テレビ   | 群馬県     |                                                 |
|               | 水曜 1:30 - 2:00（火曜深夜） | とちぎテレビ | 栃木県     |                                                 |

| 放送期間      | 放送時間                     | 放送局       | 対象地域   | 備考                                            |
| ------------- | ---------------------------- | ------------ | ---------- | ----------------------------------------------- |
| 2024年7月25日 | 木曜 0:00 - 0:30（水曜深夜） | AT-X         | 日本全域   | 製作参加 / CS放送 / 字幕放送 / リピート放送あり |
|               | 木曜 2:05 - 2:35（水曜深夜） | TOKYO MX     | 東京都     | 製作参加                                        |
| 2024年7月26日 | 金曜 1:00 - 1:30（木曜深夜） | BS11         | 日本全域   | 製作参加 / BS放送 / 『ANIME+』枠                |
|               | 金曜 2:15 - 2:45（木曜深夜） | テレビ愛知   | 愛知県     |                                                 |
| 2024年7月29日 | 月曜 1:00 - 1:30（日曜深夜） | 群馬テレビ   | 群馬県     |                                                 |
| 2024年8月1日  | 木曜 2:00 - 2:30（水曜深夜） | とちぎテレビ | 栃木県     |                                                 |
| 2024年8月3日  | 土曜 1:52 - 2:22（金曜深夜） | 読売テレビ   | 近畿広域圏 | 製作参加                                        |

| 配信開始日    | 配信時間        | 配信サイト |
| ------------- | --------------- | --- |
| 2024年4月13日 | 土曜 0:00 更新  | dアニメストア |
| 2024年4月20日 |                 | ABEMA Lemino ニコニコ生放送 ニコニコチャンネル バンダイチャンネル hulu U-NEXT アニメ放題 TELASA J:COM STREAM milplus Amazon Prime Video FOD DMM TV Netflix Rakuten TV music.jp ビデオマーケット カンテレドーガ クランクイン!ビデオ ムービーフルPLUS HAPPY!動画 |
|               | 土曜 10:00 更新 | ytv MyDo! TVer |

### BD / DVD
| 巻 | 発売日         | 収録話          | 規格品番      | 規格品番      | 特典CD                                        |
| 巻 | 発売日         | 収録話          | BD限定版      | DVD限定版     | 特典CD                                        |
| -- | -------------- | --------------- | ------------- | ------------- | --------------------------------------------- |
| 1  | 2020年9月30日  | 第1話 - 第2話   | ANZX-13141/2  | ANZB-13141/2  | オリジナルサントラ+キャラソン（ミーシャ）     |
| 2  | 2020年10月28日 | 第3話 - 第4話   | ANZX-13143/4  | ANZB-13143/4  | オリジナルサントラ+キャラソン（サーシャ）     |
| 3  | 2020年11月25日 | 第5話 - 第6話   | ANZX-13145/6  | ANZB-13145/6  | オリジナルサントラ+キャラソン（ミサ）         |
| 4  | 2020年12月23日 | 第7話 - 第8話   | ANZX-13147/8  | ANZB-13147/8  | オリジナルサントラ+キャラソン（レイ）         |
| 5  | 2021年1月27日  | 第9話 - 第10話  | ANZX-13149/50 | ANZB-13149/50 | オリジナルサントラ+キャラソン（エレオノール） |
| 6  | 2021年2月24日  | 第11話 - 第13話 | ANZX-13151/2  | ANZB-13151/2  | オリジナルサントラ+キャラソン（アノス）       |

| 巻 | 発売日         | 収録話          | 規格品番     | 規格品番     | 特典CD             |
| 巻 | 発売日         | 収録話          | BD限定版     | DVD限定版    | 特典CD             |
| -- | -------------- | --------------- | ------------ | ------------ | ------------------ |
| 1  | 2023年9月27日  | 第1話 - 第3話   | ANZX-15291/2 | ANZB-15291/2 | オリジナルサントラ |
| 2  | 2023年10月25日 | 第4話 - 第6話   | ANZX-15293/4 | ANZB-15293/4 | オリジナルサントラ |
| 3  | 2023年11月22日 | 第7話 - 第9話   | ANZX-15295/6 | ANZB-15295/6 |                    |
| 4  | 2023年12月27日 | 第10話 - 第12話 | ANZX-15297/8 | ANZB-15297/8 |                    |
| 5  | 2024年7月31日  | 第13話 - 第15話 | ANZX-17531/2 | ANZB-17531/2 | オリジナルサントラ |
| 6  | 2024年8月28日  | 第16話 - 第18話 | ANZX-17533/4 | ANZX-17533/4 | オリジナルサントラ |
| 7  | 2024年9月25日  | 第19話 - 第21話 | ANZX-17535/6 | ANZB-17535/6 |                    |
| 8  | 2024年10月23日 | 第22話 - 第24話 | ANZX-17537/8 | ANZX-17537/8 |                    |

### Webラジオ
ミーシャ・ネクロン役の楠木ともりとサーシャ・ネクロン役の夏吉ゆうこによるWebラジオ『魔王学院の不適合者 〜史上最強の魔王の始祖、転生して子孫たちのラジオに出る〜』が、2020年7月1日から2021年3月10日まで音泉にて配信された。10月7日までは毎週水曜に、同年11月18日から月1回水曜に配信された。
ゲスト
- 第10・11回（9月2日・9日） 渡部紗弓
- 第15・16回（10月7日・11月18日） 鈴木達央
- 第17回（12月16日） コヤマヒデカズ

2023年1月14日より同パーソナリティ2名によるWebラジオ『魔王学院の不適合者 II 〜史上最強の魔王の始祖、転生して子孫たちのラジオに出る〜』が音泉にて配信が開始された。
ゲスト
- 第5回（8月5日） 稗田寧々
- 第9回（9月30日） 梅原裕一郎

## パチンコ
- P魔王学院の不適合者（2024年、藤商事[70]）